# Surgères
Cet article possède un paronyme, voir Sugères.
Surgères est une commune du Sud-Ouest de la France, située dans le département de la Charente-Maritime, en région Nouvelle-Aquitaine. Ses habitants sont appelés les Surgériens.
Située à l'est de la plaine de l'Aunis et bordée par la Gères, Surgères est une cité de 6 825 habitants en 2021, jouant un rôle de carrefour géographique et de voies de communication (desserte par le TGV, carrefour routier).
Ce chef-lieu de canton fait office de centre de « commandement local » en Pays d'Aunis que favorise sa position géographique, Surgères abritant le siège de la Communauté de communes Aunis Sud. Par son  poids démographique et économique à l'est du pays d'Aunis, elle est au centre d'une aire d'attraction qui la place au septième rang départemental.
Considérée comme la « capitale laitière » du Centre-Ouest de la France, Surgères demeure encore un centre agroalimentaire actif dominé par les importantes écoles nationales d'industrie laitière et de meunerie. Ville de tradition industrielle — elle est le troisième pôle industriel de l'Aunis —, elle a dû cependant accomplir la tertiarisation de son économie urbaine. Ce revirement économique, mené avec succès, fait maintenant de Surgères une ville qui affirme sa vocation commerciale et qui est classée pôle d'excellence rurale.
C'est également un centre historique (site d'une enceinte médiévale préservée, église romane célèbre, remarquable porte Renaissance, cœur historique rénové et piétonnier) et culturel (salle de spectacles, cinéma, écoles de musique et de danse, bibliothèque, nombreux festivals) où le tourisme apporte une animation supplémentaire.

## Géographie

### Situation géographique

#### Données géographiques générales

Position de Surgères en Charente-Maritime.

Ville de plaine par excellence, elle occupe une position de contact entre différentes petites régions géographiques qui est à l'origine de son développement urbain.
Surgères se trouve dans une plaine aux vastes horizons dénudés, à l'est de l'ancienne province de l'Aunis où celle-ci est encadrée au nord par le Marais poitevin et au sud par le marais de Rochefort.
Par sa position géographique, la ville a occupé de bonne heure un rôle de carrefour entre le Poitou, au nord, et la Saintonge au sud et à l'est, tout en étant une porte d'entrée en Aunis. Aujourd'hui, elle maintient ce rôle de centre géographique entre le littoral atlantique et l'arrière-pays charentais.

#### Localisation géographique
Surgères est située au nord de la Charente-Maritime, à presque égale distance des villes de La Rochelle (33 km à l'ouest), Rochefort (27 km au sud-ouest), Saint-Jean-d'Angély (27 km au sud-est) et Niort, préfecture des Deux-Sèvres (34 km au nord-est). Surgères se situe à 167 km au nord de la capitale régionale, Bordeaux, et à quelque 163 km au sud-est de Nantes.
Elle est la deuxième ville de Charente-Maritime la moins éloignée de Paris, étant située à 440 km au sud-ouest de la capitale, après Saint-Jean-d'Angély qui en est la plus proche avec 410 km. À titre de comparaison, La Rochelle se trouve à 470 km de Paris et Saintes à 456 km.

### Voies de communication et transports

#### Voies routières
Surgères joue un rôle de carrefour routier notable en Charente-Maritime à la croisée de routes à forte densité de circulation même si ces dernières ne sont pas classées dans le réseau des grands axes nationaux. Surgères fait en effet partie des « autres villes du département, à un niveau moins élevé, qui constituent aussi d'actifs nœuds routiers » où « environ 6 000 véhicules par jour sont recensés sur chacune des trois routes les plus chargées desservant Surgères ».
Deux anciennes routes nationales desservent la ville et sont à l'origine de son essor urbain. Elles font également de cette ville un lieu de passage obligé entre le nord et le sud du département comme entre l'est et l'ouest.
Il s'agit de l’ancienne RN 11, qui a été déclassée en Route Départementale 911 et relie Mauzé-sur-le-Mignon à Rochefort, et de l'ex-RN 139 qui allait de La Rochelle à Périgueux en passant par Surgères et Angoulême, et a été déclassée en Route Départementale 939.
Par ailleurs, la D 115 qui est un axe routier secondaire assez peu fréquenté traverse Surgères et la relie directement à Aulnay, chef-lieu de canton situé à 35 km à l'est, et à Marans, petite ville baignée par la Sèvre niortaise, située à 32 km au nord-ouest.
L'accès à la ville par l'est, le nord et l'ouest peut être contourné par une rocade urbaine qui devrait être achevée dans sa totalité par sa continuité par le sud.
Par ailleurs, la ville est directement accessible par l'autoroute A10, située à 30 km, depuis la sortie 33 (Niort-La Rochelle) au nord-est de la ville et à 26 km depuis la sortie 34 (Saint-Jean-d'Angély) au sud-est.

#### Transports
Surgères joue un rôle de carrefour routier notable en Charente-Maritime à la croisée de routes à forte densité de circulation même si ces dernières ne sont pas classées dans le réseau des grands axes nationaux. Surgères fait en effet partie des « autres villes du département, à un niveau moins élevé, qui constituent aussi d'actifs nœuds routiers » où « environ 6 000 véhicules par jour sont recensés sur chacune des trois routes les plus chargées desservant Surgères ».

#### Transports ferroviaires
La gare de Surgères située sur la ligne Poitiers - La Rochelle, électrifiée en 1993 pour la desserte en TGV, a connu de nombreux aménagements et des travaux sur ses équipements d'accès - dont en 2009 la réalisation d'un passage souterrain sous les voies ferrées - celle-ci reçoit aussi bien les TER Nouvelle-Aquitaine que les TGV Atlantique qui ont remplacé les trains Corail en partance ou en provenance de la capitale.
Du fait de sa situation excentrée du centre-ville, située en milieu rural, cette gare, drainée par l'important réseau routier décrit plus haut, ainsi que de grandes facilités de stationnement, dessert une importante zone de chalandise, comprenant, entre autres, les villes de Marennes, Rochefort, Les Mathes-La Palmyre qui revendiquent cet avantage pour effectuer l'aller et retour dans la journée.

#### Transports aériens
L'aéroport le plus proche est l'aéroport de La Rochelle - île de Ré, situé à La Rochelle Laleu, à moins de 40 km, qui offre des vols quotidiens en direction de Paris et de Lyon et des destinations pluri-hebdomadaires en direction des îles Britanniques et de Bruxelles.
L'aéroport de Rochefort-Saint-Agnant, situé au sud de Rochefort, est essentiellement utilisé comme aéroclub pour la pratique de l'aviation légère.

#### Transports en commun
Surgères est reliée directement par autocars à La Rochelle, Saint-Jean-d'Angély, Rochefort et l'Île d'Oléron via le réseau de lignes départementales « Les Mouettes » ; ce dernier totalisant 20 lignes principales et 250 lignes secondaires.
La ville est desservie quotidiennement par quatre lignes principales du réseau :
- Ligne 4 : Surgères / Saint-Jean-d'Angély
- Ligne 6 : Surgères / Saint-Pierre-d'Oléron via Rochefort et Marennes
- Ligne 11 : Surgères / La Rochelle
- Ligne 15 : Surgères / Saint-Pierre-d'Oléron via Rochefort

Bien que Surgères soit tête de quatre lignes principales sur le réseau des autocars du département, elle ne dispose pas pour autant d'une gare routière ou d'une agence du réseau, étant modestement pourvue d'une simple halte routière située en centre-ville et d'une autre à la gare SNCF ; les points de vente du réseau les Mouettes étant situés à l'Office de Tourisme et à la gare SNCF.
Des lignes d'autocars scolaires desservent le lycée professionnel de Surgères pour les élèves demi-pensionnaires résidant notamment dans le canton de Surgères et sont également en service dans le secteur relevant du collège public (douze communes desservies).

### Le cadre géographique

#### Finagecommunal
La commune de Surgères s'étend sur une superficie totale de 28,71 km2, ce qui en fait un territoire assez étendu en Charente-Maritime et plus particulièrement en Aunis où, dans son canton, elle est la plus vaste des communes.
Cette étendue lui permet d'avoir un finage communal varié dans ses paysages (plaine de l'Aunis, vallée de la Gères) comme dans l'occupation de son espace géographique (espace urbanisé de la ville-centre, écarts ruraux, bois, espaces de la plaine voués aux céréales ou à l'élevage laitier, prés et maraîchage dans la vallée inondable).
Si la ville de Surgères occupe le cœur du territoire communal et continue de s'étendre le long des différentes voies d'accès, des écarts et des hameaux qui ont gardé leur aspect rural et agricole gravitent à quelque kilomètre à peine autour de la ville-centre. Ils sont apparus à l'époque médiévale, au temps des grands défrichements des  XIIe et XIIIe siècles, que confirme leurs toponymes précédés d'un article (la Bardonnière, la Grange, la Bourdinnerie, les Petites Chaumes). Ces noyaux villageois se sont édifiés, à l'origine, en bordure de la vaste forêt d'Argenton dont la forêt de Benon, à moins d'une dizaine de kilomètres au nord de la ville, en est un vestige heureusement préservé. Des bois épars, constitués de feuillus, surtout au nord et à l'ouest du finage communal, ont été conservés et sont sans doute des  reliques  de l'antique forêt abondamment défrichée. Ces bois de feuillus composés majoritairement de chênes coiffent les hauteurs qui dominent la ville ; au nord-est, le bois des Petites Moutes est situé sur la colline la plus élevée de Surgères s'élevant à 58 mètres de hauteur, tandis qu'à l'ouest, toute une série de petits bois s'alignent entre la voie ferrée et la route départementale et s'élèvent entre 37 mètres et 47 mètres de hauteur (respectivement bois des Chaumes, bois de la Beurrée, bois de la Boissonnerie).
Par contraste, la vallée humide de la Gères qui coule au sud de la ville qu'elle longe par un long coude et qu'elle quitte en direction du sud-ouest vers le marais de Rochefort n'est plus qu'à 15 mètres d'altitude. Sa vallée marécageuse au sud-ouest a été aménagée et asséchée en partie au milieu du XIXe siècle et est le domaine des jardins familiaux et propice aux cultures maraîchères et légumières. Ses abords sont aussi le domaine de l'élevage laitier et de peupleraies auxquelles se mêlent des frênes et des aulnes. Son cours se divise en plusieurs bras au sud-est de la ville et à l'entrée de la commune voisine de Saint-Germain-de-Marencennes.
Les écarts actuels qui ont conservé leur aspect villageois et sont peu touchés par la périurbanisation sont, à l'est de Surgères, la Bardonnière et Puy-Bardon, à l'ouest, les Petites Chaumes, au sud-ouest, Charcognier et la Grange et, au sud-est, Couplais.
Par contre, certains écarts qui étaient encore de petits villages agricoles ont été gagnés par la périurbanisation qui a progressé à partir des années 1980 au profit du centre-ville. Ainsi, au sud-est, le village de la Mauvinière est maintenant soudé au faubourg Saint-Gilles et celui du Four-à-Chaux, longtemps isolé, prolonge aujourd'hui au sud par une urbanisation pavillonnaire continue le faubourg Saint-Pierre. Au sud-ouest, les noyaux villageois de le Plain et de la Bourdinnerie ont été également rattrapés par l'urbanisation et forment aujourd'hui un quartier linaire rattaché à la ville-centre. Au nord-est, les nouveaux quartiers du Hameau de France et de la Poullaillerie ont  poussé  sur des terres agricoles en friches tandis qu'à l'ouest, des usines et des entrepôts se sont établis pour former la zone industrielle de l'Ouest qui longe la voie ferrée depuis la gare en direction de La Rochelle.
Le finage communal de Surgères est entièrement établi dans une zone de plaine qui appartient autant par son sol que par ses caractéristiques géographiques à l'Aunis.

#### Site, relief et paysages naturels
Comme mentionné plus avant, Surgères est d'abord et avant tout une «ville de plaine» se situant à l'est de l'ancienne province de l'Aunis, où cette dernière se caractérise par un relief de plaine doucement vallonnée et de faible altitude, dans laquelle coule la Gères d'est en ouest avant de se diriger vers le sud, en direction du marais de Rochefort.

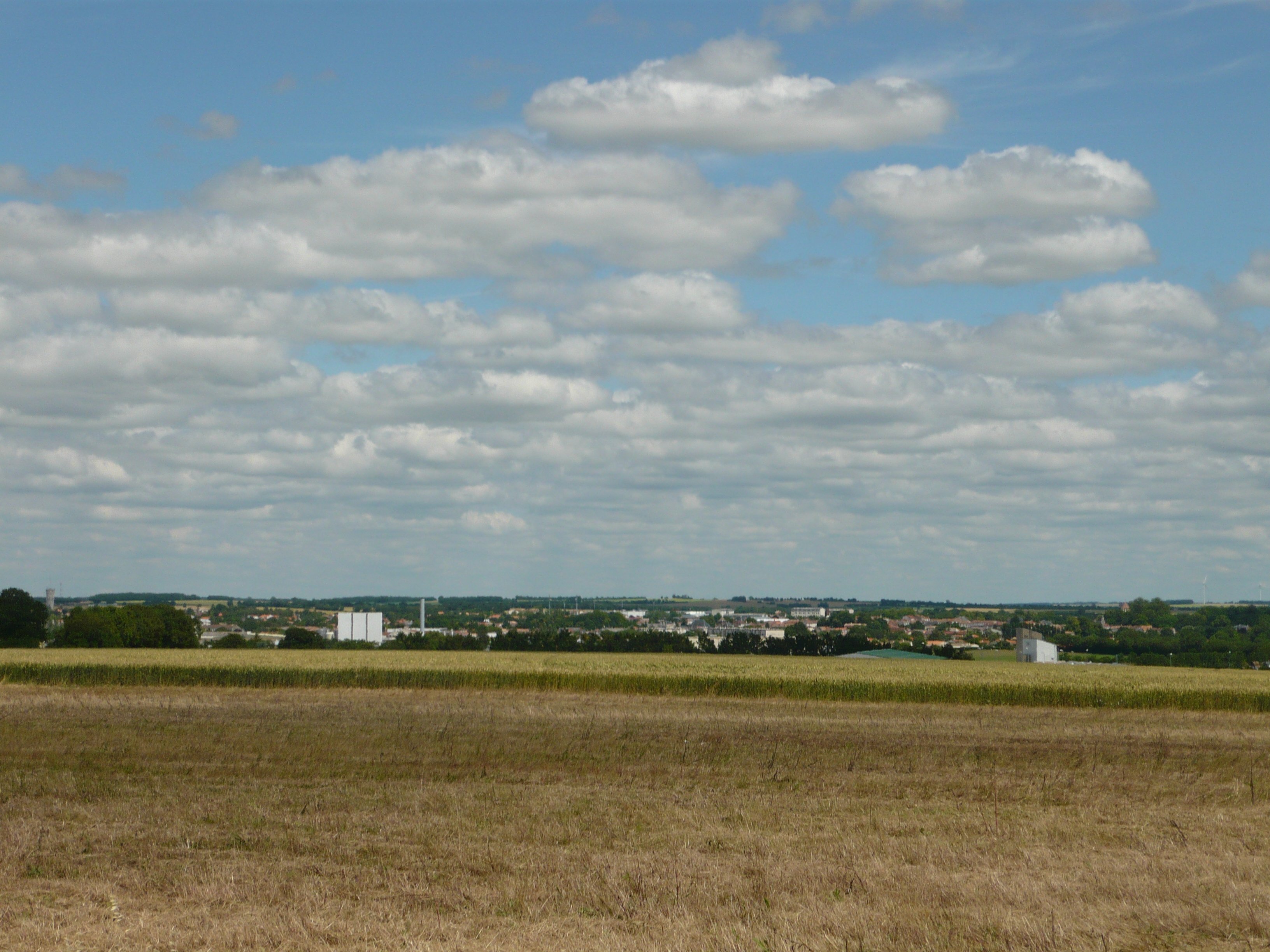
La plaine céréalière de l'Aunis aux portes ouest de Surgères.

C'est dans ce relief de plaine qu'est née la ville où, sur une légère éminence située à 20 mètres d'altitude, elle domine l'étroite vallée de la Gères aux abords de laquelle le domaine castral a été primitivement édifié. La ville est enserrée par des collines de faible élévation qui la dominent surtout à l'est et au nord et nettement moins à l'ouest tandis qu'au sud la plaine de l'Aunis vient doucement rencontrer les premières terres des marais du Marais de la Petite Flandre, partie orientale du marais de Rochefort.

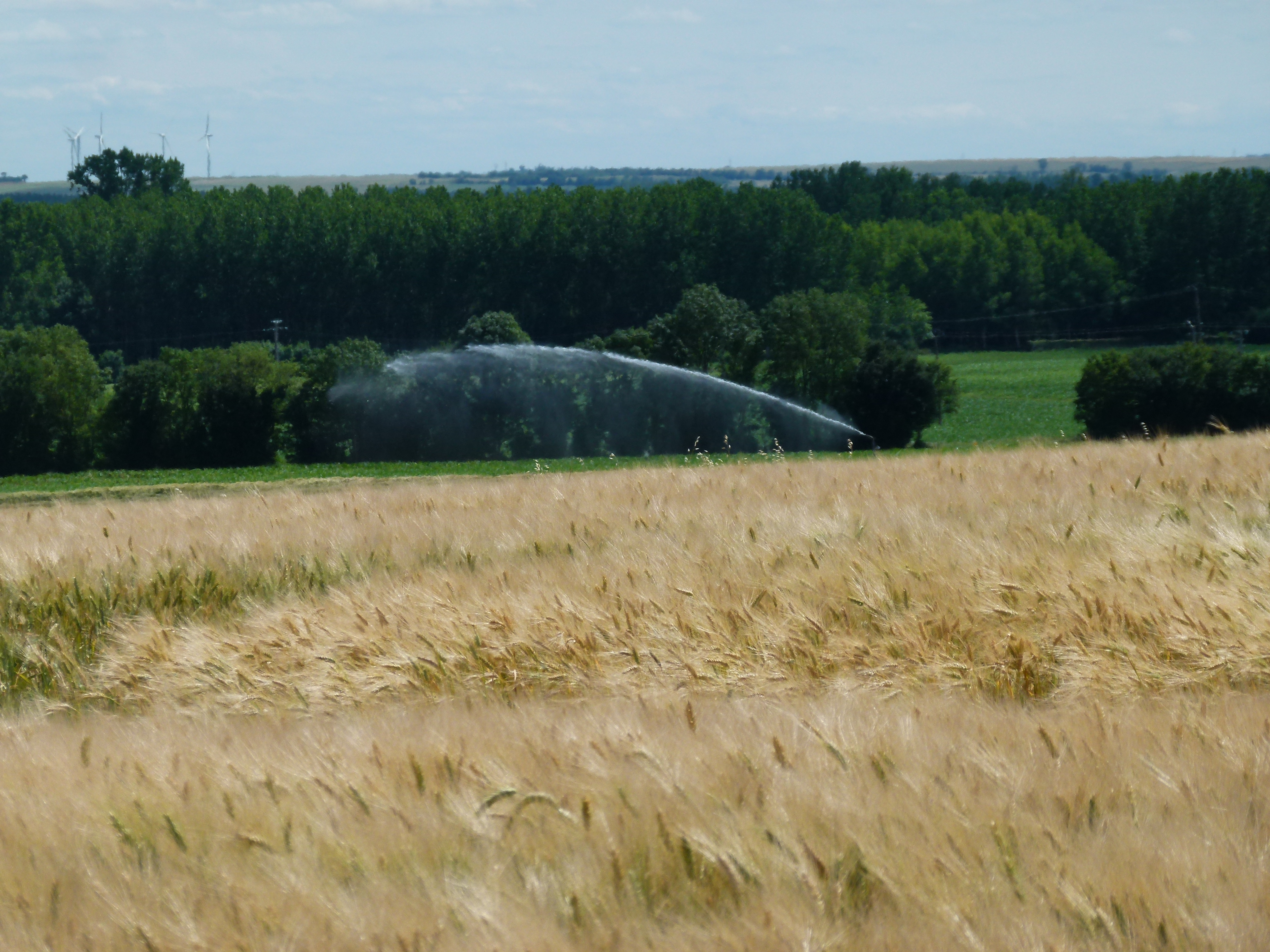
La plaine de l'Aunis et la vallée arborée de la Gères en contrebas avec au fond les vastes espaces dénudés du marais de Rochefort.

Au-delà de la ville, après le faubourg Saint-Pierre, la Gères sinue en une vallée arborée, généralement plantée de peupliers, étroite et inondable, rendant ses abords inconstructibles, généralement dévolus aux jardins et au maraîchage, notamment au contact du marais de Rochefort où elle rejoint alors la Devise pour former avec son cours le canal de Charras. La vallée de la Gères dessine un long ruban arboré et vert rompant la monotonie de la plaine céréalière de l'Aunis, aux vastes horizons dénudés rappelant singulièrement la Beauce, et celle des étendues découvertes du marais de Rochefort.
D'est en ouest, l'altitude de l'Aunis baisse doucement en direction de l'océan et est à peine perceptible par le voyageur. La ville elle-même est à peine montueuse, 20 mètres d'altitude en son centre, 15 mètres dans la vallée de la Gères, mais 58 mètres vers le nord-est de la commune où viennent finir les dernières collines calcaires du Jurassique provenant de Saint-Félix et de Migré, au-delà de la Trézence et de la Boutonne, qui prolongent celles plus élevées de l'est de la Charente-Maritime.

#### Géologie et sols
La géologie du territoire communal de Surgères fait apparaître deux types de sols nettement différenciés ; le premier se caractérise par  un terrain calcaire, issu du Jurassique, et le second, par la vallée de la Gères qui, avec son apport sédimentaire provenant du Quaternaire, fait apparaître une légère césure géologique et physique dans la commune.
La majeure partie du territoire communal de Surgères est située en terrain jurassique, lequel recouvre entièrement la plaine de l’Aunis jusqu'à l'océan, à l'ouest, et s'étend jusqu'en Angoumois, au nord du fleuve Charente. Les affleurements calcaires et marneux du Jurassique supérieur apparaissent nettement en surface sur ce territoire communal à peine vallonné et ont donné des sols riches en calcaires et en marnes très favorables à la vigne - avant qu'elle ne soit dévastée par le phylloxéra à partir de 1876 - et aux céréales, faisant d'ailleurs de l'Aunis une riche plaine céréalière aux allures caractéristiques de la Beauce.
Par contraste, la Gères, qui correspond ici à la partie amont de la rivière, vient s'intercaler au milieu de la plaine calcaire en une petite vallée peu profonde et inondable vers sa partie aval après avoir quitté la ville en direction du marais de Rochefort. Elle déroule un «ruban vert» sinueux, composé de frênes, d'aulnes et de peupliers qui affectionnent les fonds humides où se trouvent des épanchements issus du Quaternaire. Ces derniers sont des apports sédimentaires d'origine fluvio-marine, issus de la dernière transgression flandrienne portant également des tourbières dans la partie sud de la vallée qui étaient encore exploitées pendant la première moitié du XIXe siècle.

#### Hydrographie
La petite rivière qui traverse la ville, la Gères, est à l'origine de son nom.

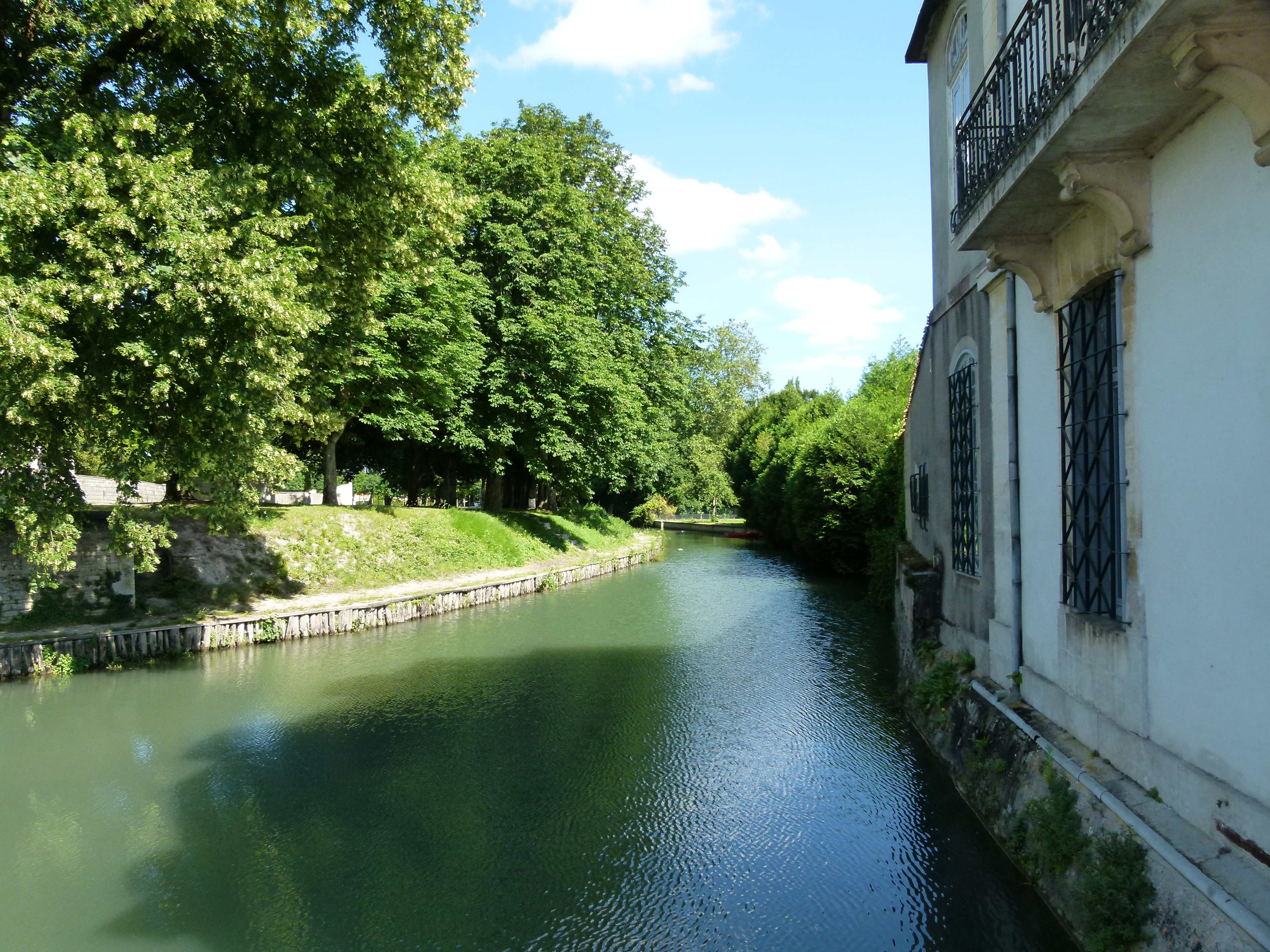
La Gères coule au pied du château de Surgères (à gauche sur la photo derrière les frondaisons des châtaigniers).

Elle arrose la cité d'est en ouest, dans une large boucle, baignant le site de l'ancienne forteresse médiévale au sud, puis infléchit brusquement son cours vers le sud en direction de la Devise, petite rivière qu'elle rejoint sur sa rive droite à la limite des communes de Saint-Germain-de-Marencennes et de Muron. Cette dernière qui écoule ses eaux dans le marais de Rochefort par le canal de Charras est un affluent de rive droite de la Charente, en aval de Rochefort.
La Gères a été canalisée au Moyen Âge, au site du Gué-Charreau, afin de concurrencer les ports de Tonnay-Charente, sur la Charente, et de Saint-Jean-d'Angély, sur la Boutonne, alors grands centres de la batellerie médiévale qui tiraient leurs richesses de l'expédition des vins, des bois et des denrées agricoles. C'est ainsi qu'en 1311, un port et un canal directement relié à la Charente ont été établis par Guillaume Maingot, alors seigneur de Surgères. Mais l'exploitation du port fluvial du Gué-Charreau a été abandonnée par un décret royal établi par Philippe de Valois en 1345 à la demande des puissants seigneurs de La Rochelle et de Saint-Jean-d'Angély qui s'étaient opposés à ce projet dès le départ.

#### Climat
Surgères bénéficie d'un climat tempéré de type océanique où la proximité relative de l'océan Atlantique - à une vingtaine de kilomètres à vol d'oiseau à l'ouest - joue un rôle essentiel en matière de régulation thermique (hivers doux, exceptionnellement froids, étés chauds, rarement orageux).
Il arrive que des évènements climatiques d'une ampleur exceptionnelle comme la tempête Martin de la fin décembre 1999 viennent frapper la ville. Comme dans l'ensemble du département de la Charente-Maritime, cette tempête a fait de gros dégâts à Surgères, notamment le déracinement de nombreux arbres, dont un certain nombre dans le parc du château. Cependant, ce dernier a été relativement épargné.

## Urbanisme

### Typologie
Au 1er janvier 2024, Surgères est catégorisée petite ville, selon la nouvelle grille communale de densité à 7 niveaux définie par l'Insee en 2022.
Elle appartient à l'unité urbaine de Surgères, une unité urbaine monocommunale constituant une ville isolée,. Par ailleurs la commune fait partie de l'aire d'attraction de Surgères, dont elle est la commune-centre,. Cette aire, qui regroupe 9 communes, est catégorisée dans les aires de moins de 50 000 habitants,.

### Occupation des sols
L'occupation des sols de la commune, telle qu'elle ressort de la base de données européenne d’occupation biophysique des sols Corine Land Cover (CLC), est marquée par l'importance des territoires agricoles (80,6 % en 2018), en diminution par rapport à 1990 (83,5 %). La répartition détaillée en 2018 est la suivante : 
terres arables (72,7 %), zones urbanisées (11,7 %), zones agricoles hétérogènes (7,9 %), zones industrielles ou commerciales et réseaux de communication (4,8 %), forêts (2,9 %). L'évolution de l’occupation des sols de la commune et de ses infrastructures peut être observée sur les différentes représentations cartographiques du territoire : la carte de Cassini (XVIIIe siècle), la carte d'état-major (1820-1866) et les cartes ou photos aériennes de l'IGN pour la période actuelle (1950 à aujourd'hui).

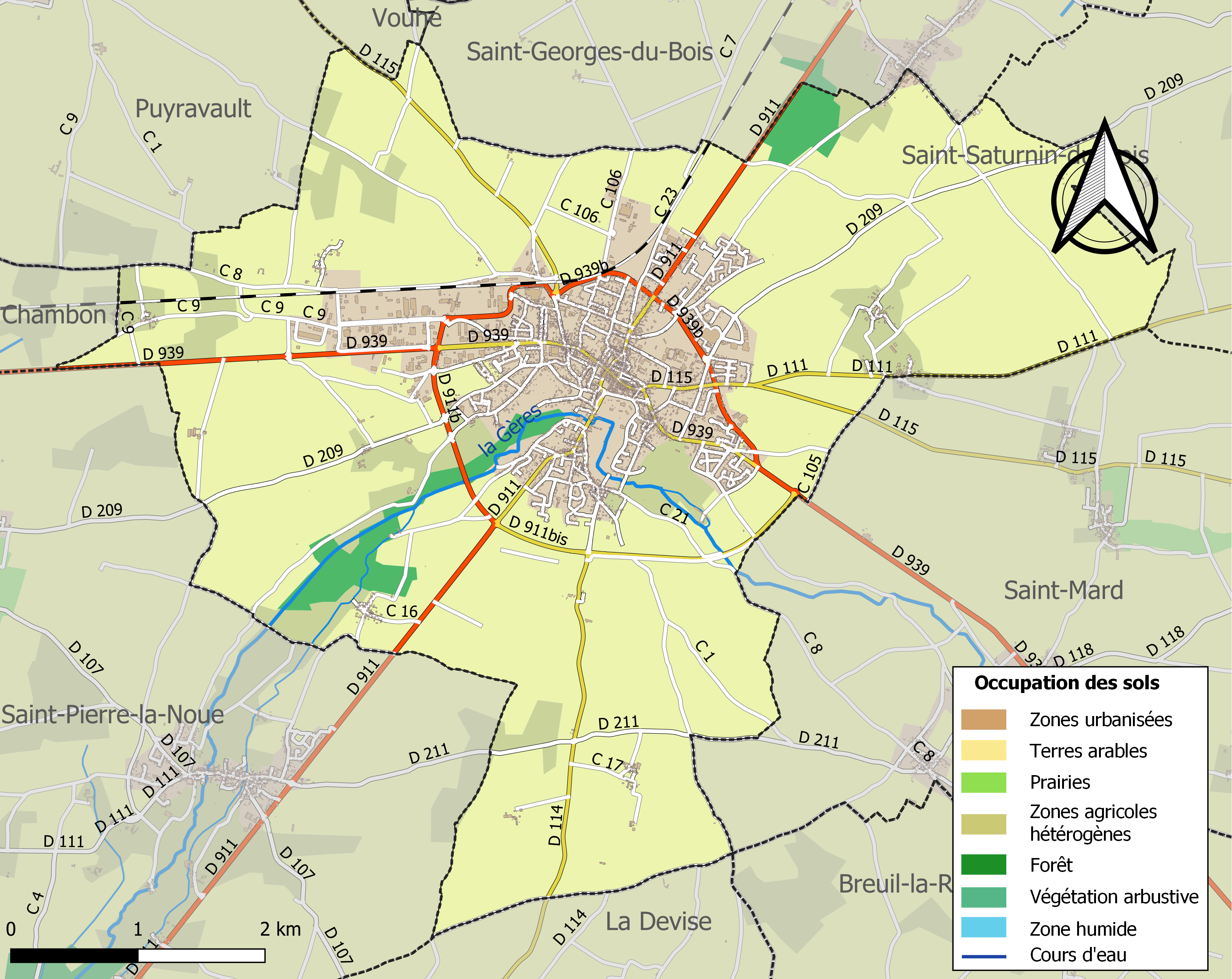
Carte des infrastructures et de l'occupation des sols de la commune en 2018 (CLC).

### Morphologie urbaine
Surgères, du fait de son développement urbain éminemment contemporain, présente une morphologie urbaine assez simplifiée, constituée d’un cœur historique rénové autour duquel se sont  ajoutés deux anciens faubourgs, puis des zones résidentielles banales auxquelles s’ajoutent des zones d’activité économiques.

#### Le cœur historique
Le cœur historique de Surgères s’articule d’une part autour de son château et de sa muraille qui constituent le noyau originel de la ville, alors édifiés sur la rive droite de la Gères, et  d’autre part, sur le centre-ville, établi sur une légère éminence, donnant sur la place du château. Le centre de la ville est organisé autour d’un carrefour de deux routes principales provenant des grands axes  routiers La Rochelle-Angoulême et Rochefort-Niort. C’est dans cette partie de la ville que se trouvent les monuments historiques et les bâtiments les plus anciens, dont la plupart ont été rénovés à partir de la seconde moitié du XIXe siècle.

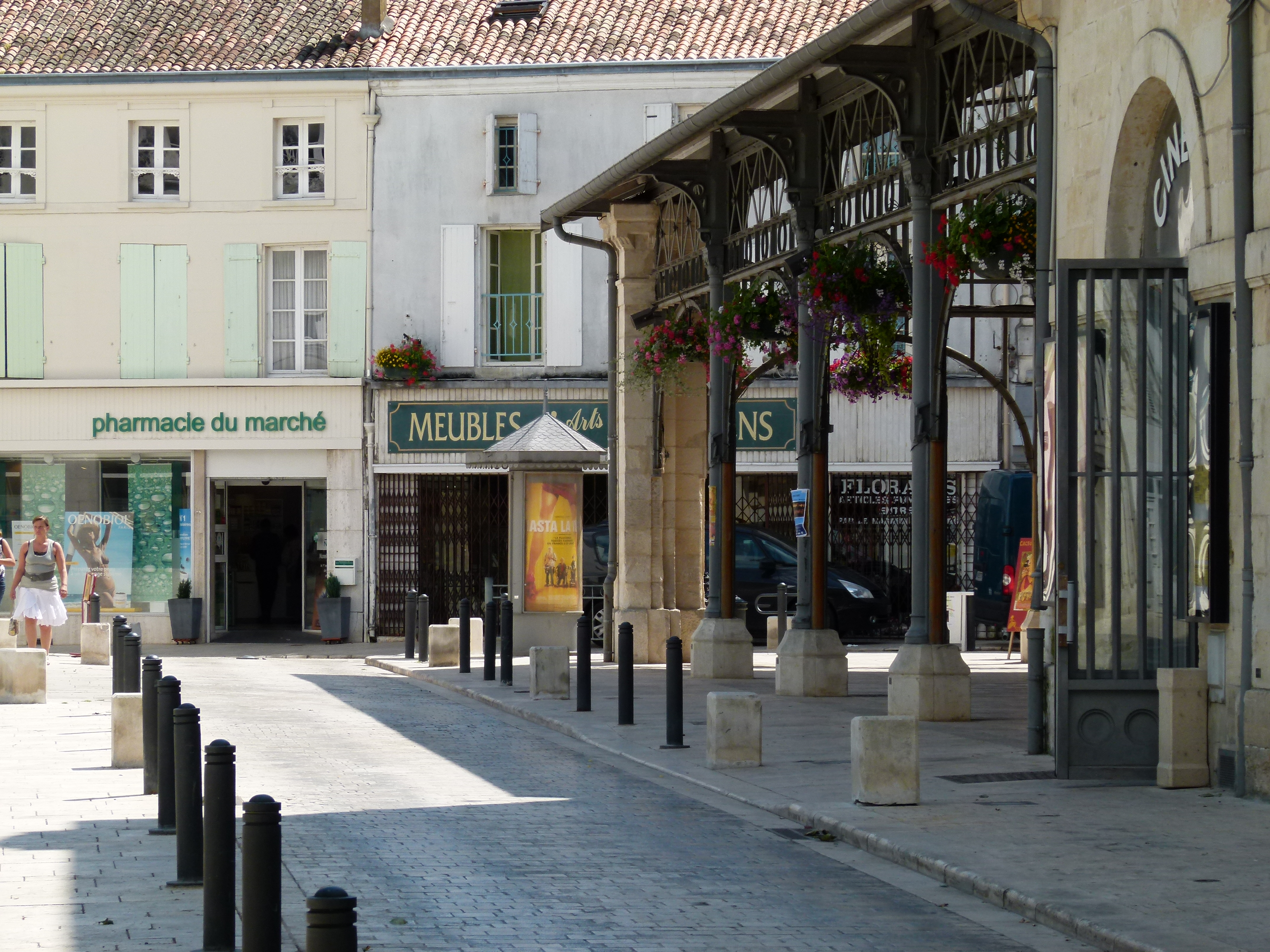
Le quartier des Halles à Surgères a bénéficié d'une opération de rénovation urbaine.

Cette partie de la ville a bénéficié, dans le dernier quart du XXe siècle, d’importants travaux d’urbanisme avec la rénovation des rues et des places, en particulier, le quartier des Halles et la mise en rue piétonne de la rue Bersot et de quelques petites rues adjacentes.
Ce cœur authentiquement urbain bien que très ténu demeure le centre névralgique de la ville avec ses boutiques, son marché couvert, ses banques et ses administrations, ses restaurants et ses cafés, son cinéma et son centre culturel sans oublier le site touristique du château.

#### Les deux faubourgs
Les deux faubourgs anciens qui se sont progressivement greffés au centre historique de la ville sont avant tout des centres résidentiels et ont gardé peu d’héritage de leur passé.

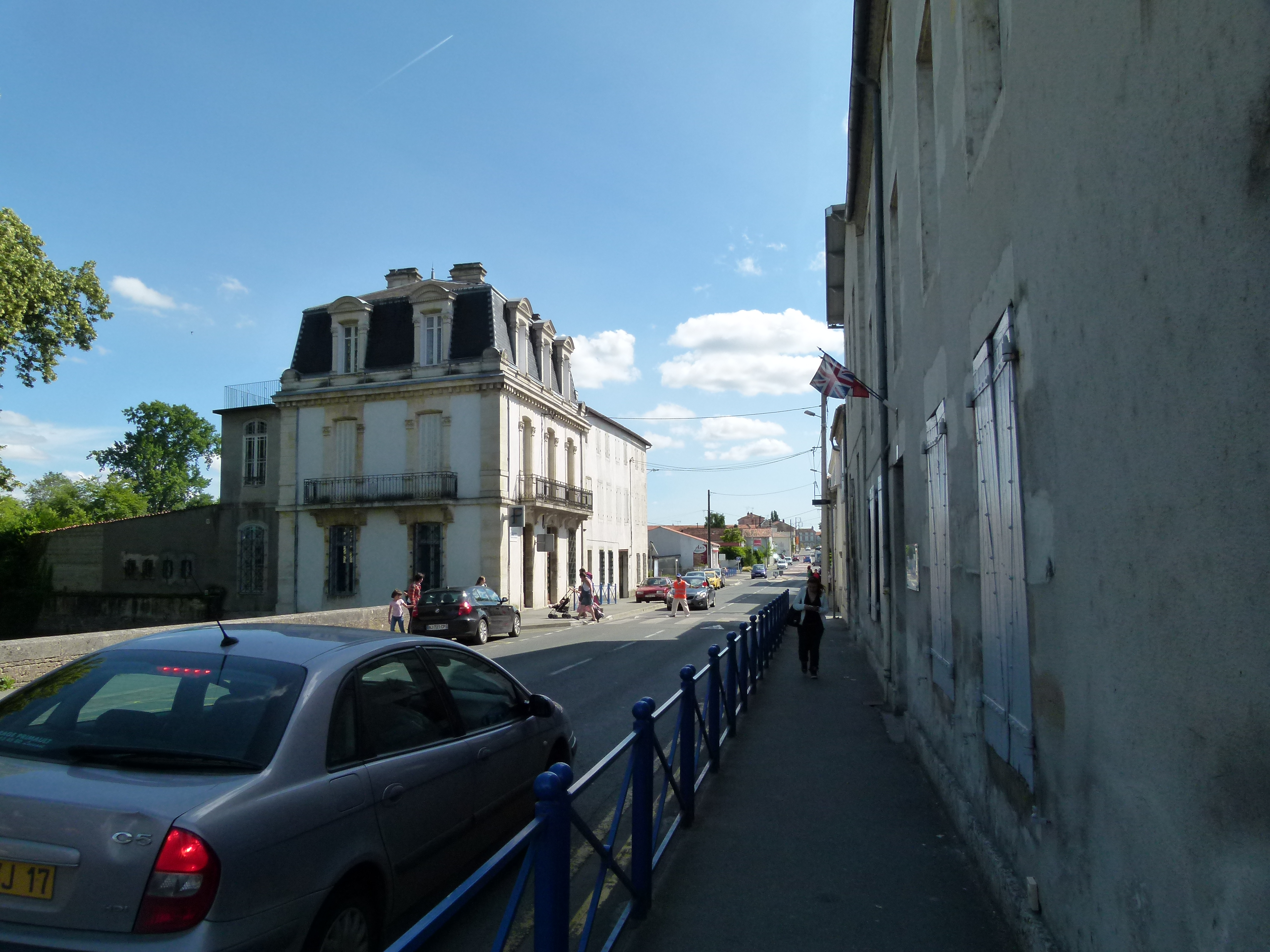
Le faubourg Saint-Pierre à Surgères vu depuis la place du Château.

Le premier, le faubourg Saint-Gilles, s’est développé autour de son couvent des Minimes édifié pendant le Moyen Âge mais dont il reste peu de traces aujourd’hui. Le bâti urbain de ce vieux faubourg est surtout linéaire s’étant étendu le long de la route de Saint-Jean-d’Angély formant une sorte de village-rue comme il en existe souvent en Aunis.
Le deuxième faubourg s’est par contre développé sur la rive gauche de la Gères et permet à la ville d’étendre son finage urbain au-delà de la rivière et, ce, à partir de la seconde moitié du XIXe siècle quand l'ancienne commune de Saint-Pierre-de-Surgères a été annexée à la cité en 1851. Le faubourg Saint-Pierre s’est développé autour d’un ancien village formé le long de la route de Rochefort jusqu’à la rivière et aux abords de la place du château. Il a gardé très peu de traces de son passé historique, même son église a été détruite étant déjà en ruines en 1840. Ce faubourg a gardé un aspect rural très marqué.

#### Le quartier de la gare
Ce quartier constitue une autre extension de la ville due à l’impulsion de la gare ferroviaire édifiée en 1857, puis aux  différentes usines qui se sont développées au début du XXe siècle à l'écart de la ville. 

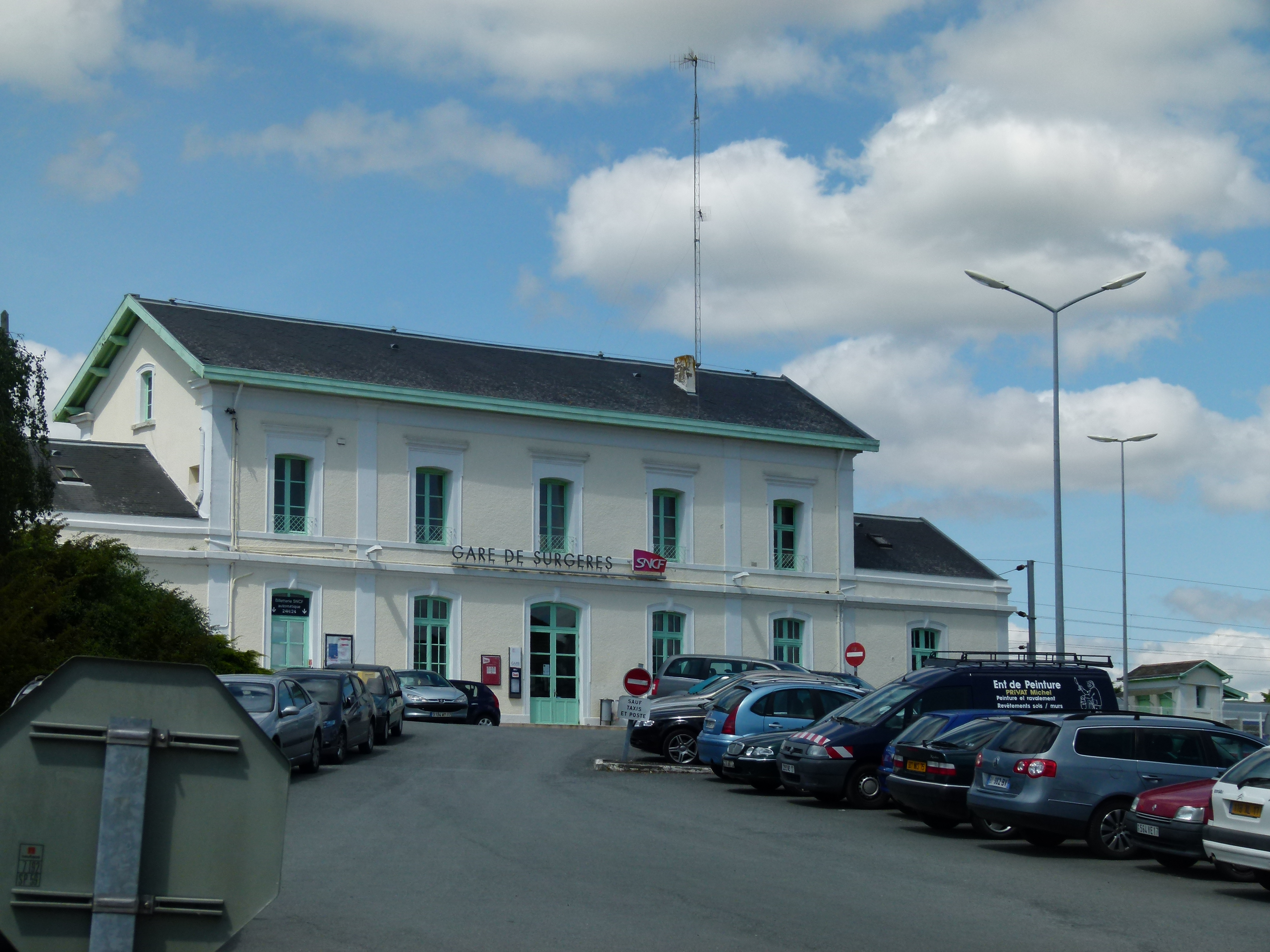
La gare de Surgères est restée longtemps isolée de la ville-centre.

Ce quartier, assez bien différencié dans la trame urbaine, est resté longtemps le quartier industriel et ouvrier de Surgères, étant aux marges du centre historique, à l’ouest. Il est enserré entre les voies ferrées et la grande route en direction de La Rochelle. Ce quartier fait alterner des anciennes usines et des petites cités ouvrières typiques de la période du début du XXe siècle et de l’entre-deux-guerres. La jonction de ce quartier ouvrier au centre–ville s’est faite progressivement à partir des années d’après-guerre, notamment par le développement des usines, des garages et de quelques commerces, le long de l’artère principale entrant en ville. Aujourd’hui, le  quartier s’est étendu jusqu’à la zone industrielle de l’Ouest et la zone de la Métairie où, dans cette dernière, sont implantés les grandes écoles nationales de laiterie et de meunerie.

#### La Cité scolaire et sportive
Cette cité s’est développée à l’est du centre-ville, en direction de la route d’Aulnay, à partir des années 1950. Elle est cernée au nord par la rocade de contournement de la ville réalisée dans les années 1970 pour soulager le cœur de la ville du trafic routier sans cesse croissant. Ce nouveau quartier de Surgères regroupe en une cité scolaire :  le lycée professionnel, le collège et une école primaire ainsi que les équipements sportifs contenant les stades, le complexe sportif, la piscine découverte, le dojo et autres infrastructures. Des cités pavillonnaires ont été édifiées dans les années 1960 et 1970 encadrant ce complexe scolaire et sportif dont la réalisation urbanistique aux portes de la ville-centre ne frappe pas le regard. La ville de Surgères bénéficie d'un exceptionnel complexe sportif.
En 1989, la ville a été élue 'ville la plus sportive de France de moins de dix mille habitants'. Cela correspond à la construction à l'époque du dojo abritant les clubs de judo, karaté, taikwendo et boxe anglaise. Dans le reste du complexe tous les sports sont représentés avec pour principal centre le club de rugby du SCS (Sporting Club Surgèriens) vainqueur de la coupe de France de troisième division en 1997. Le stade Jean-baptiste Philippi n'a pas à rougir pour une petite ville de 6800 habitants avec ses deux gradins offrant près de 700 places assises.
Un club de tennis (1 court en salle, 1 court couvert, 2 courts extérieurs ), une piscine municipale découverte avec bassin de 25m et 2 plongeoirs sur zone dédiée (un tremplin flexible de 1m et une plate-forme de 5m), ainsi que trois gymnases et un quatrième en construction, positionnés autour d'une piste d'athlétisme de 300m complètent le complexe. Plus récemment en 2019, un nouveau "skate-park" a été créé qui se juxtapose aux terrains d'entraînements de rugby et de football.
Les nombres de club et d'association sportive est très fort pour une si petite commune. Escrime, escalade en salle, patinage à roulette, hip hop, volley-ball, badminton, basket, handball, tennis de table, base-ball, step...
Le centre historique est le premier point fort de Surgères, son complexe sportif est le deuxième.

#### Les quartiers contemporains périphériques
Les autres quartiers qui se sont développés au nord et au nord-est de la ville, le long de la route de Niort, alignent des cités pavillonnaires banales et des résidences de logements sociaux construites dans les années 1980 comme la Cité du Hameau de France, la ZAC de la Poulaillerie aujourd'hui renommé résidence Hector Berlioz, dont les rues portent noms de compositeurs de musique classique. Dans ce même secteur de la ville, une zone commerciale moderne, la zone "Jean-Philippe Rameau", organisée autour d’un hypermarché que complètent d’autres GSS, est en train de déplacer le cœur commercial de la ville vers sa zone périphérique.
Entre le quartier de la Gare et le nord de la ville-centre, tout un développement pavillonnaire sous forme de cités résidentielles s’est mis progressivement en place à partir des années 1970. La caserne des pompiers ainsi qu’une école primaire ont été implantées dans ce nouveau quartier urbain délimité au nord par la rocade de contournement de la ville et la voie ferrée.
Vers le sud-est de la ville, une nouvelle zone pavillonnaire s’est développée autour d’un village médical et une maison de retraite publique accueillant une centaine de pensionnaires. En juin 2013, ce quartier a accueilli les nouveaux locaux de la brigade de gendarmerie.
Enfin, le quartier de la cité Yolande, construit au sud-ouest du centre-ville, est un quartier de logements sociaux construits dans les années 1960 et qui a mal vieilli. Il est en cours de rénovation urbaine mais demeure peu attractif.
Toute cette juxtaposition des différents quartiers au noyau urbain originel résulte d'une évolution urbaine caractérisée à la fois par une lente évolution (cœur historique, faubourgs antérieurs à la seconde moitié du XIXe siècle) et par une expansion rapide et contemporaine (quartier de la Gare, zone industrielle, quartiers pavillonnaires et résidentiels périphériques).

### Logements
Le nombre total de logements à Surgères est évalué à 3 245 en 2007. Ces derniers se composent de 2 862 résidences principales, 90 résidences secondaires ou occasionnelles ainsi que 293 logements vacants.
Entre 1999 et 2007, le nombre total de logements dans la ville est passé de 2 772 à 3 245 entre ces deux dates, soit une forte augmentation de 473 logements dont près de 380 depuis 2004.
Le nombre de logements principaux est passé de 2 568 en 1999 à 2 862 en 2007. Le parc des résidences principales à Surgères s'est nettement accru à partir de la seconde moitié des années 2000 et met fin à la longue période de stagnation démographique qui a caractérisé la ville ces vingt dernières années.
En 2007, la répartition des logements à Surgères est de 2 528 maisons et 689 appartements, soit 79 % du parc immobilier de la ville est constitué de maisons contre seulement 21 % d’appartements.
Parmi ces résidences, 36 % sont composées de quatre pièces et 35 % de cinq pièces contre seulement 17 % ayant trois pièces, 9 % deux pièces et 2 % 1 seule pièce ou studio.
Concernant le prorata du nombre de logements sociaux par habitant, le taux pour la ville de Surgères s'établit à 19 %. En 2007, la ville dispose de 282 logements sociaux de type HLM.

### Projets d'aménagements
Dès 2005, la municipalité de Surgères s’est engagée dans une réflexion sur les perspectives de développement de la ville à l’horizon 2015-2020 et projette d’en faire une ville de 8 500 habitants.
Pour mener à bien cet ambitieux plan d’aménagement urbain, la municipalité de Surgères s’appuie sur le nouveau Plan local d'urbanisme – sigle PLU –, voté en 2007 en remplacement du Plan d'occupation des sols, plus connu sous le sigle de POS, document d’urbanisme devenu obsolète pour la ville.

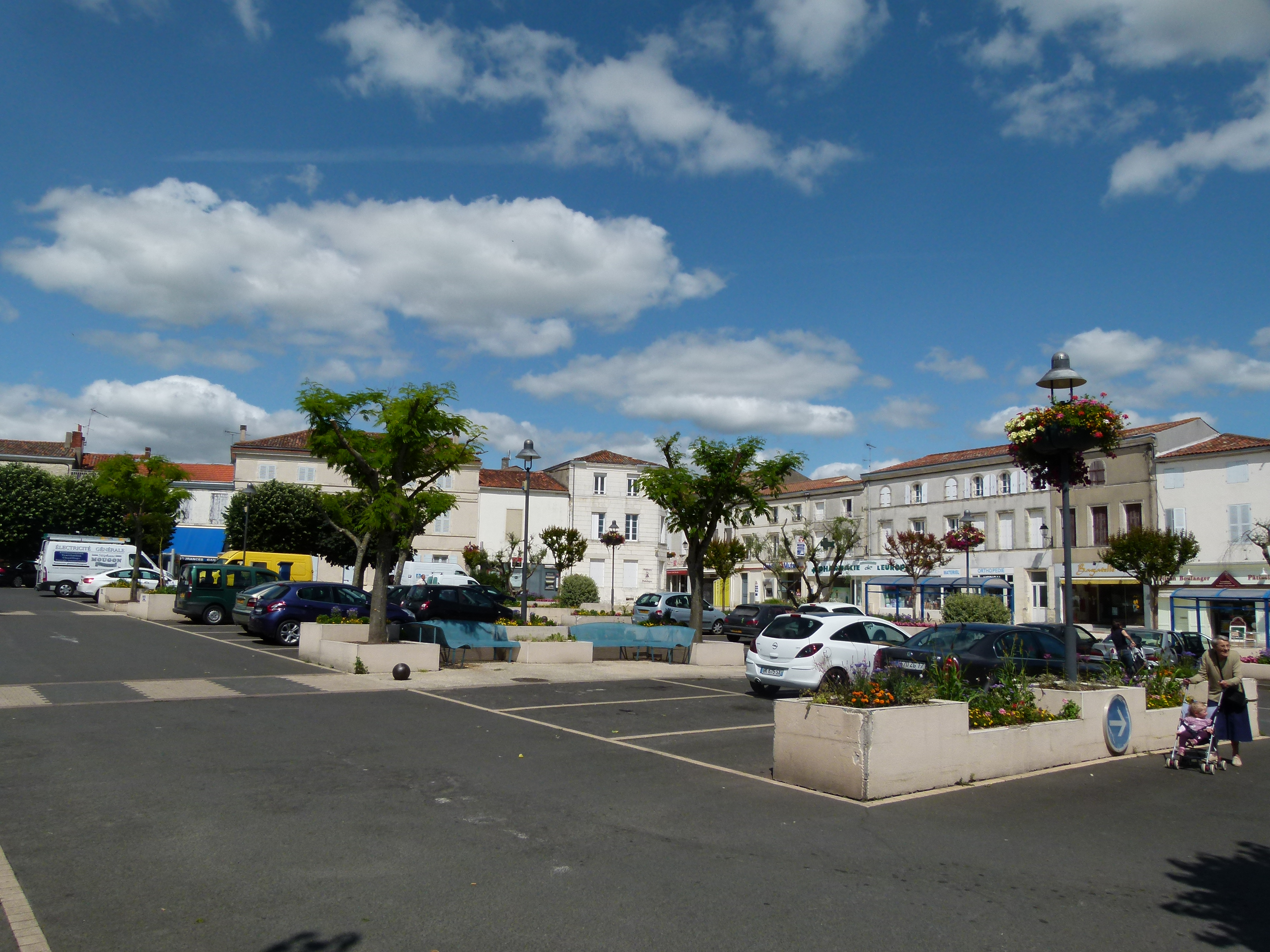
Le centre historique de Surgères est maintenant inscrit dans une zone de protection et de sauvegarde architecturale.

Plusieurs axes du développement urbain futur ont été fixés par le Plan d'aménagement et de développement durable, - sigle PADD -, projet établi dans le cadre de l’élaboration du PLU.
Le PADD intègre un premier volet qui concerne l’occupation future du territoire urbain. Cette urbanisation à venir concerne une centaine d’hectares qui doit s’appliquer dans la continuité du bâti urbain existant. Elle est prévue en périphérie, au nord, à l’est et au sud, sous forme de lotissements pavillonnaires et de résidences de standing et en centre-ville en occupant les dents creuses laissées par l’espace non bâti, ainsi que dans le quartier de la Gare par la reconversion des friches industrielles (anciens sites Poyaud, et Sergent-Prolac).
Le deuxième volet concerne la partie économie urbaine où le projet municipal s’attache à redonner vie ou à renforcer le commerce de proximité du centre-ville tout en favorisant la nouvelle zone commerciale située dans le nord-est de la ville (zone commerciale Jean-Philippe Rameau) et en étendant les possibilités d’accueil de la zone ouest sur la route de La Rochelle.
Le troisième volet de ce document d’urbanisme concerne la desserte urbaine de Surgères. La ville devrait bénéficier du contournement par l’ouest et le sud par la construction d'une rocade urbaine - joignant les routes de Rochefort à Saint-Jean-d'Angély - tandis que la rocade nord, qui traverse maintenant des lotissements pavillonnaires, devrait être l’objet d’une refonte.
Le quatrième projet de cet ambitieux plan est le doublement du pôle sportif avec construction d’équipements supplémentaires pour répondre aux besoins futurs de nouvelles populations, d’un nouveau centre socio-culturel et d’une nouvelle école de musique.
Le cinquième et dernier volet du PLU de Surgères s’applique au traitement des monuments historiques et du cœur historique ou ancien de la ville dont la valorisation s’inscrit dans une ZPPAUP.

### Risques majeurs
Le territoire de la commune de Surgères est vulnérable à différents aléas naturels : météorologiques (tempête, orage, neige, grand froid, canicule ou sécheresse), inondations et séisme (sismicité modérée). Il est également exposé à un risque technologique, le transport de matières dangereuses. Un site publié par le BRGM permet d'évaluer simplement et rapidement les risques d'un bien localisé soit par son adresse soit par le numéro de sa parcelle.

#### Risques naturels
Certaines parties du territoire communal sont susceptibles d’être affectées par le risque d’inondation par débordement de cours d'eau, notamment la Gères. La commune a été reconnue en état de catastrophe naturelle au titre des dommages causés par les inondations et coulées de boue survenues en 1982, 1993, 1999 et 2010,.
Par ailleurs, afin de mieux appréhender le risque d’affaissement de terrain, l'inventaire national des cavités souterraines permet de localiser celles situées sur la commune.
Concernant les mouvements de terrains, la commune a été reconnue en état de catastrophe naturelle au titre des dommages causés par la sécheresse en 1989 et par des mouvements de terrain en 1999 et 2010.

#### Risques technologiques
Le risque de transport de matières dangereuses sur la commune est lié à sa traversée par une ou des infrastructures routières ou ferroviaires importantes ou la présence d'une canalisation de transport d'hydrocarbures. Un accident se produisant sur de telles infrastructures est susceptible d’avoir des effets graves sur les biens, les personnes ou l'environnement, selon la nature du matériau transporté. Des dispositions d’urbanisme peuvent être préconisées en conséquence.

## Toponymie
La ville naît à cause des Vikings qui ont ravagé les côtes de l'Aunis, de la Saintonge et du Poitou pendant le IXe siècle. Pour défendre les marches du Bas Poitou, alors sujet à des raids vikings, le comte du Poitou fait édifier vers la fin du IXe siècle ou au tout début du siècle suivant un premier fortin en bois avec installation d'une garnison afin de dissuader ces hommes du nord de piller la province.
Cette première forteresse ou castrum est alors édifiée sur une butte surplombant les marais environnants et dans lesquels s'écoulent les eaux de la petite rivière Gères. Le site originel, alors formé d'une saline appelée Girea et d'un marais nommé Girum, a servi de support pour dénommer la première forteresse castrum super Girum ; puis le site fortifié est connu sous la forme castrum  surgeriacum en 992.
Pendant le Moyen Âge, le bourg est cité sous le nom de Surgeriacum (latinisation), mais le nom moderne de la ville, Surgères, continue de provenir du nom de la rivière, primitivement appelée la rivière Gir ou Ger, devenue Gères, assorti de la préposition sur.

## Histoire

### Une présence gallo-romaine ténue
L'occupation romaine de la bordure orientale de l'Aunis est bien attestée grâce à la découverte récente d'objets d'origine gallo-romaine (tuiles, briques, tessons, céramique commune et sigillée, objets en bronze, monnaie romaine), notamment en différents endroits de la commune de Vouhé et de quelques sites gallo-romains comme l'amphithéâtre de Saint-Georges-du-Bois ou la villa romaine de Saint-Saturnin-du-Bois.
Or, il se trouve que ces traces matérielles remarquables sont absentes de la ville même de Surgères. En fait, depuis l'annexion de l'ancienne commune de Saint-Pierre-de-Surgères en 1850, quelques rares objets de cette époque lointaine (tuiles, briques) ont pu être trouvés. Mais ils ont été découverts à la limite de la commune voisine de Saint-Germain-de-Marencennes.
Étonnamment en Aunis, en dehors des rares traces archéologiques de cette époque, ce passé gallo-romain n'a rien laissé à la postérité, ni dans l'épigraphie, ni dans la littérature antique ou médiévale, et la vaste forêt antique d'Argenton qui s'étirait de Benon jusqu'à Aulnay et au-delà vers la Charente, sans discontinuer, a fini par tout recouvrir après l'éclipse barbare des Ve et XIe siècles. La présence de cette vaste sylve est bien attestée dans la toponymie locale et démontre que le territoire de Surgères fut très boisé avant le milieu du Moyen Âge, pendant la période carolingienne, époque qui marque la véritable naissance de la ville.

### Moyen Âge
Le site de Surgères apparaît au milieu du Moyen Âge en raison des incursions des Vikings qui écument sur les côtes du Poitou, puis de l'Aunis, dès 830 pendant la période carolingienne.

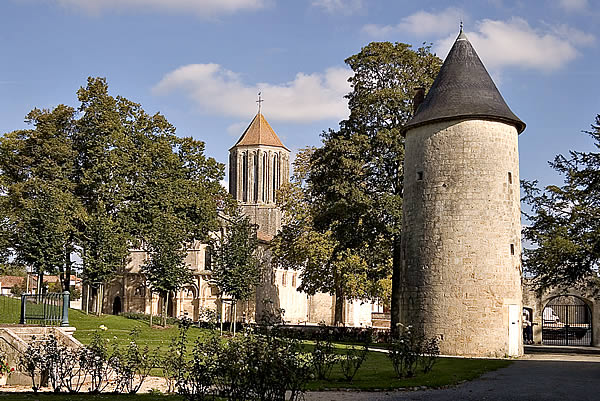
La tour Hélène et l'église Notre-Dame, symboles de la fondation médiévale de Surgères.

Les plus vieilles traces écrites mentionnant la ville et sa région apparaissent en 936 lorsque le duc d'Aquitaine, voulant préserver ses terres d'Aunis des intrusions normandes, édifia un bastion de pierre et de bois sur cette terre sèche non inondable qui permettait de surveiller le marais. C'était une tête de pont contre l'envahisseur qu'il nomma « Castrum Surgeriacum ».
À la fin du Xe siècle, les comtes de Poitiers commencèrent à mettre la main sur le pays d'Aunis et y installèrent Guillaume Maingot pour diriger la forteresse et une partie des terres environnantes. Sa famille l'occupera jusqu'au XIVe siècle, date à laquelle Jeanne Maingot, dame de Surgères et de Dampierre se marie avec Aynard de Clermont.
Deux siècles plus tard, ce bastion était devenu une petite cité active dont les seigneurs comptèrent parmi les grands personnages du parlement de Saintonge. C'est à cette époque qu'ils édifièrent un large château dont subsistent encore les remparts, ainsi que l'église Notre-Dame de type roman. Lorsqu'en 1152, Aliénor d'Aquitaine épousa Henri II Plantagenêt, futur roi d'Angleterre, elle fit basculer ses terres et Surgères avec dans la mouvance anglaise.
Revenue dans le giron français avec saint Louis, la ville est prise par surprise par les Anglais au printemps 1352 (guerre de Cent Ans).
En 1471, Louis XI fit raser les remparts.

### Temps modernes

#### Renaissance
L'histoire de Surgères est également marquée par Hélène de Fonsèque (1546-1618), muse de Ronsard, qui célébra sa beauté à travers le recueil de poèmes Sonnets pour Hélène dont le plus célèbre commence par :
« Quand vous serez bien vieille, au soir, à la chandelle 
Assise au coin du feu, dévidant et filant 
Direz chantant mes vers en vous émerveillant 
Ronsard me célébrait du temps que j'étais belle... »
La reine Catherine de Médicis serait à l'origine de la rencontre entre Ronsard, le quinquagénaire, et la belle Hélène, alors figure en vue de la cour royale, où elle faisait partie des filles d'honneur de la reine.
Hélène était la fille de René de Fonsèque, baron de Surgères, et d'Anne de Cossé, fille d'honneur de Catherine de Médicis,.
Le frère d’Hélène de Surgères, Charles de Fonsèque, fit relever les murailles rasées en 1471.C'est aussi à cette époque que furent édifiés le castelet et le portail de style Renaissance aux colonnes toscanes.
Surgères retrouva quelque prospérité durant le XVIe siècle avant de subir les guerres de religion. Place forte convoitée, elle fut occupée par les calvinistes puis par les troupes catholiques.

#### XVIIesiècle
Elle perdit de son importance à la chute de La Rochelle en 1628, lorsque le cardinal de Richelieu fit réduire la hauteur des remparts.
Le roi Louis XIII et Richelieu furent accueillis au château de Surgères par le propriétaire de l'époque : les La Rochefoucauld.

#### XVIIIesiècle
En 1748 la baronnie de Surgères fut érigée en marquisat pour Françoise de Granges.
À la Révolution de 1789, la vie de cette petite bourgade passa de l'état féodal à celui de la domination d'une bourgeoisie rurale qui s'appropria, comme partout en France, à bon prix les terres des ducs de La Rochefoucauld-Doudeauville, derniers seigneurs de Surgères.
Lors de la Constituante où le département de la Charente-Inférieure fut créé en 1790, Surgères fut désigné comme chef-lieu de canton et était situé dans l'ancien district de Rochefort qui devint arrondissement de Rochefort en 1800 lors de la réforme de la carte administrative par Napoléon Ier.
En 1815, sur la route de l'exil qui le mène de Paris à Rochefort, la diligence du désormais ex-empereur Napoléon Ier passa par Surgères.

### Époque contemporaine

#### XIXesiècle
Le 2 août 1850, la commune de Saint-Pierre-de-Surgères est supprimée et Surgères absorbe les hameaux de Couplais, Lagrange, La Rosière, Gautrut et Saint-Pierre, l'autre partie étant rattachée à la commune voisine de Saint-Germain-de-Marencennes.
La commune racheta le château en 1856.
Le train dessert le bourg en septembre 1857 et une gare y est ouverte.
La viticulture et la distillerie contribuèrent à un « âge d'or » de la ville pendant les années fastueuses du Second Empire, mais le phylloxéra y mit fin à partir de 1878. La majeure partie des propriétés viticoles est alors rachetée à très bas prix par des paysans de Vendée et des Deux-Sèvres qui apportent avec eux leur « beurre de confiture ». La région se consacrera désormais à la production de lait et à la fabrication du beurre.
Eugène Biraud crée en 1888 la première laiterie coopérative de France.

#### XXesiècle
En 1906, la création de l'École nationale d'industrie laitière par Pierre Dornic, connue alors sous le sigle de l'ENIL, conforte la place de Surgères en tant que principal centre régional de production laitière.
En 1910, un jeune industriel, alors originaire de la ville, Abel Poyaud ouvre un premier atelier dans la rue Paul Bert, en centre-ville, et fabrique des petits moteurs à essence pour équiper les usines laitières de la région ainsi que les minoteries et les usines de bois. Rapidement, sa société se développe et, au lendemain de la Première Guerre mondiale, elle deviendra l'usine des Moteurs Poyaud, une des principales entreprises industrielles de la ville avec une cinquantaine d'ouvriers. Elle fait construire de nouveaux bâtiments sur l'avenue de la Gare qui devient le nouveau faubourg industriel de Surgères dans l'entre-deux-guerres.
Depuis l'implantation, en 1976, des bâtiments modernes de l'ENILIA (nouveau sigle pour « École nationale d'industrie laitière et des industries agroalimentaires ») le long de la route de La Rochelle et la modernisation des installations pour la transformation du lait, Surgères conforte son rôle régional de centre laitier.

### L’évolution urbaine depuis les origines de la ville
Plusieurs phases de l’urbanisation de la ville peuvent être identifiées assez clairement dans la trame urbaine de Surgères selon les différentes périodes historiques qui ont marqué la ville.

#### Le noyau historique au Moyen Âge
Surgères s’est d’abord développée comme site de défense sur une boucle de la Gères, sur sa rive droite, en un lieu considéré comme stratégique à l’époque de l’édification de la motte féodale au IXe siècle pour repousser les envahisseurs Vikings qui venaient piller les côtes et l’arrière-pays de l’Aunis.

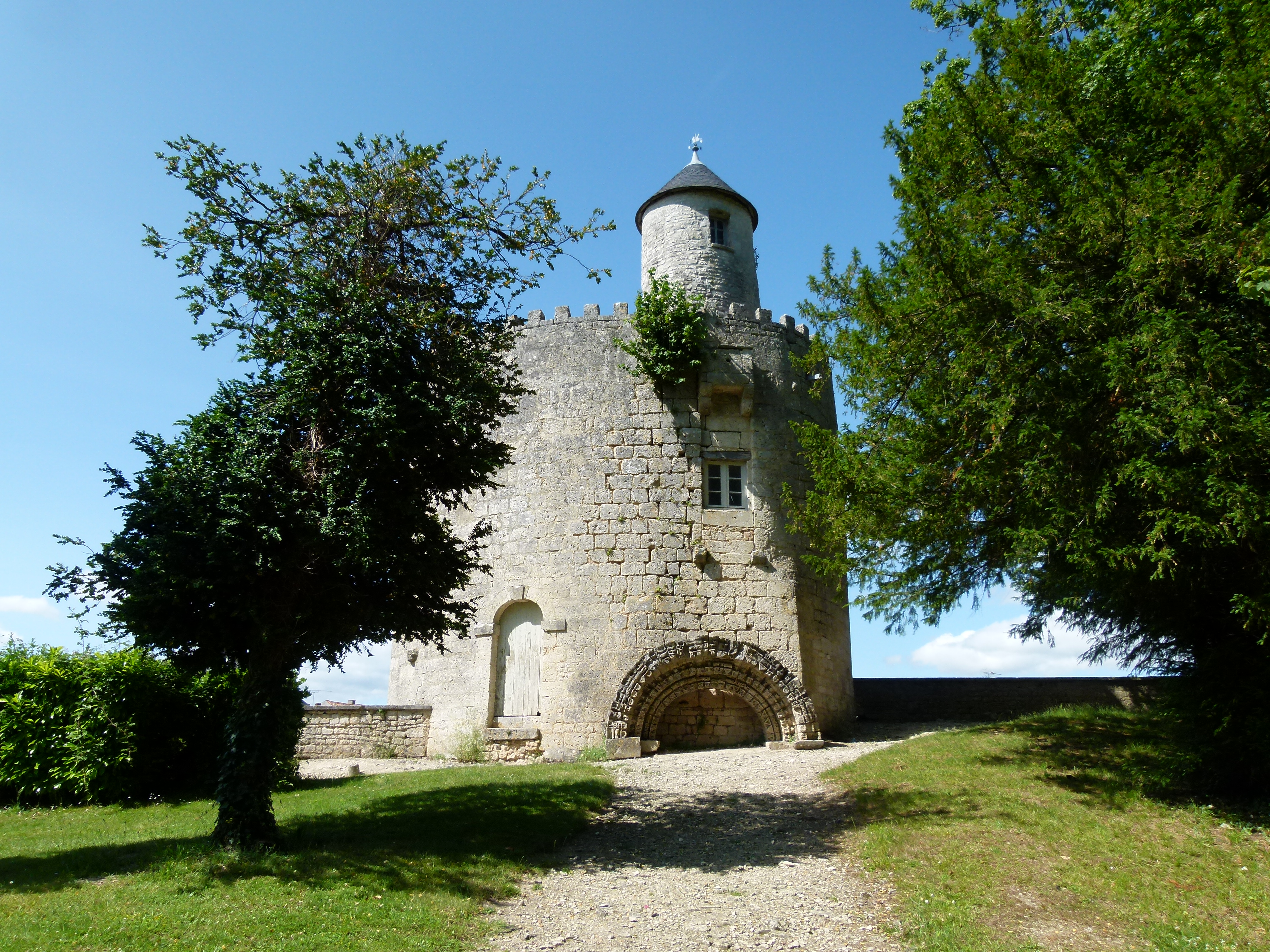
L'origine de Surgères débute par la création d'un château et de remparts au Moyen Âge pour protéger les habitants des incursions vikings.

Dans les siècles qui ont suivi cette  première implantation castrale, Surgères va connaître un premier essor grâce à la présence de la forteresse sur les bords de la Gères. Le bourg originel est alors édifié sur une légère éminence face au château et à ses puissants remparts que séparent alors des douves assez profondes. Le développement du bourg médiéval se fait alors sur la rive droite de la rivière et le demeurera pendant tout le Moyen Âge, époque où s’affirme à Surgères une vocation religieuse.
L’édification de l’église Notre Dame  vers 1080 dans l’enceinte du château est précédée de la construction du prieuré Saint-Gilles et d’une église paroissiale dédiée au même patronyme ainsi que d’une aumônerie, sorte d’hospice pour les vieillards miséreux. Ces différents édifices ont donné naissance au faubourg Saint-Gilles qui connaît alors un rapide développement lors des grands pèlerinages compostelliens vu qu'il est situé sur la route qui mène à Saint-Jean-d’Angély, une des cités-étapes situées sur la Via Turonensis menant à Saint-Jacques-de-Compostelle.

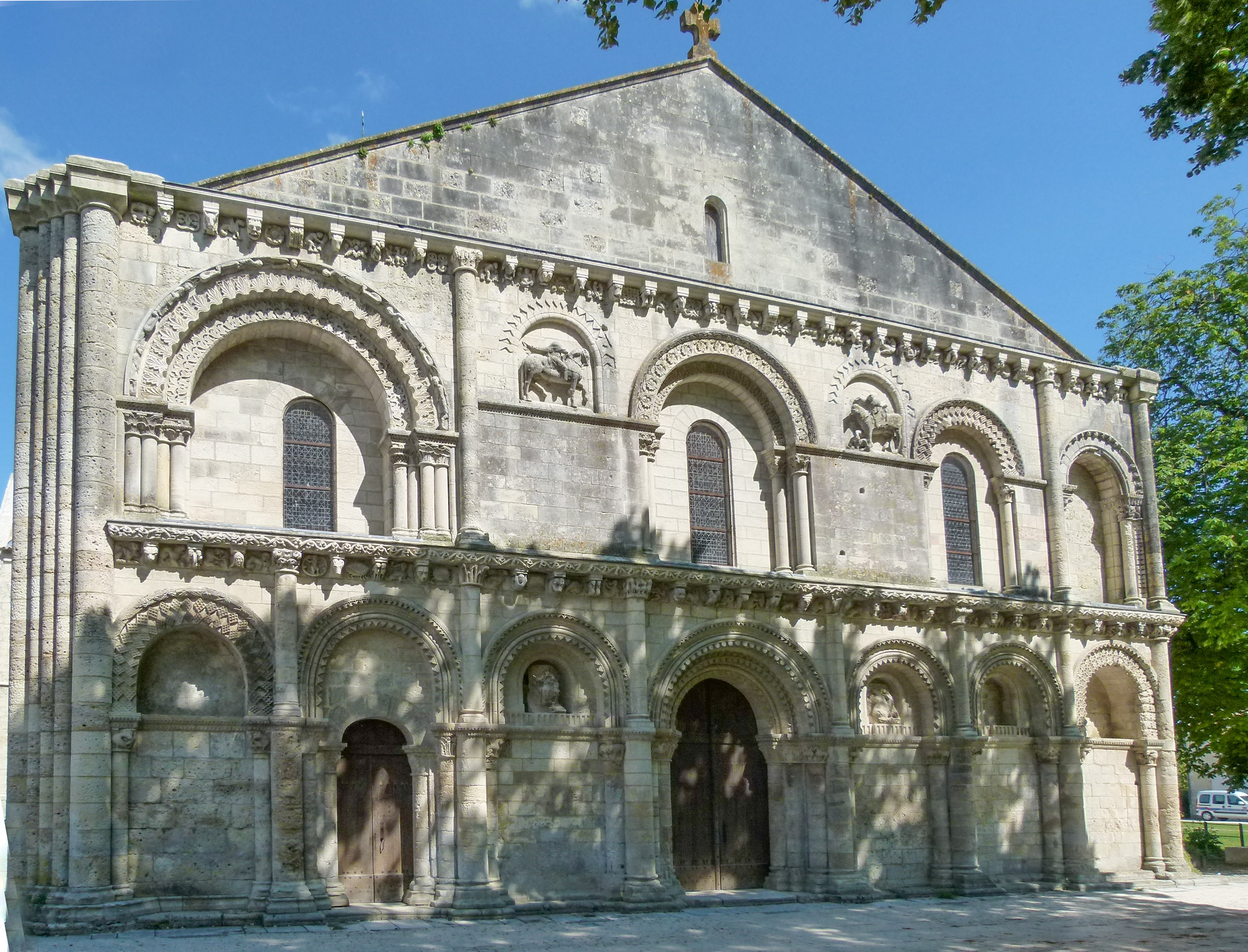
L'église Notre-Dame de Surgères rappelle que la ville a joué un rôle religieux pendant le Moyen Âge.

Cette fonction religieuse va doter la ville d’une certaine  importance car elle occupera également la fonction d’archiprêtre sur une partie de l’Aunis et du nord-ouest de la Saintonge. En même temps, naît sur la rive gauche de la Gères, le village de Saint-Pierre-de-Surgères édifié autour de son église collégiale et qui, beaucoup plus tard, sera rattaché à Surgères, formant le futur faubourg Saint-Pierre.
Cette fonction religieuse est doublée de la puissance seigneuriale où Surgères occupe au XIIIe siècle le siège d’une baronnie, étant l’une des quatre en Aunis avec Pauléon, Mauzé et Nuaillé bien qu’elle relève du comté de Benon. La baronnie de Surgères comptait 22 paroisses et passait pour être l’une des plus importantes de France.
Surgères n’occupait pas encore une réelle position de carrefour au Moyen Âge, mais étant situé sur une des voies secondaires de Compostelle, le bourg commença à se développer comme place de commerces tout en étant d’abord et avant tout une paroisse agricole et forestière où vivait une importante population de paysans. La paroisse de Surgères était encore très fortement boisée ; ce n’est qu’à partir du XVIIIe siècle qu’elle connaîtra un déboisement intensif en raison des progrès de la vigne et de la production des eaux–de–vie qui nécessitaient pour leurs chaufferies du bois abondant. Il semblerait que Surgères ait compté entre 500 et 600 habitants pendant le XIIIe siècle, une des périodes les plus fastes du Moyen Âge pour la petite cité.
Au début du XIVe siècle, avec l’essor de la vigne, les seigneurs de Surgères nourrissaient l’ambition de faire de ce bourg un centre d’expédition des vins au même titre que Saint-Jean-d'Angély et Tonnay-Charente. Mais ils durent faire face au décret royal de Philippe de Valois en 1345 qui refusa la construction d’un port et d’un canal sur la Gères au site du Gué-Charreau. Ce décret précipita le déclin de Surgères pendant les deux siècles suivirent.
Le bourg et sa forteresse ont été l’enjeu de luttes guerrières entre Anglais et Français pendant la guerre de Cent Ans et Surgères a connu une longue période de repli et de régression soldée en 1472 par la destruction des fortifications du château sur ordre de Louis XI.

#### Surgères à l'époque moderne
Le renouveau du bourg ne vint que vers la fin du XVIe siècle, après les années turbulentes et troublées des Guerres de religion auxquelles Surgères n’échappa pas. De nombreuses ruines furent à déplorer dont l’incendie d’une partie de l’église Notre Dame en 1570.
Le seigneur de Surgères fit reconstruire les remparts de la forteresse médiévale après 1576 et dota le site du château de puissantes tours circulaires. Surgères redevint une place forte et un lieu de sûreté qui attira de nouveaux habitants. Ainsi, au début du siècle suivant, l’aumônerie Saint-Gilles fut reconstruite et transformée en hôpital et en centre d’accueil pour les personnes pauvres tandis que, dans cette période de reconquête catholique contre les Protestants, un couvent des Minimes fut implanté en 1603 à la place de l’ancien prieuré Saint-Gilles alors désaffecté. Les Minimes demeurèrent dans ce lieu jusqu’en 1789 et y avaient édifié une chapelle ornée d’un clocher carré. La même année, Surgères est doté d’un collège de garçons et deux années plus tard d’une école des filles. Toutes ces constructions et améliorations font alors de Surgères « au début du XVIIe siècle, une des villes les plus importantes de la région et une des mieux dotées ».
Après la seconde moitié du XVIIe siècle, Surgères va connaître d’importantes transformations urbaines qui ont posé cette fois les bases de son urbanisme actuel. La création du port militaire de Rochefort et de son arsenal sur la Charente nécessite la mise en place d’une liaison routière directe avec la capitale. C’est alors que Surgères se verra traverser par la nouvelle route royale. Celle-ci  parcourra le marais de la Petite Flandre mis en valeur dès le début de ce siècle grâce aux ingénieurs hollandais. Ce sont ces derniers qui construisirent la nouvelle route. Surgères se découvrit dès lors la vocation de carrefour routier, étant situé au croisement d’un axe Nord-Sud, représenté par la route de Niort- Rochefort, et d’un axe Est-Ouest, représenté par la route d’Angoulême-Saint-Jean-d’Angély-La Rochelle. Cette position de carrefour routier a dès lors favorisé la fonction commerciale de Surgères.
C’est ainsi que Surgères est déjà « au début du XVIIIe siècle un centre commercial important »  doté d’un minage et de halles dans lesquelles se tiennent un marché hebdomadaire et une foire mensuelle.
C’est pendant ce siècle de grande prospérité économique que la vigne commence à fortement prospérer et que les forêts reculent rapidement aux alentours immédiats de Surgères. Le recul de la forêt est dû à la fois à l’essor des cultures dont la vigne et à l’exploitation intensive des arbres. Ces bois servaient à alimenter les alambics pour la production des eaux-de-vie de cognac qui étaient exportées par le grand port fluvial de Tonnay-Charente, dorénavant  relié à Surgères par la route royale de Rochefort à Niort.
Cet essor économique a favorisé une extension de l’urbanisation où le bourg s’est développé au nord et à l’ouest du château mais il n’est pas encore relié au faubourg Saint-Gilles qui s’est développé le long de la route de Saint-Jean-d’Angély et autour de son couvent des Minimes et de son petit hôpital, à plus de 400 mètres à l’est du château. Quant au village de Saint-Pierre-de-Surgères qui s’est implanté au-delà de la rive gauche de la Gères, autour de son église collégiale, il se développe le long de la nouvelle route royale de Niort à Rochefort et n’est plus qu’à 400 mètres des premières habitations du bourg de Surgères situé sur la rive droite.
À la fin du XVIIIe siècle, Surgères approche les 1 500 habitants ; sa population a triplé par rapport à l’époque médiévale.

#### Surgères pendant leXIXesiècle
Pendant le XIXe siècle, deux périodes nettement distinctes caractérisent l’évolution urbaine de Surgères, la première et la plus longue est une période de prospérité ininterrompue marquée par de grands changements d’urbanisme et la seconde et la plus courte se distingue par un arrêt de la croissance urbaine.
Pendant les trois premiers quarts du XIXe siècle - c'est-à-dire de la période napoléonienne jusqu’à la première décennie de la Troisième République -, Surgères a connu un développement sans précédent au point de pratiquement tripler sa population par rapport au siècle précédent puisque la ville passe de 1 387 habitants en 1793 à 3 855 habitants en 1876.
Plusieurs facteurs expliquent cette situation quelque peu exceptionnelle. Tout d’abord, par sa fonction de chef-lieu de canton, la ville renforce son rôle administratif se voyant doter d’une justice de paix, d’un bureau des postes et d’une brigade de maréchaussée, ancêtre de la gendarmerie nationale, ouverte en 1818 et dotée de prisons. Ensuite, sa prospérité agricole est fondée sur l’essor de la vigne qui connaîtra son apogée pendant les années prospères du Second Empire. Déjà, pendant la monarchie de Juillet, Surgères est un gros centre de production viticole où le quart de son finage agricole est consacré à la vigne.
Dans le même temps, Surgères s’affirme comme une grosse place commerciale avec ses nouvelles halles construites en 1842, ses marchés et ses foires mensuelles.
La construction de la gare ferroviaire et son inauguration en 1857 place dorénavant Surgères vers de nouveaux développements. Pendant le Second Empire, la gare ferroviaire est encore bien isolée, loin du centre-bourg - Surgères n'est pas encore une ville à cette époque -, n’ayant pas encore suscité un nouveau quartier.
Par contre, l’urbanisation a progressé vers l’est et vers le sud, annexant les deux anciens faubourgs de Saint-Gilles et de Saint-Pierre par un bâti continu avec le centre-bourg.
La fusion de la commune de Saint-Pierre-de-Surgères était déjà annoncée, puisqu’à l’époque de la monarchie de Juillet, les deux bourgs de joignaient. L’absorption communale eut lieu en 1850 et contribua à accroître sensiblement la population de Surgères qui passa de 2 191 habitants en 1846 à 2 942 habitants en 1851, soit un tiers de la population en plus.
Cette urbanisation s’est traduite par la transformation progressive du bourg en une petite ville dont l’héritage actuel dans son bâti et son organisation provient de cette époque.

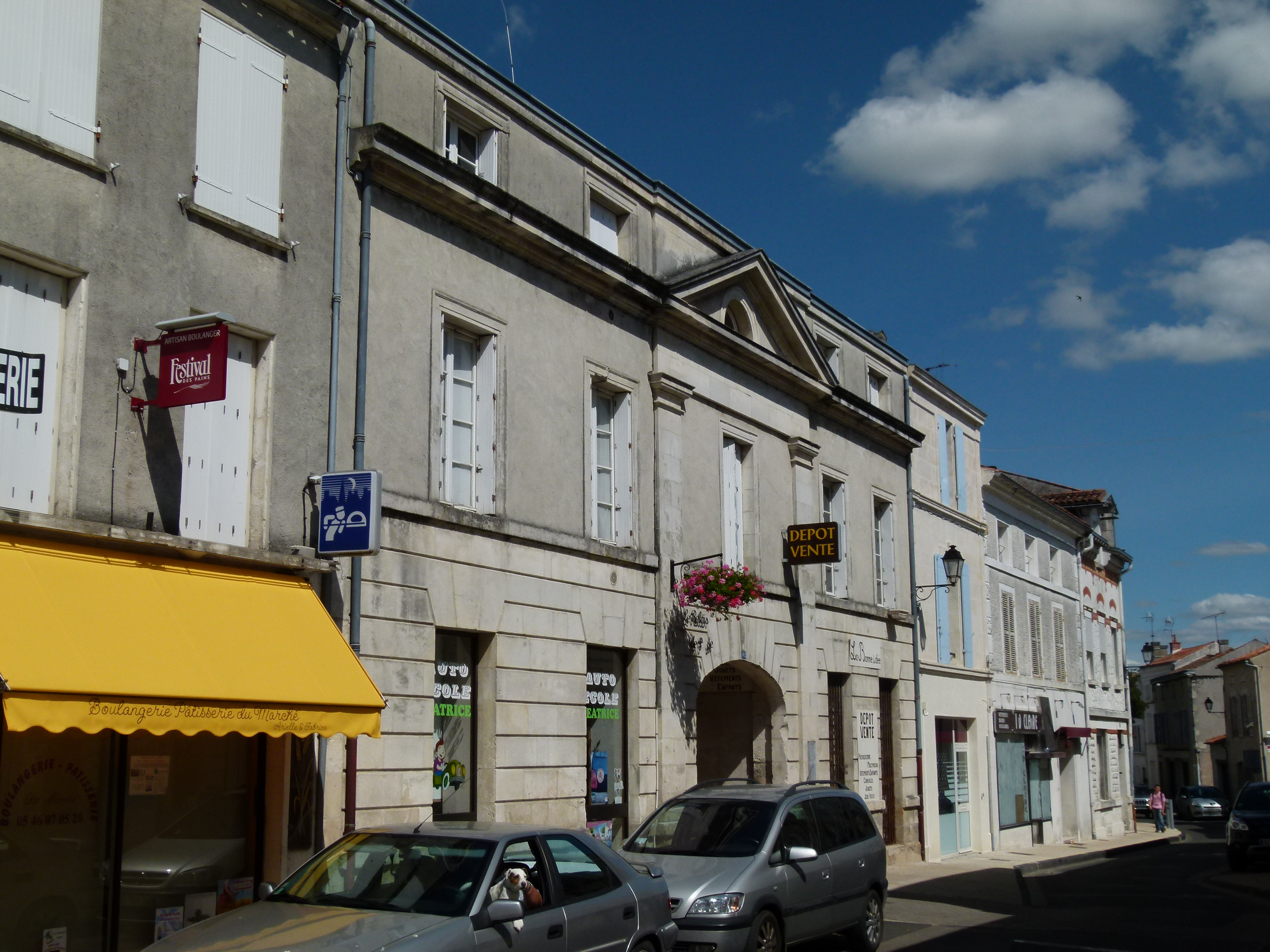
L'alignement des immeubles du centre-ville de Surgères obéit à une règle municipale d'urbanisme de 1854 - ici, la rue Audry-de-Puyravault.

La construction de nouveaux bâtiments et l’alignement des immeubles dans le centre, en premier lieu la rue Audry-de-Puyravault, ainsi que l’élargissement des rues, le pavage des trottoirs et l’installation des réverbères résultent de l’application d’un règlement d’urbanisme datant de 1854 et qui a servi de plan de référence jusqu'à la Première Guerre mondiale. Dans le même temps, la ville acquiert le château y installant l’hôtel de ville en 1856. Elle détient dès lors les remparts, le parc, l’église et toutes les constructions à l’intérieur de l’enceinte médiévale soumis également au règlement d’urbanisme municipal de 1854 autant pour l’accès que pour l’aménagement.
La crise du phylloxéra qui atteint le vignoble de l’Aunis à partir de 1876 ravage complètement les vignes autour de Surgères à partir de 1880. L’arrachage des vignes phylloxérées entraîne la ruine d’un grand nombre de  viticulteurs et la mise au chômage de nombreux ouvriers agricoles qui ont dû quitter la commune pour trouver un emploi dans les grandes villes du département et ailleurs.
La crise du phylloxéra qui est une crise agricole majeure en Charente-Inférieure affecte fortement Surgères. Celle-ci entraîne un net arrêt de la croissance urbaine de Surgères qui perd des habitants de 1876 à 1901 sans interruption enregistrant à chaque recensement une baisse démographique plus ou moins importante, passant de 3 855 à 3 235 habitants entre ces deux dates.
Pourtant, la ville connaît  quelques changements notables avec l'aménagement et l'agrandissement d'un champ de foire en 1882, l'inauguration en 1896 d'une nouvelle  voie ferrée - ligne Saint-Jean-d'Angély-Marans - avec deux haltes ferroviaires en ville et l’implantation de nouvelles usines autour de la gare ferroviaire à partir des années 1890-1900, notamment, la laiterie coopérative construite en 1889.

#### Surgères pendant la première moitié duXXesiècle
Dans la première décennie du XXe siècle et, ce, jusqu’à la veille de la Première Guerre mondiale, la ville poursuit son développement en tant que pôle laitier avec, notamment, l’installation de l’École professionnelle de laiterie grâce à l’impulsion énergique de Pierre Dornic qui obtiendra sa transformation en École nationale d'industrie laitière en 1907.

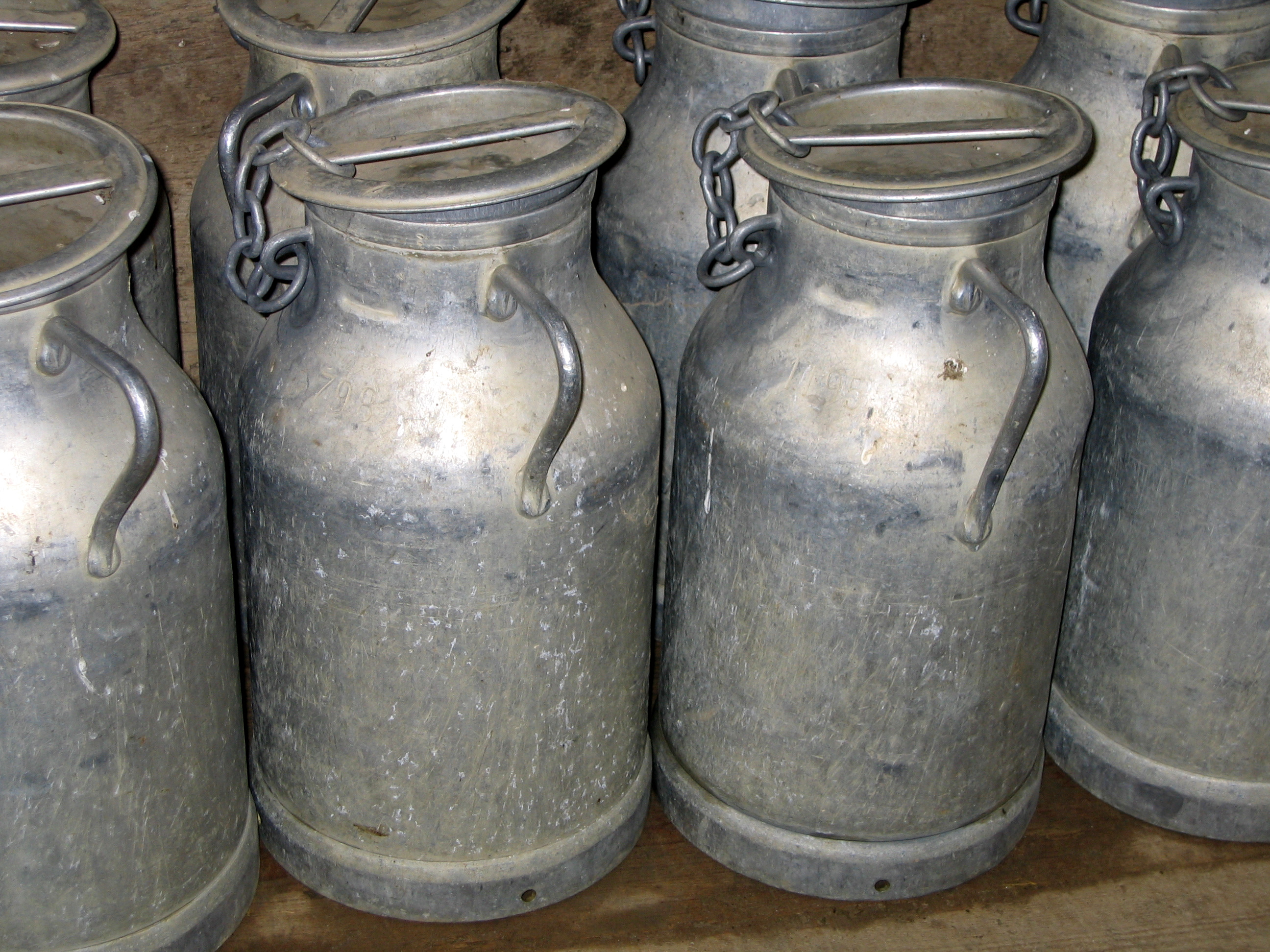
Surgères devint un gros centre de fabrication de bidons de lait au début du XXe siècle dont la production était expédiée dans la France entière.

De plus, une caséinerie industrielle est construite à côté de la gare ferroviaire en 1904 et, conduite également par Pierre Dornic, elle connait un essor  spectaculaire employant rapidement une centaine d’ouvriers. Dans le sillage de cette industrie laitière en plein essor, se greffent dans le nouveau quartier industriel de la Gare, le long de la rue de Marans - actuelle rue Eugène Biraud -, des usines de fabrication de barattes (Maison Ligraud) et de façonnage de bidons de lait en fer blanc (Maison Migaud) qui sont également expédiés vers la Normandie, le Nord et l'Est de la France, tandis que, près de la route de La Rochelle, une grosse chaudronnerie industrielle qui fabrique des chaudières et des moteurs à vapeur est en activité (établissements Tournat où Abel Poyaud, futur motoriste de la ville, y apprit le métier de tourneur sur métaux).
Ainsi de 1901 à 1911, Surgères renoue-t-elle avec la croissance démographique où la ville passe de 3 235 habitants en 1901 à 3 579 habitants en 1911, soit un apport nouveau de 344 habitants en une seule décennie.
Cet essor de la population s’est traduit par la constitution du nouveau quartier industriel de la Gare. Il se développe par l’implantation de lotissements ouvriers au milieu des usines et des entrepôts assurant désormais  la jonction avec le cœur de ville. Ce développement de l’urbanisation, à la fois ouvrier et industriel, s’était fait également de façon linéaire de chaque côté de l’avenue de La Rochelle avec notamment le développement de la laiterie coopérative et de ses imposantes installations de stockage et, à ses abords, des garages et de petites entreprises de chaudronnerie industrielle et les premières cités à habitations bon marché comme la petite cité « La Fourmie ».
La Première Guerre mondiale a non seulement paralysé l’économie de la ville en stoppant le mouvement d’industrialisation mais a contribué à bloquer l’urbanisation de la petite cité laitière. En effet, une des premières conséquences néfastes est la perte de l’influence régionale de Surgères en tant que pôle de production laitier où le centre de gravité laitier constitué autour de Surgères « se déplace progressivement vers Niort à partir de 1920 ».
Surgères connaît alors une certaine stagnation de ses activités qu’aggravent la fermeture de l’entreprise Tournat en 1927 et l’incendie d’une fabrique de flanelles qui ne sera pas reconstruite bien que l’usine d’Abel Poyaud soit en pleine prospérité mais demeure encore dans l’entre-deux-guerres une petite usine, employant moins de 45 ouvriers.
Cependant, la ville est en chantier dès les années 1920 et les travaux engagés portent surtout sur la réfection du réseau routier urbain alors en piteux état, l’installation de l’adduction d’eau avec abandon des puits et la mise en place du réseau électrique.
À la veille de la Seconde Guerre mondiale, Surgères enregistre 3 388 habitants en 1936, elle perd de la population dans l’entre-deux-guerres et a cessé d’être une petite ville attractive.
Cette atonie se reflète nettement dans son urbanisation caractérisée par un arrêt net des constructions aussi bien sur le plan de l’immobilier d’entreprise que dans l’édification de nouvelles résidences.

#### Le renouveau de la ville de la Libération jusqu’au milieu des années 1970
Au lendemain de la Seconde Guerre mondiale, Surgères participe activement à l’effort de la reconstruction d’après-guerre et entre pleinement dans la période des « Trente glorieuses ».

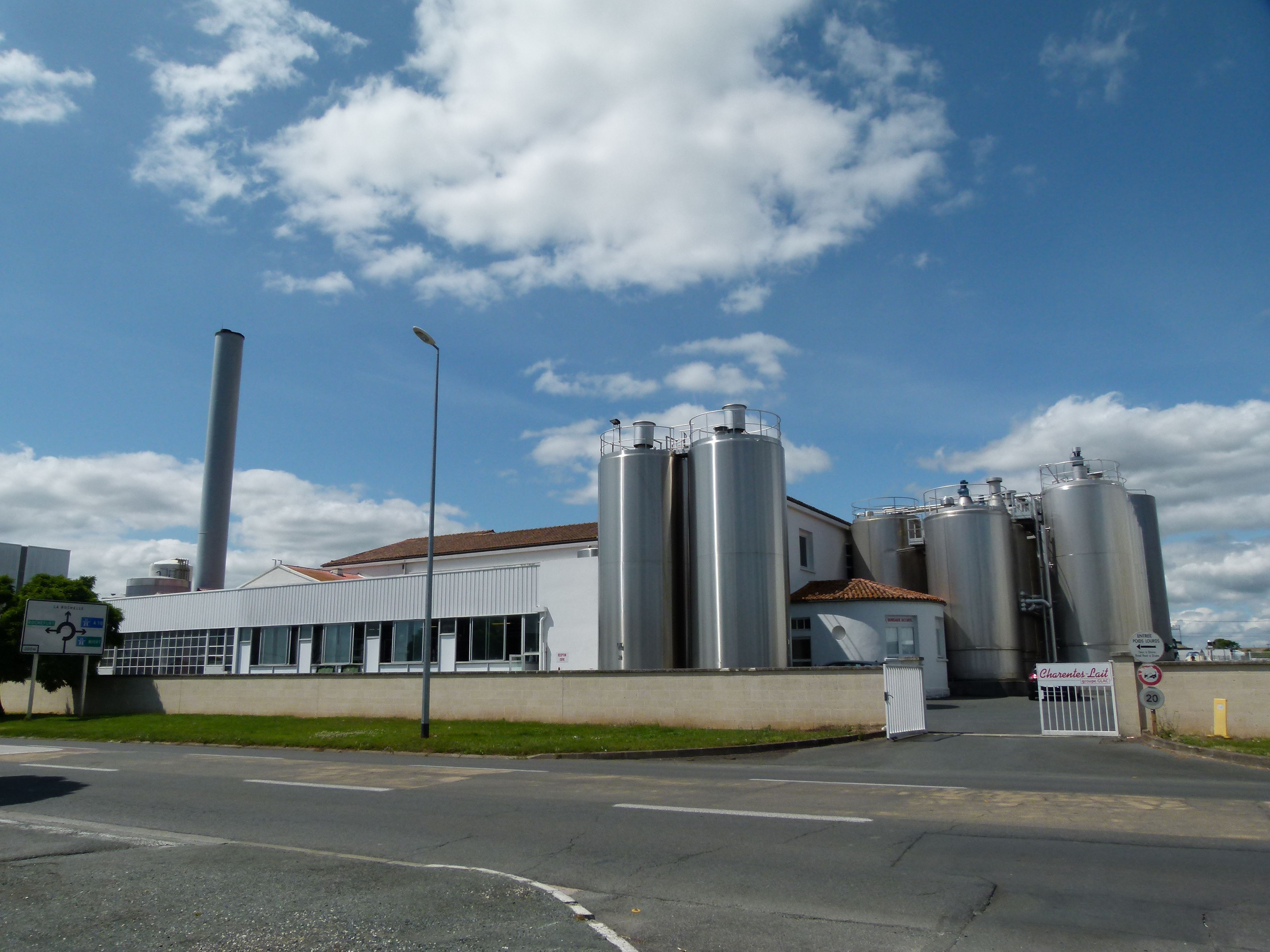
La laiterie de Surgères a connu une importante modernisation de ses installations dans les « Trente glorieuses ».

Dans cette période de forte croissance économique, la ville se distingue par une industrialisation rapide et dynamique faisant d’elle une des villes les plus industrielles du département. Si l’industrie laitière est en proie à une profonde réorganisation, Surgères tire bien son épingle du jeu et réussit à s’affirmer comme un véritable pôle laitier mais l’essentiel de son industrialisation repose sur le fleuron économique qui est le développement de la SSCM du motoriste Poyaud.
En 1972, le motoriste Poyaud fait édifier au nord de la ville une toute nouvelle usine de 7 200 m2 de surface couverte sur un terrain de 5 hectares et, au début des années 1970, emploie  400 ouvriers. Ces effectifs à l’apogée de l’usine monteront jusqu’à 600 ouvriers et induiront en tout 1 000 emplois directs et indirects vers 1978.
Enfin, dès 1974, une zone industrielle est aménagée à l’entrée  de la ville sur la route de La Rochelle, la ZI de l’Ouest, et accueille rapidement des usines et des entrepôts.
En même temps que s’affirme ce fort mouvement d’industrialisation, la ville entame « timidement » la tertiarisation de son économie avec le développement de l’activité commerciale (création de supermarchés à la périphérie de la ville dès le milieu des années 1970) et l’implantation d’établissements d’enseignement (construction dans les années 1960 d’une cité scolaire avec un collège et un CET – ex-lycée professionnel –, établissement de locaux modernes et agrandis de l’ENILIA – ex-ENIL - sur la route de La Rochelle en 1976).

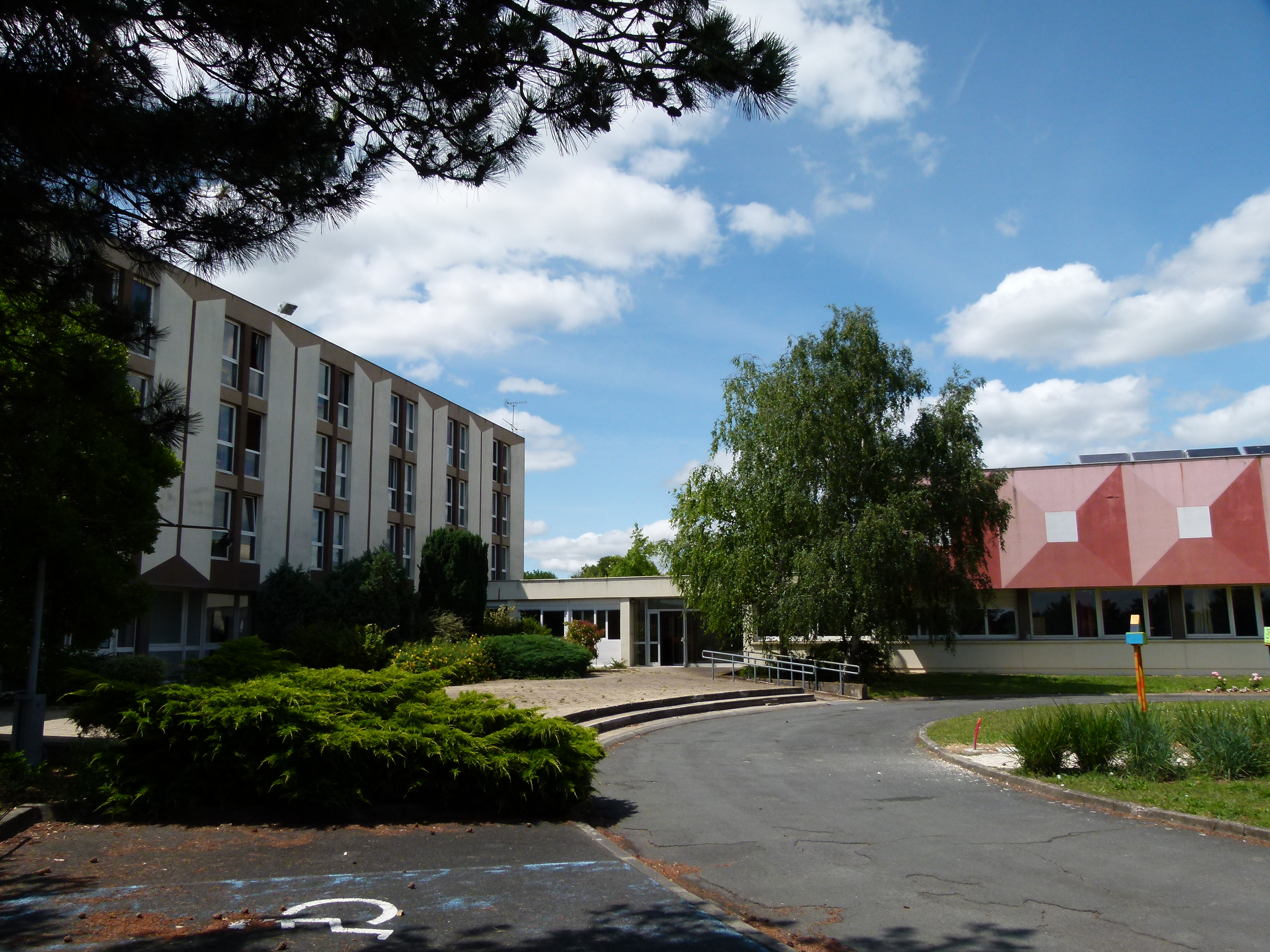
Les bâtiments modernes de l'ENILIA ont été édifiés en 1976 le long de la route de La Rochelle, à l'entrée de la ville.

Ainsi, Surgères assiste à un véritable bouleversement de son cadre de vie urbain et de son urbanisme et a dû faire face rapidement à la demande croissante de logements de nouvelles populations. L’édification de nouvelles cités ouvrières et résidentielles s’est donc établie aux différentes entrées de la ville, à l’ouest (Cité Abel Poyaud dans le quartier de la Gare et Cité Pierre-Dornic sur la route de La Rochelle), au nord (Cité Jean-Jaurès avec édification d’un groupe scolaire et Cité Bois-Fontaine entre la voie ferrée et la RN11), et à l’est (Cité scolaire avec stades, gymnases et piscine couverte, et Cité de l’Est sur la route d’Aulnay). Ces différentes zones résidentielles offrent des types d’habitat variés mais d’une très grande banalité, les unes sont des résidences HLM, essentiellement implantées à l’ouest de la ville, les autres et les plus nombreuses sont groupées en quartiers pavillonnaires, caractéristiques des « cités-jardins », sans grand caractère, établies à l'ordinaire à la périphérie des villes.
Toutes ces réalisations accompagnent une croissance urbaine et démographique remarquable où Surgères passe de 3 552 habitants en 1946 à 6 178 habitants en 1975 et c’est en 1968 qu’elle franchit pour la première fois le cap des 5 000 habitants.

#### Les années difficiles du dernier quart duXXesiècle
La crise industrielle n’a pas épargné Surgères affectant durement la principale usine de la ville, le motoriste Poyaud, au seuil des années 1990 avec la perte du contrat militaire sur les moteurs des chars Leclerc. Cette usine entre alors dans une période difficile de reconversion de ses activités et est contrainte à un dégraissage massif de ses emplois où le nombre d’ouvriers passe de plus de 500 à une centaine au seuil du nouveau siècle. Dans le même temps, les quotas laitiers imposés par la politique agricole commune de l’Europe ont des répercussions négatives sur l’industrie laitière de Surgères où ses usines réduisent fortement leurs activités. Certaines usines ferment, d’autres voient leurs activités fortement baisser entraînant la mise en place de nombreux licenciements. Dans ce contexte morose, la ZI de l’Ouest végète et devient une zone d’entrepôts plutôt que d’implantation de nouvelles usines.

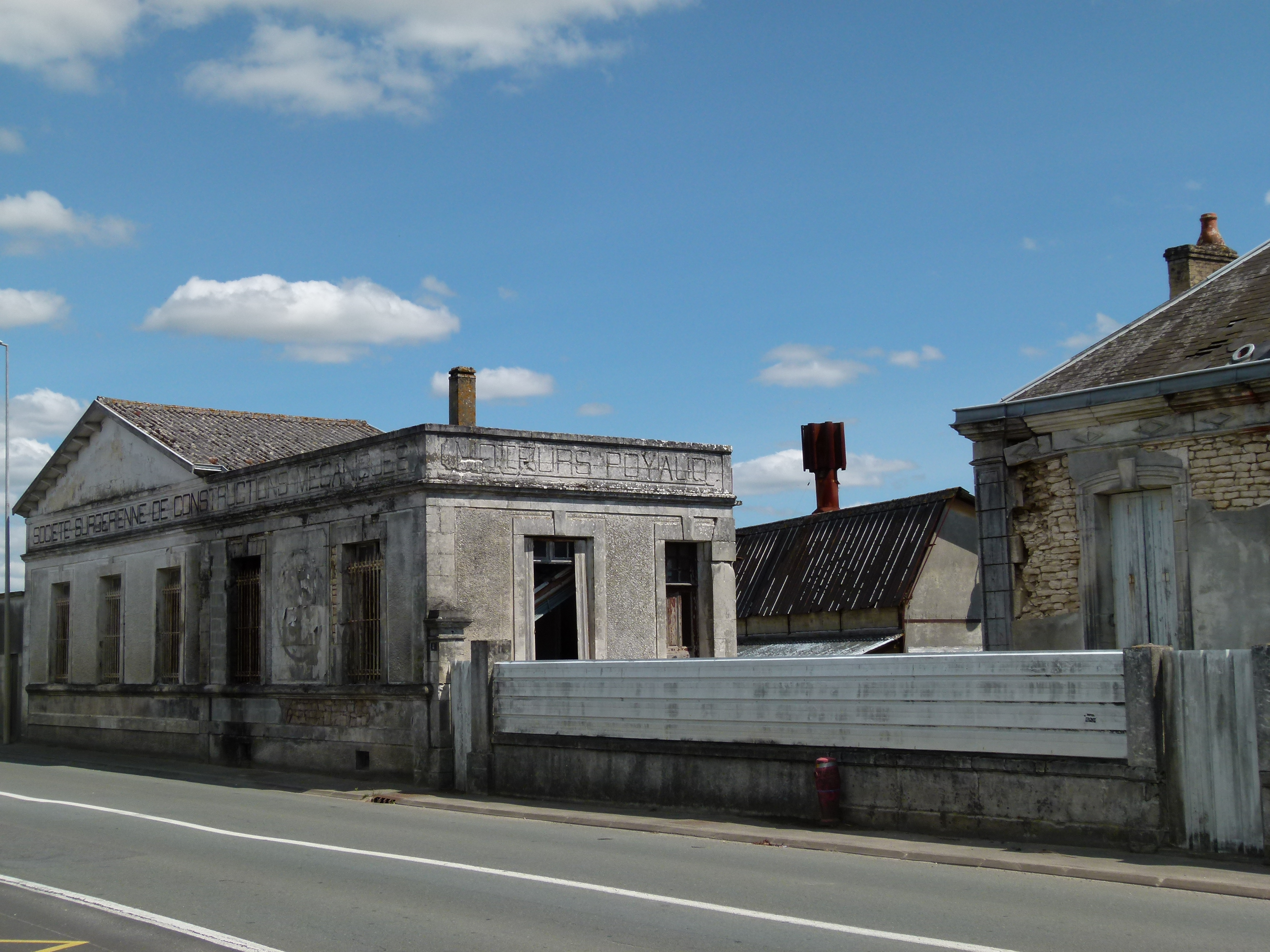
Les restes de la friche industrielle de l'usine Poyaud, avenue de la Gare.

De 1975 à 1999, Surgères perd de la population ; certes, la baisse démographique  est modérée et la municipalité tente d’enrayer un mouvement de déprise urbaine qui affecte en premier lieu son centre-ville.
Le centre-ville subit fortement les contrecoups de la crise économique qui affecte sévèrement Surgères. De nombreux petits commerces traditionnels de centre-ville ferment les uns après les autres dans la suite de la fermeture du Monoprix tandis que le quartier des halles est de plus en plus désaffecté et entretient le cliché abusif de « petit Beyrouth » en raison du délabrement de nombreux logements et de leur abandon.
Si, dans cette période, la ville perd de la population et offre l'image d'une ville en stagnation, son urbanisme n’est pas pour autant au point mort. Ainsi, dans le centre historique, la rue Bersot devient une rue piétonne et la nouvelle place du Château est aménagée en une esplanade piétonne et en parking moderne pour les automobiles mais ces réalisations urbanistiques de qualité ne suffisent pas à enrayer les années de plomb que traverse la ville. En périphérie de Surgères, quelques rares changements peuvent être également observés.

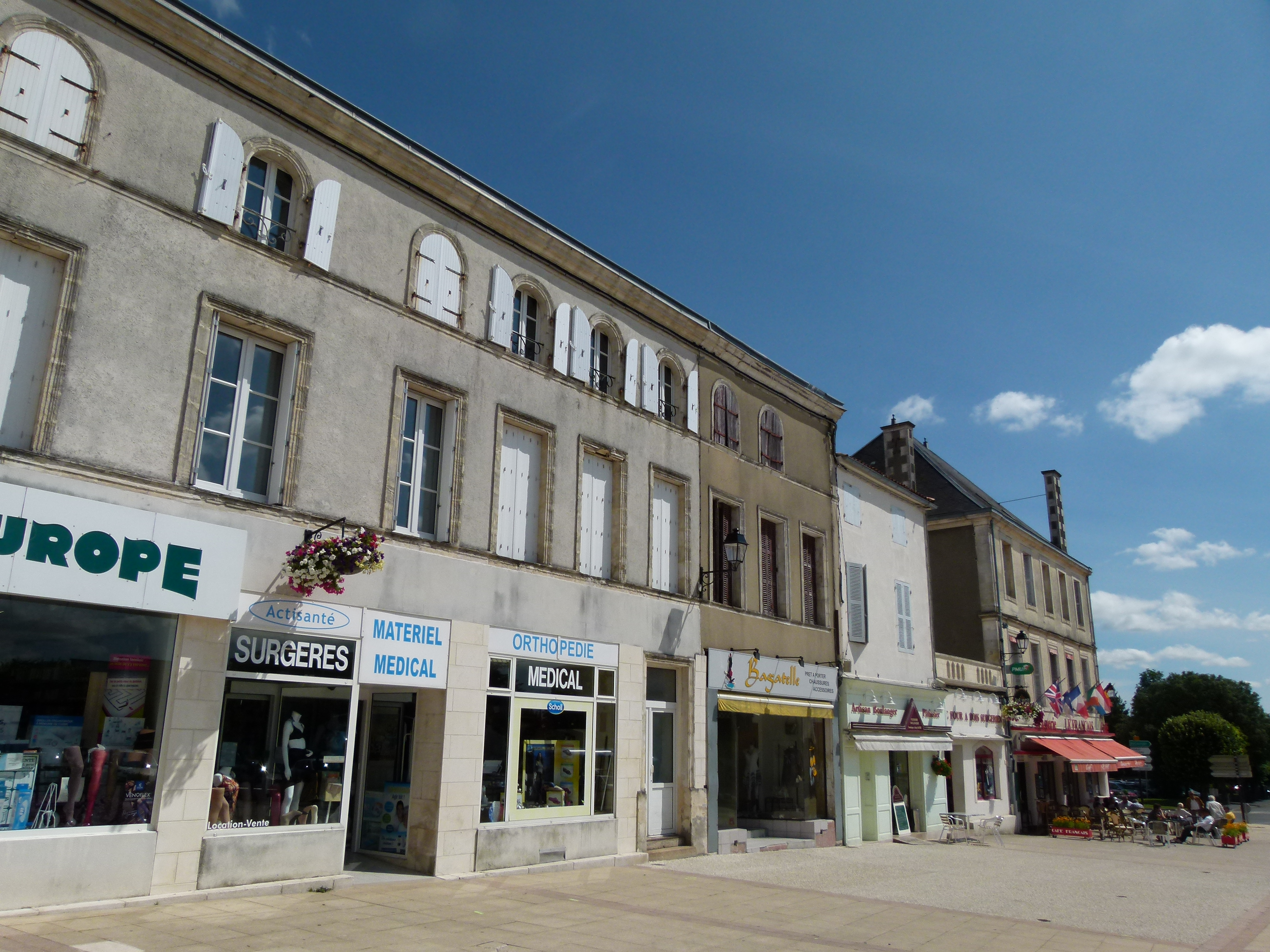
La rue Bersot, dans le cœur historique de la ville, a été mise en voie piétonne dès les années 1980.

Certes, les opérations d’urbanisme sont moins spectaculaires que dans les précédentes décennies qui vont de l’après-guerre à 1975 ;  elles se caractérisent principalement par la création de la ZAC de la Poulaillerie autour d’un nouveau centre commercial et de résidences HLM dans le nord-est de la ville et par la création de plusieurs supermarchés dans l’ouest de la ville, sur la route de La Rochelle.
Toujours en périphérie de la ville, le paysage urbain change peu dans cette période de stagnation qui frappe Surgères. La ZI de l’Ouest, sur la route de La Rochelle, ne bénéficie pas d’extension et peine à se remplir recevant de plus en plus des entrepôts et quelques commerces spécialisés dans le bricolage et les matériaux de construction en particulier au profit des usines qui tendent à se raréfier alors que, dans le quartier de la Gare, l’usine historique du motoriste Poyaud ferme définitivement ses portes sans qu’aucune solution de reprise ou de réaménagement de ce site industriel soit entreprise efficacement. Cette désaffection industrielle créée  une « verrue » dans le quartier de la Gare et reste pendant de longues années à l’état de friche.

#### Le renouveau urbain du début duXXIesiècle
Avec le nouveau siècle, Surgères est une ville « en chantier » qui change de plus en plus d’aspect devenant en même temps une cité attractive dynamisée par une économie urbaine en essor, un commerce rénové et une vie culturelle et associative diversifiée.

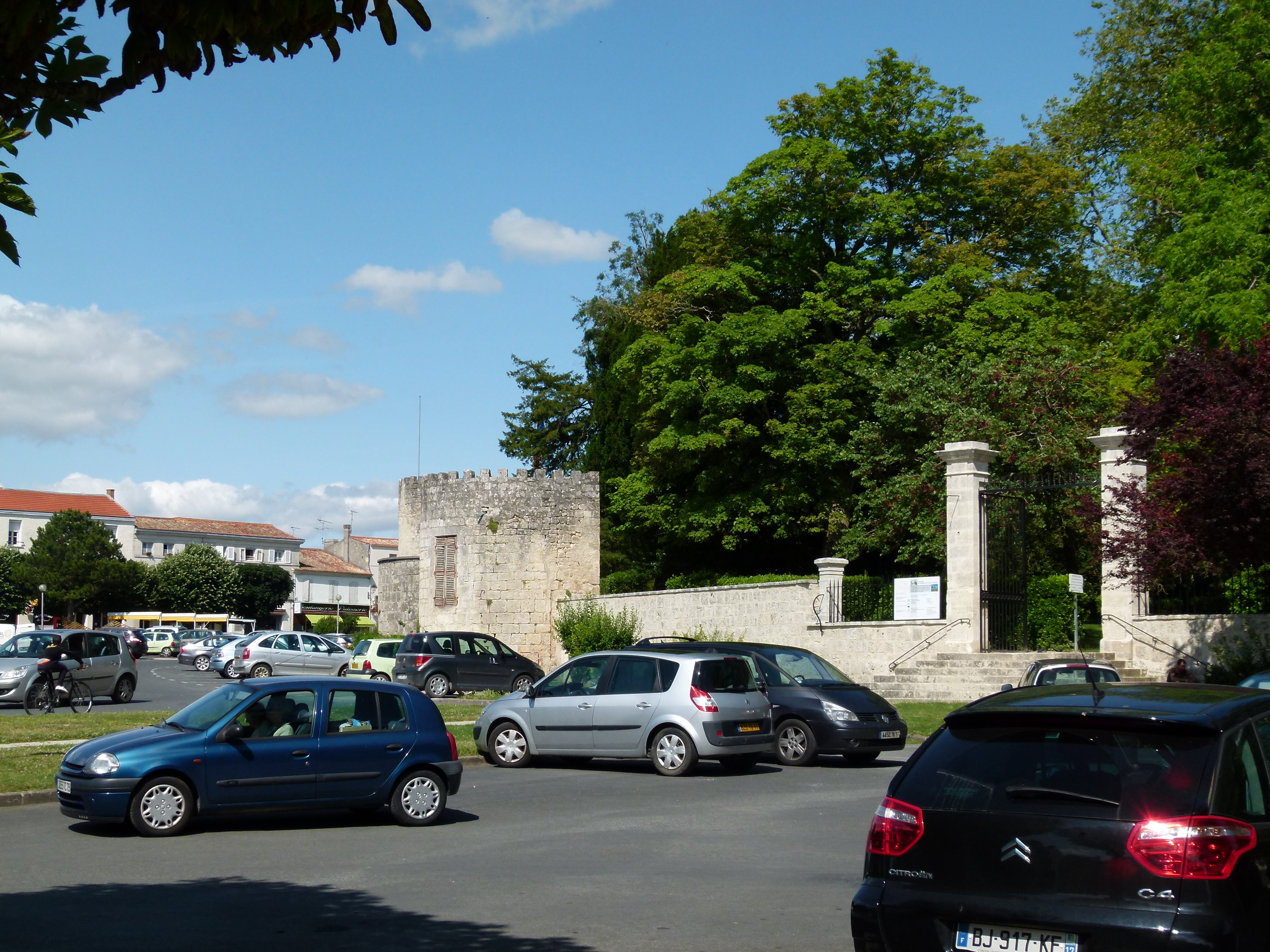
La place du château est l'objet d'une rénovation urbaine de grande envergure.

Tout d’abord, le plan de rénovation urbaine engagé dès 2001 dans le quartier des Halles transforme profondément le cœur historique de la cité qui retrouve sa vitalité et son dynamisme perdus dans les deux décennies précédentes. Cette réhabilitation du cœur de ville inclut une politique active de logements et de rénovation des commerces du centre-ville ainsi qu’une politique culturelle de qualité (scène culturelle, cinéma, Office de tourisme). Ces opérations d’urbanisme s’achèvent en 2004 tandis que se poursuivent les travaux lourds et ambitieux de restauration du site du château dont le « patrimoine pèse sur les finances » de la ville. Ce dernier comprend notamment les nouvelles affectations de l’ancienne Demeure du régisseur et de l’ancien presbytère, la remise en état des accès et la plantation d’une roseraie afin de faire du site du château un lieu touristique de premier plan pour la ville.

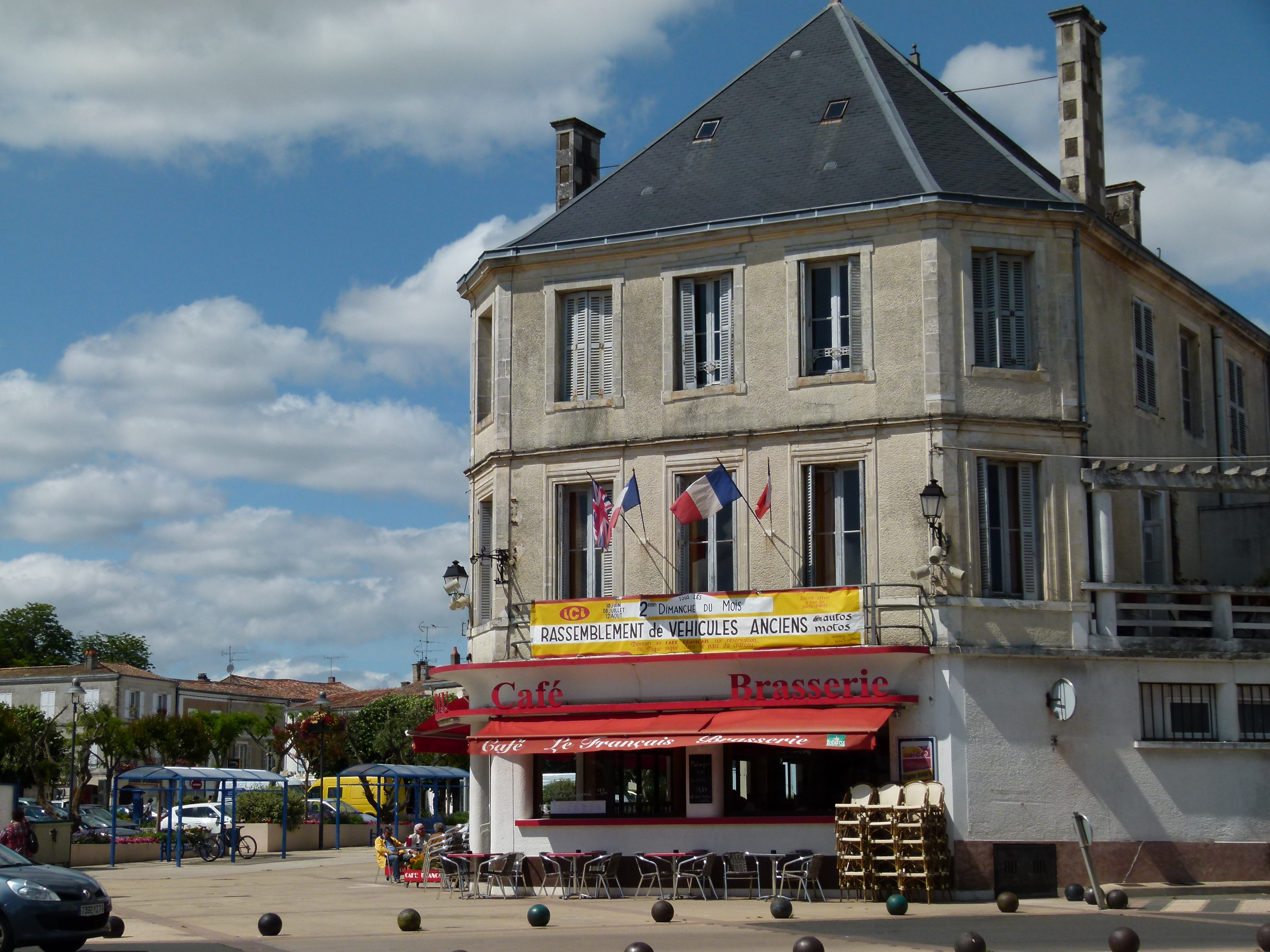
Le cœur historique de Surgères a bénéficié d'une belle rénovation urbaine.

Dans le même temps, de nouveaux logements sortent de terre, principalement  dans les quartiers périphériques de la ville, au nord et à l’est (extension de la ZAC de la Poulaillerie) et au sud-est (La Mauvinière avec le nouveau village médical et la future gendarmerie nationale). Plus de 400 nouveaux logements ont été construits à partir de 2004 et de grands groupes immobiliers se sont engagés dans des opérations d’envergure (Nexity, Bouygues Immobilier). Des friches urbaines devraient faire l’objet de rénovation systématique, l’ancien site Poyaud sur l’avenue de la Gare est pressenti pour être démoli et remplacé par un hôtel juste devant la gare, les bâtiments Sergent-Prolac, une ancienne usine désaffectée dès 2003, devraient être transformés en « éco-quartier ».
À partir de 2006, une nouvelle zone spécialisée, la ZI de la Métairie, attenante au site de l’ENILIA est aménagée et reçoit les installations modernes du moulin-pilote de l’ENSMIC, la nouvelle école nationale de meunerie étroitement associée au site de l’école nationale d’industrie laitière et qui est devenu aujourd’hui l’ENILIA-ENSMIC.
De l’autre côté de la route de La Rochelle, la ZI de l’Ouest a été agrandie et accueille de nouvelles entreprises. Le quartier de la Gare qui la prolonge à l’est est l’objet d’un réaménagement dans le cadre du pôle gare.
En une décennie, la ville a considérablement changé et a renoué avec la croissance démographique après avoir connu deux longues décennies de stagnation de sa population. Entre 1999 et 2009, Surgères est passée de 6 051 habitants à 6 446 habitants et ambitionne d’atteindre les 8 500 habitants à l’horizon 2015 dans le cadre d’un ambitieux PLU voté en 2007.

## Politique et administration

### Tendances politiques et résultats
Surgères, ville de tradition ouvrière depuis le début du siècle dernier, est une commune dont les électeurs votent traditionnellement à gauche.
À l’élection présidentielle française de 2012, le premier tour a vu arriver en tête à Surgères François Hollande avec 34,2 % des voix, suivi de Nicolas Sarkozy avec 26,1 % des voix, puis de Marine Le Pen avec 14,6 % des voix, et de Jean-Luc Mélenchon avec 10,5 % des voix, aucun autre candidat ne dépassant le seuil des 10 %.
Au second tour, les électeurs de Surgères ont voté à 57,6 % pour François Hollande contre 42,4 % pour Nicolas Sarkozy, résultat qui confirme la moyenne nationale qui est, pour mémoire, au second tour, de 51,6 % pour François Hollande et 48,4 % pour Nicolas Sarkozy.
Le nombre total des inscrits à l'élection présidentielle à Surgères est de 4 564 dont 81,66 % sont des votants
L'orientation à gauche à Surgères se retrouve pour les élections législatives ; dans celles de juin 2012, la ville a largement voté à gauche. Dès le premier tour, la candidate socialiste Suzanne Tallard l'emportait sur le député sortant Jean-Louis Léonard avec respectivement 39,4 % des voix et 32,9 %. Aucun autre candidat ne dépassait le seuil des 10 % des voix au premier tour de cette élection. Au second tour, la nouvelle député socialiste, Suzanne Tallard, l'emporte avec une large victoire sur son adversaire, respectivement 57,2 % contre 42,8 %.
Le nombre total des inscrits aux élections législatives à Surgères est de 4 539 dont 60,63 % sont des votants.

### Administration municipale
Le nombre d'habitants de la commune étant compris entre 5 000 et 10 000, le conseil municipal est composé de 29 membres : le maire, huit adjoints, quatorze conseillers de la majorité municipale, six élus d'opposition.

### La mairie de Surgères

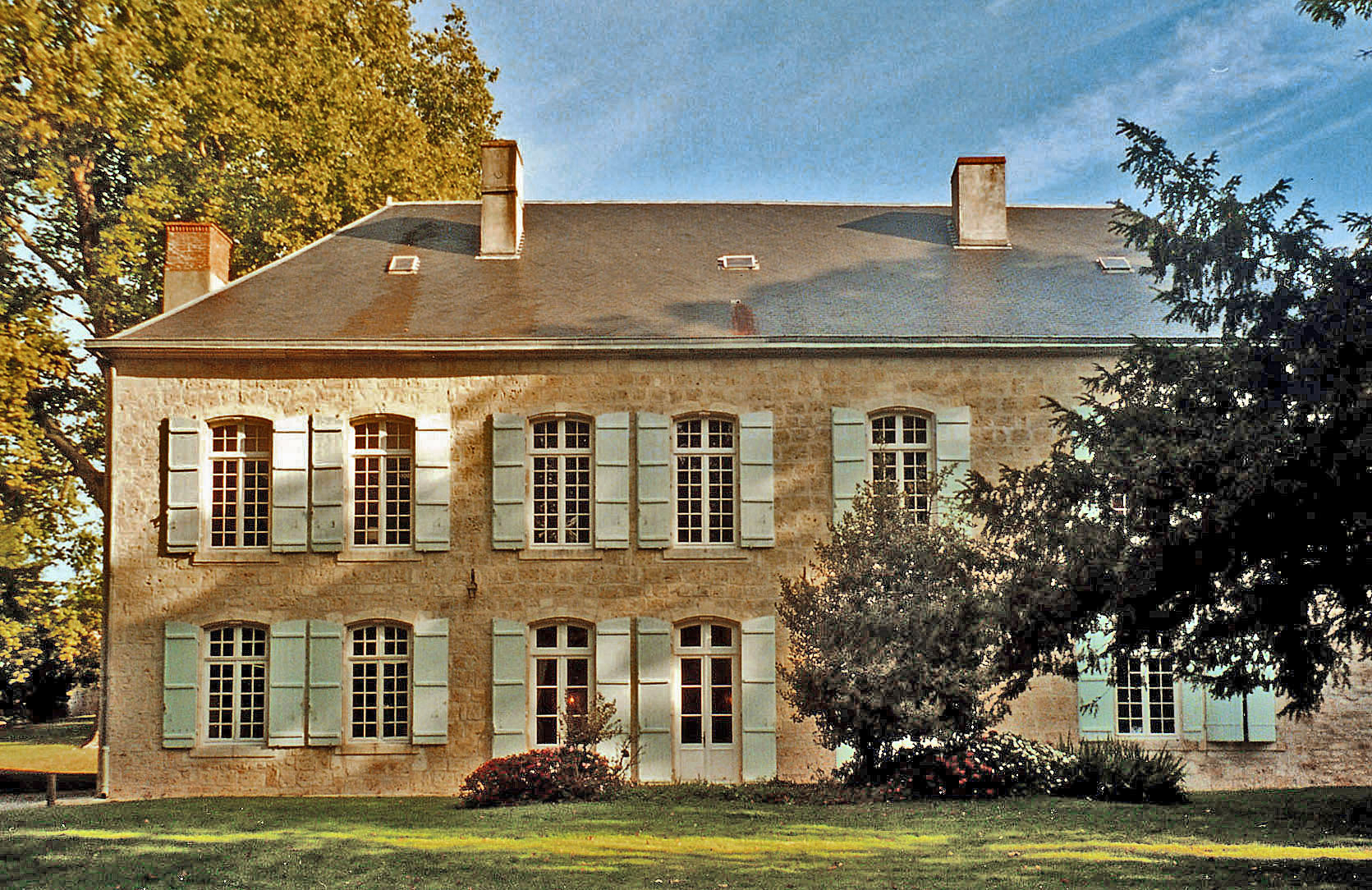
Façade sud de la mairie de Surgères donnant sur les remparts et la rivière " la Gères".

Le bel édifice de la mairie de Surgères se situe dans le parc du Château de Surgères occupant depuis 1856 l'ancien logis.
Avant son implantation dans le logis du gouverneur, la mairie de Surgères était située dans l'actuel bâtiment occupé par La Poste, qu'elle avait loué de 1823 jusqu'au mois d'août 1856.
Avant d'occuper l'actuel local de La Poste, les services de la mairie de Surgères et son conseil municipal ont siégé dans l'ancien presbytère, situé dans l'enceinte médiévale, face à l'église de Surgères, de 1801 à 1822.

### Liste des maires
| Période                                  | Période      | Identité                   | Étiquette    | Qualité |
| ---------------------------------------- | ------------ | -------------------------- | ------------ | --- |
| 1840                                     | 1847         | René Audry                 |              | |
|                                          |              | Ernest Ravet               |              | |
|                                          |              | Clément Bouquet            |              | |
|                                          |              | Benjamin Christophe Barbet |              | |
| 1894                                     |              | Paul Rouvier               |              | |
|                                          |              | Ferdinand Rignaux          |              | |
| mars 1944                                | octobre 1947 | Maurice Brillouet          | PCF          | Employé comptable Député de la Charente-Maritime (1946 → 1951) Conseiller général du canton de Surgères (1945 → 1949) |
| Les données manquantes sont à compléter. |              |                            |              | |
| Maire en 1959                            |              | Gérard Noël                | Rad.         | Garagiste Conseiller général du canton de Surgères (1949 → 1973) |
| mars 1971                                | mars 1977    | Jean-Guy Branger           | UDR puis RPR | Professeur de lycée Député de la 2e circonscription de la Charente-Maritime (1977 → 1986) Conseiller général du canton de Surgères (1973 → 2004) |
| mars 1977                                | mars 1983    | Louis Lévy                 | PS           | Médecin |
| mars 1983                                | mars 2001    | Jean-Guy Branger           | DVD puis UDF | Professeur de lycée Député de la 2e circonscription de la Charente-Maritime (1977 → 1986 puis 1988 → 1997) Député de la Charente-Maritime (1986 → 1988) Sénateur de la Charente-Maritime (1998 → 2008) Conseiller régional de Poitou-Charentes (1977 → 1986) Conseiller général du canton de Surgères (1973 → 2004) Vice-président du conseil général de la Charente-Maritime [Quand ?] Président de la CC de Surgères [Quand ?] |
| mars 2001                                | mars 2014    | Philippe Guilloteau        | DVD puis UMP | Notaire Conseiller général du canton de Surgères (2004 → 2011) |
| mars 2014                                | En cours     | Catherine Desprez          | DVD          | Pharmacienne Conseillère départementale du canton de Surgères (2015 → ) Vice-présidente du conseil départemental de la Charente-Maritime (2015 → ) 1re vice-présidente de la CC Aunis Sud (2014 → ) |
| Les données manquantes sont à compléter. |              |                            |              | |

### Circonscription électorale
Depuis le découpage électoral de novembre 1986 (loi Pasqua), la ville de Surgères et son canton appartiennent à la Deuxième circonscription législative de la Charente-Maritime, également dénommée Circonscription de Rochefort-Pays d'Aunis.
Depuis le 17 juin 2012, le député est  Suzanne Tallard, par ailleurs maire d'Aytré, qui succède à Jean-Louis Léonard.

### Canton

#### Données géographiques générales
Surgères est chef-lieu d'un canton de douze communes, appartenant à l'arrondissement de Rochefort.

Situation du canton de Surgères en Charente-Maritime.

La ville exerce cette fonction depuis 1790 lors de la création du département de la Charente-Inférieure et administrait alors quinze communes. Lors de la refonte de la carte administrative décidée par Napoléon 1er en 1800, Surgères fut maintenue dans son rôle de chef-lieu de canton avec le même nombre de communes.
Aujourd'hui, le canton de Surgères avec une superficie de 231,66 km2 occupe le premier rang dans l'arrondissement de Rochefort. Par sa superficie (28,71 km2), la commune de Surgères - du fait de l'absorption-fusion de l'ancienne commune de Saint-Pierre-de-Surgères en 1851 - se classe au premier rang cantonal se classant juste avant la grosse commune rurale de Saint-Georges-du-Bois qui s'étend sur 17,90 km2. Elle occupe environ 1/8e de la surface de son canton avec 12,4 %.

#### Représentation départementale
Le conseiller général qui représente le canton de Surgères au Conseil Général de la Charente-Maritime est le maire de Surgères, Philippe Guilloteau depuis les élections cantonales de 2001.

### Intercommunalité
Depuis le 1er janvier 2014, la ville de Surgères et la totalité des communes de son canton appartiennent à la communauté de communes Aunis Sud dont elle accueille le siège.
Elle fait également partie du Pays d'Aunis, structure intercommunale créée le 10 juillet 1996, dont le siège a été fixé à Courçon.

### Les services administratifs
Surgères qui a longtemps entretenu l'image d'une « ville industrielle » est maintenant davantage une ville de services tertiaires en essor. Elle a développé une petite fonction administrative grâce à sa position de chef-lieu de canton étant dotée d'un certain nombre de services publics de base.
Les services administratifs relevant de la communauté de communes et de la municipalité occupent une place importante dans la gestion de la ville.

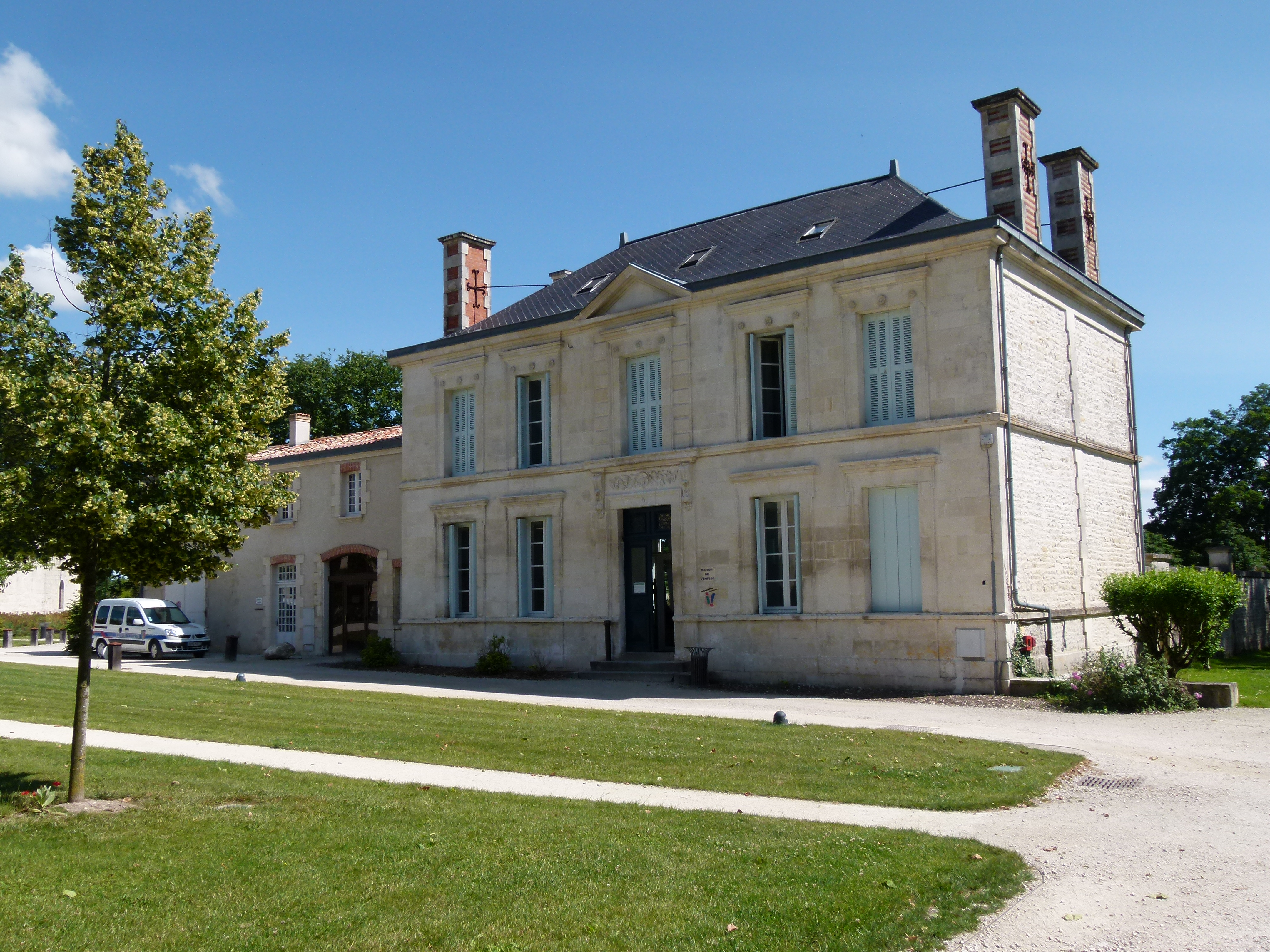
L'ancien presbytère - côté nord - abrite la Maison de l'Emploi qui est gérée par la communauté de communes de Surgères.

La communauté de communes de Surgères qui a fixé son siège administratif à Surgères lui permet de jouer un rôle de commandement local appelé à s'accroître avec l'extension future du périmètre de son intercommunalité. Cette intercommunalité gère également la Maison de l'Emploi et la Mission locale pour l'insertion sociale des jeunes.
Quant aux services de la mairie de Surgères, ceux-ci sont en très grande partie situés dans l'enceinte fortifiée du château, réminiscence de l'ancienne puissance seigneuriale sur la cité. Outre les services proprement dits de l'hôtel de ville, ceux-ci sont également représentés par le CCAS (Centre Communal d'Action Sociale) qui est un important acteur de la vie urbaine. Par ailleurs, la municipalité gère directement la maison de retraite publique, la bibliothèque municipale, les écoles de musique et de danse et les salles municipales.
Dans le domaine des services de l’État, ceux-ci ont toujours été peu présents à Surgères mais ils sont complétés par ceux du département.

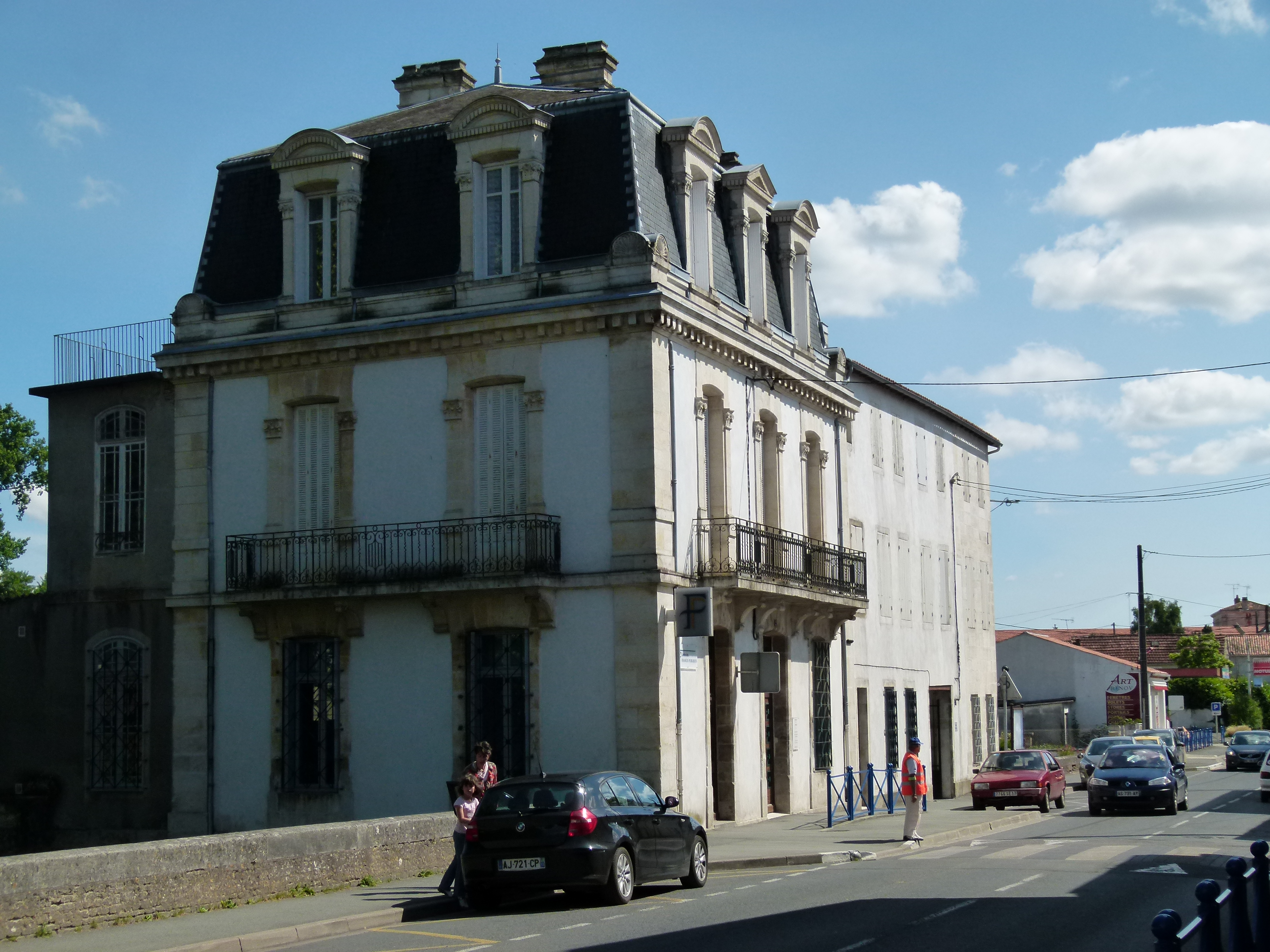
Le Trésor public de Surgères occupe un bel immeuble en pierre de taille dans le faubourg Saint-Pierre.

Les services publics de l’État sont représentés par la brigade de la Gendarmerie Nationale, le Trésor public, le bureau de La Poste et sa plate-forme de distribution du courrier du canton de Surgères, les écoles et le collège public, tandis que les services du département gèrent le centre de secours des sapeurs-pompiers du SDIS, le centre d'exploitation de la Direction départementale des Infrastructures (ex-DDE) et une antenne départementale de la Direction des Populations.
Dans le domaine de la gestion administrative et juridique de biens, deux cabinets de notaires associés ont pignons sur rue, sur l'avenue de la Libération face au domaine du château. Un office de trois huissiers de justice avait cours en ville mais le regroupement de la profession a contraint récemment à sa fermeture à Surgères.
La ville accueille également des permanences de la caisse d'allocations familiales, de la caisse primaire d'assurance maladie et du conciliateur de justice.
Une antenne permanente du service social dépendant du Conseil départemental de la Charente-Maritime est également en place.

### Instances judiciaires et brigade de gendarmerie
Surgères comme l'ensemble des communes de son canton dépendent du tribunal d'instance de Rochefort, du tribunal de grande instance de La Rochelle, et de la cour d'appel de Poitiers.
La ville comme son canton sont par ailleurs du ressort du tribunal pour enfants de La Rochelle, du conseil de prud'hommes de Rochefort, du tribunal administratif de Poitiers et de la cour administrative d'appel de Bordeaux.
La ville est le siège d'une brigade de la Gendarmerie Nationale, initialement située sur le rond-point qui donne sur l'avenue de la Gare, dans un bâtiment des années 1970, où ce dernier remplaçait alors l'ancienne Demeure du Régisseur dans l'enceinte du château. La Brigade est maintenant implantée au sud-est de la ville face à la maison de retraite. Son rayon d'intervention recouvre la totalité du canton de Surgères.
La brigade de Surgères fonctionne en synergie avec celle d'Aigrefeuille-d'Aunis et les deux unités des forces de gendarmerie coordonnent leurs efforts au sein de la Communauté de brigades de Surgères et d'Aigrefeuille, connue sous le sigle de « COB Surgères/Aigrefeuille ». Cette unité intervient sur les deux cantons qui comptent plus de 28 000 habitants répartis sur 23 communes. La COB Surgères/Aigrefeuille mène des opérations anti-délinquance (OAD) avec contrôles et fouilles de personnes et de véhicules, assistée occasionnellement par des moyens extra-unités (support aérien par hélicoptère, maître-chien pour détection de stupéfiants et patrouille supplémentaire du Psig de Rochefort).

### Politique environnementale
Dans son palmarès 2024, le Conseil national de villes et villages fleuris de France a attribué deux fleurs à la commune.
La station d'épuration se situe au sud-ouest de la commune, au bord de la Gères, près de la commune de Saint-Germain-de-Marencennes, elle correspond à une station rejetant des eaux épurées, qualité eaux de surface.
L'intercommunalité est responsable de la collecte des déchets ménagers, des emballages et du tri sélectif.

### Fiscalité municipale
| Taxe                                                | Taux communal | Taux intercommunal | Taux départemental | Taux régional |
| --------------------------------------------------- | ------------- | ------------------ | ------------------ | ------------- |
| Taxe d'habitation (TH)                              | 13,14 %       | 0,37 %             | 6,75 %             | 0,00 %        |
| Taxe foncière sur les propriétés bâties (TFPB)      | 28,10 %       | 0,84 %             | 13,28 %            | 3,32 %        |
| Taxe foncière sur les propriétés non bâties (TFPNB) | 53,53 %       | 2,39 %             | 27,65 %            | 8,63 %        |
| Taxe professionnelle (TP)                           | 15,70 %       | 0,00 %             | 8,85 %             | 2,51 %        |

La part régionale de la taxe d'habitation n'est pas applicable.
La taxe professionnelle est remplacée en 2010 par la cotisation foncière des entreprises (CFE) portant sur la valeur locative des biens immobiliers et par la contribution sur la valeur ajoutée des entreprises (CVAE) (les deux formant la contribution économique territoriale (CET) qui est un impôt local instauré par la loi de finances pour 2010).

### Jumelages
| \| Wipperfürth Surgères \| Localisation de Surgères et Wipperfürth |
| Wipperfürth Surgères                                               |

Dans le cadre des échanges culturels entre nations, plus d'une vingtaine de communes de la Charente-Maritime, principalement des villes, sont associées avec d'autres communes, surtout de l'Europe, mais aussi de l'Afrique et de l'Amérique du Nord; Surgères fait partie de ce réseau actif de jumelage et de coopération dans le département.
Au 20 juillet 2012, Surgères est jumelée avec :
- Wipperfürth (Allemagne) depuis 1988.

## Population et société

### Démographie

#### Classement démographique
En 2010, Surgères occupe le 12e rang des villes de la Charente-Maritime ; la ville se situe avant Châtelaillon-Plage (13e), Nieul-sur-Mer (14e) et Marennes (15e) mais après Saint-Pierre-d'Oléron (11e) et Saujon (10e).
Elle figure dans la liste des 18 villes de plus de 5 000 habitants en Charente-Maritime, seuil démographique qu'elle a franchi pour la première fois en 1968 et, c'est à partir de 1946 qu'elle a cessé d'être catégorisée comme «commune rurale» par les services de l'INSEE.
Surgères a, selon l'INSEE, le statut de «ville isolée» - c'est-à-dire ne disposant pas de continuité de bâti urbain avec une ou des communes voisines pour former une agglomération urbaine.
Concernant son unité urbaine et son  aire urbaine, elle se classe respectivement au 10e et au 9e rangs départementaux.

#### Évolution démographique
L'évolution du nombre d'habitants est connue à travers les recensements de la population effectués dans la commune depuis 1793. Pour les communes de moins de 10 000 habitants, une enquête de recensement portant sur toute la population est réalisée tous les cinq ans, les populations de référence des années intermédiaires étant quant à elles estimées par interpolation ou extrapolation. Pour la commune, le premier recensement exhaustif entrant dans le cadre du nouveau dispositif a été réalisé en 2004.

En 2022, la commune comptait 6 861 habitants, en évolution de +0,6 % par rapport à 2016 (Charente-Maritime : +4,04 %, France hors Mayotte : +2,11 %).
| 1793  | 1800  | 1806  | 1821  | 1831  | 1836  | 1841  | 1846  | 1851  |
| ----- | ----- | ----- | ----- | ----- | ----- | ----- | ----- | ----- |
| 1 387 | 1 497 | 1 589 | 1 748 | 1 979 | 2 134 | 2 153 | 2 191 | 2 942 |

| 1856  | 1861  | 1866  | 1872  | 1876  | 1881  | 1886  | 1891  | 1896  |
| ----- | ----- | ----- | ----- | ----- | ----- | ----- | ----- | ----- |
| 3 239 | 3 289 | 3 343 | 3 850 | 3 855 | 3 784 | 3 516 | 3 375 | 3 302 |

| 1901  | 1906  | 1911  | 1921  | 1926  | 1931  | 1936  | 1946  | 1954  |
| ----- | ----- | ----- | ----- | ----- | ----- | ----- | ----- | ----- |
| 3 235 | 3 301 | 3 579 | 3 557 | 3 550 | 3 386 | 3 388 | 3 552 | 3 823 |

| 1962  | 1968  | 1975  | 1982  | 1990  | 1999  | 2004  | 2006  | 2009  |
| ----- | ----- | ----- | ----- | ----- | ----- | ----- | ----- | ----- |
| 4 839 | 5 644 | 6 178 | 6 175 | 6 049 | 6 051 | 5 905 | 5 982 | 6 446 |

| 2014  | 2019  | 2022  | - | - | - | - | - | - |
| ----- | ----- | ----- | - | - | - | - | - | - |
| 6 713 | 6 786 | 6 861 | - | - | - | - | - | - |

#### Pyramide des âges
La population de la commune est relativement âgée.
En 2018, le taux de personnes d'un âge inférieur à 30 ans s'élève à 29,1 %, soit au-dessus de la moyenne départementale (29 %). À l'inverse, le taux de personnes d'âge supérieur à 60 ans est de 38,2 % la même année, alors qu'il est de 34,9 % au niveau départemental.
En 2018, la commune comptait 3 150 hommes pour 3 647 femmes, soit un taux de 53,66 % de femmes, légèrement supérieur au taux départemental (52,15 %).
Les pyramides des âges de la commune et du département s'établissent comme suit.
| Hommes | Classe d’âge | Femmes |
| ------ | ------------ | ------ |
| 0,9    | 90 ou +      | 2,4    |
| 12,2   | 75-89 ans    | 15,2   |
| 22,0   | 60-74 ans    | 23,2   |
| 19,3   | 45-59 ans    | 18,4   |
| 13,7   | 30-44 ans    | 14,0   |
| 16,4   | 15-29 ans    | 12,7   |
| 15,4   | 0-14 ans     | 14,1   |

| Hommes | Classe d’âge | Femmes |
| ------ | ------------ | ------ |
| 1,1    | 90 ou +      | 2,6    |
| 10,1   | 75-89 ans    | 12,6   |
| 22     | 60-74 ans    | 23,2   |
| 20,1   | 45-59 ans    | 19,7   |
| 16,1   | 30-44 ans    | 15,6   |
| 15,2   | 15-29 ans    | 12,7   |
| 15,4   | 0-14 ans     | 13,6   |

### Enseignement
Surgères est située dans l'académie de Poitiers.
Surgères est dotée de deux groupes scolaires de l'enseignement élémentaire public (groupe scolaire Jules Ferry et groupe scolaire Jean Jaurès) et d'un groupe scolaire privé (école Jeanne d'Arc). Ces écoles y assurent l'enseignement général dès la maternelle.
La ville possède un collège de l'enseignement secondaire public, le Collège Hélène de Fonsèque, qui a reçu 596 élèves à la rentrée scolaire 2010. Ceux-ci sont encadrés par un corps professoral de 57 enseignants.
La ville de Surgères est également dotée d'un lycée public professionnel spécialisé dans les métiers du bois, notamment dans l'ébénisterie et la menuiserie. Le Lycée du Pays d'Aunis a reçu 244 élèves à la rentrée 2010 et est doté d'un internat. Il est encadré par un corps professoral de 33 enseignants.

#### L'école des industries laitières ENILIA-ENSMIC
La première École des Industries Laitières - connue sous l'ancien sigle de l'ENIL - était implantée en ville depuis le début du XXe siècle et devait son origine à la création du mouvement coopératif laitier qui a pris naissance à Chaillé, dans la commune voisine de Saint-Georges-du-Bois, en 1888.
Depuis 1978, elle dispose de bâtiments modernes, vastes et fonctionnels édifiés le long de la route de La Rochelle, à l'entrée ouest de la ville, et qui reçoit en moyenne plus de 220 étudiants.

### Manifestations culturelles et festivités
La ville de Surgères organise depuis de nombreuses années des festivals, les uns centrés sur la musique et qui sont les plus nombreux, les autres sur les arts (sculpture) et le sport (hippisme, arts du cirque), ce qui en fait une cité authentiquement festivalière, notamment à la belle saison. De plus, le théâtre y est aussi présent grâce notamment à la compagnie les 3C Théâtre qui, autour de sa directrice artistique Agnès Brion, initie les amateurs aux pratiques scéniques et donne de nombreux spectacles dans le canton de Surgères.

#### Les festivals de musique
- Depuis 2005, le Festival Sérénade[108], organisé chaque été, généralement au début du mois d'août, met en avant les instruments à cordes avec des concerts en plein air, dans le parc du Château et sur le parvis de l'église, ainsi qu'à l'intérieur de l'église Notre-Dame.

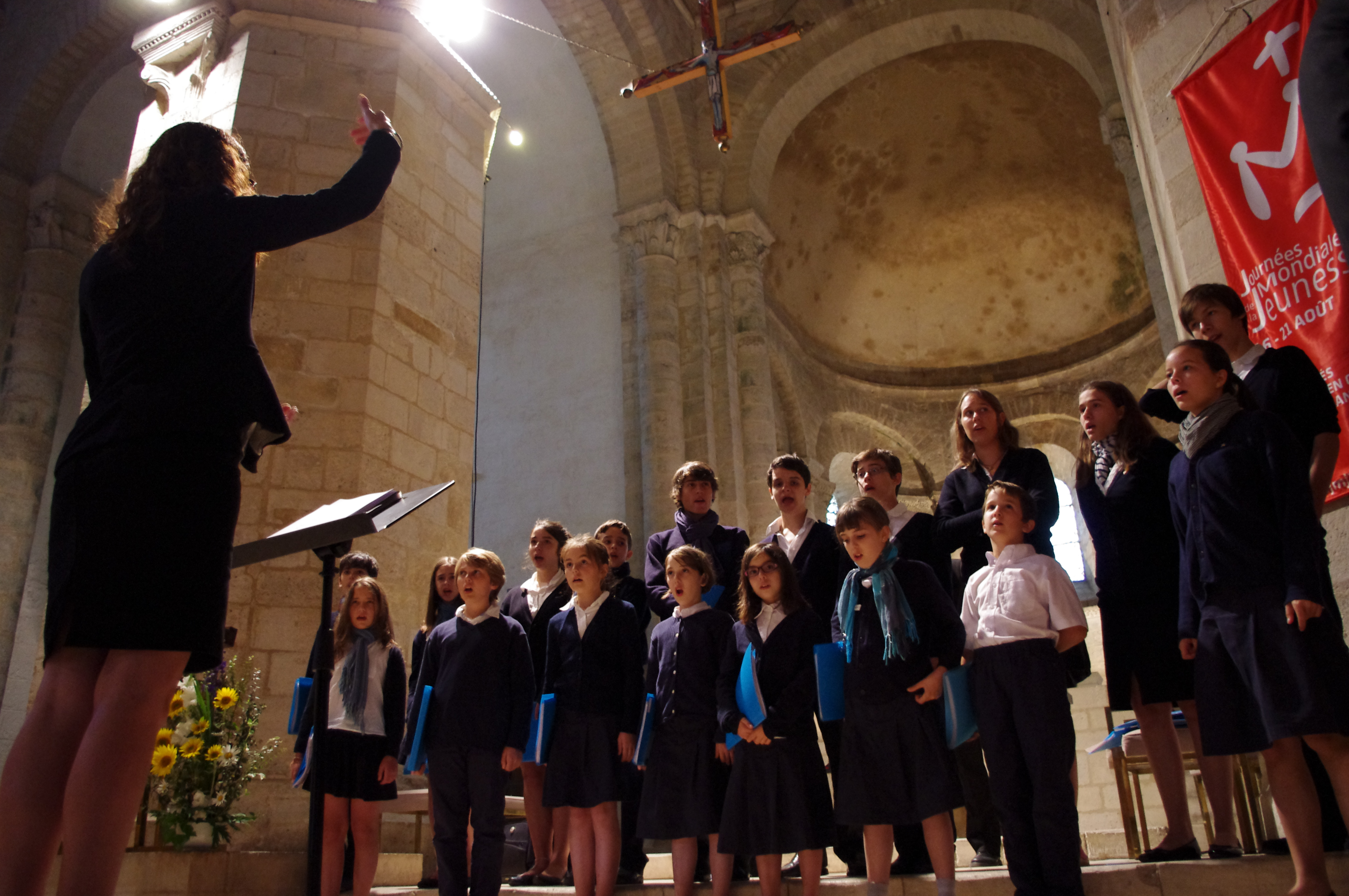
Surgères est une petite cité festivalière où les concerts de musique sont particulièrement nombreux ; ici, les Petits chanteurs de Passy lors d'un festival en 2011 dans l'église Notre-Dame.

- Le Festival de l'Académie est organisé par l'Académie de Cuivres et Percussions[109] de Surgères pendant une semaine en été, vers la fin du mois de juillet, afin de permettre la venue d'artistes reconnus à Surgères et dans les communes environnantes. Les concerts ont lieu dans le parc du château et en centre-ville.
- Le Festival Orgue en vogue qui a lieu une fois par mois - chaque mois de l'été (juillet, août et septembre) - consiste en trois concerts d'organiste qui ont lieu dans l'église Notre-Dame de Surgères.
- La banda Les Verres Luisants est championne de France 2007, 2008 et vice-championne de France 2010. Cette formation a remporté la palme d'or Européenne du festival 2008 de Condom (Gers).
- A l’automne, un concert est donné en l’Église Notre Dame de Surgères dans le cadre des «Coréades».

#### Le Festival national des arts du Cirque
Ce festival original a lieu tous les deux ans et a commencé la première fois en 2006. En mai 2012, la ville en est à sa 4e édition, accueillant 600 jeunes provenant de 18 régions.
Le Festival national des arts du Cirque est bien ancré dans la ville et enregistre une certaine réussite : Au rythme d'un festival tous les deux ans, la manifestation est devenue traditionnelle et connaît un succès grandissant.
La pérennisation de ce festival réside dans son atout qui est d'offrir à la fois du spectacle - et du grand spectacle - donné par les compagnies de cirque comme par les jeunes.

#### Les autres festivals
La ville a accru sa vocation festivalière pendant la saison estivale qui draine un grand nombre de touristes. Outre les festivals de musique, d'autres manifestations festives sont à souligner.
- Le Symposium International de Sculptures en est à sa deuxième édition au mois d'août 2012. Il a lieu pendant une semaine entière et se déroule sur l'esplanade de la Place du Château. Pendant ce festival, les artistes locaux et étrangers façonnent sur place le bois, la pierre, le tissu et d'autres matériaux et présentent leurs œuvres.
- Le Jumping de Surgères est un concours hippique d'envergure nationale qui a lieu chaque été depuis 1993 et qui a beaucoup contribué au renom de la ville[Note 8].

#### Le salons-expositions de la Société des Sciences Naturelles de Surgères
Depuis plus de trois décennies, Surgères organise  une «Bourse des minéraux et fossiles» qui rassemble de très nombreux visiteurs. En octobre 2009, se tenait au Castel Park, une salle municipale de Surgères, la «32e exposition internationale» qui a eu un retentissement particulièrement important pour la ville.
En novembre 2011 s'est tenue pendant deux jours la 34e exposition sur les fossiles et minéraux dont l'un des thèmes marquants était l'exposition sur les poissons fossiles.
Ces expositions nationales ou internationales sont organisées annuellement chaque premier week-end de novembre par la Société des Sciences Naturelles et Humaines de Surgères, connue localement sous le sigle de SSNHS, qui est devenue une «institution» dans la ville. Cette importante association culturelle a été créée en novembre 1977 et compte 120 adhérents ; ses domaines de compétence abordent aussi bien la l’archéologie, la géologie et les sciences naturelles que l'histoire. Les réunions hebdomadaires ont lieu dans la Salle Poupel, au 2, rue de Verdun. Elle publie régulièrement une revue depuis 1990 dénommée «Fonseca».

#### Le salon de l'élevage
Surgères organise chaque année un salon de l'élevage qui a lieu généralement le dernier week-end du mois de septembre ou le premier week-end du mois d'octobre derrière le parc du Château, à l'Espace Pompidou, Pré derrière l'Allée.
Ce salon d'envergure régionale attire plusieurs milliers de visiteurs, 6 500 personnes en 2010, et représente une «rencontre incontournable des éleveurs avec leurs partenaires, (...) du monde agricole avec le grand public qui s'y déplace chaque année toujours plus nombreux».
Ce salon est principalement axé  sur les bovins à viande et à lait où, lors de la dernière édition, 300 bovins de cinq races différentes ont été exposés (Prim'Holstein, Normande, Limousine, Charolaise, Blonde d'Aquitaine). Il est ouvert à d'autres élevages comme les chèvres (Alpine et Saanen) et les moutons, les chevaux de trait (Trait breton, Trait comtois, Cob normand, Mulassier poitevin et Percheron) ainsi que les volailles et les lapins.
Le salon est agrémenté d'un très important marché fermier où sont exposées les productions locales et régionales et d'un village des artisans qui réunit une dizaine d'entreprises du canton de Surgères. Il est appuyé entre autres par les deux grandes écoles nationales de laiterie et de meunerie de la ville (l'ENILIA-ENSMIC), le laboratoire de l'INRA de Saint-Pierre-d'Amilly, et Agripolis, le pôle d'excellence rurale, sans oublier la Chambre départementale de l'Agriculture qui en est l'organisatrice.
C'est la plus importante foire agricole du département qui contribue beaucoup au renom de la ville et affermit sa vocation de centre de services agricoles dans l'ex-région Poitou-Charentes. Lors de la 23e édition, qui a eu lieu le premier week-end d'octobre 2011, «115 groupements d'éleveurs étaient présents, présentant 300 bovins, 60 moutons et une centaine de chèvres, 6 concours récompensant  bovins, caprins et chevaux de trait».

#### Les foires et marchés
Le marché hebdomadaire se tient traditionnellement sous les halles rénovées du centre-ville chaque matin les mardi, jeudi et samedi.
Une foire mensuelle a lieu chaque troisième mardi, le matin.
En été, pendant les mois de juillet et d'août, des marchés nocturnes viennent animer les halles couvertes de la ville.
À la fin de l'été se tient annuellement à Surgères une importante foire d'attraction « dont la tradition trouve ses origines avec la proximité de la  Saint-Michel (date référence en matière de baux ruraux) mais aussi de la date de fin de contrat pour les ouvriers agricoles. Ainsi cette «foire à gages» permettait aux fermiers en quête de main d’œuvre et aux salariés agricoles à la recherche d'un emploi de se rencontrer (...). Simultanément, les forains venaient terminer la saison, complétant ainsi le côté festif de cette foire ».
De cette foire traditionnelle qui avait lieu à la fin septembre, «il ne reste aujourd'hui que la fête foraine» qui a lieu pendant plusieurs jours sur la place du Château.

### Santé
Surgères dispose de nombreux services dans les domaines médicaux, paramédicaux et médico-sociaux.
Elle figure parmi les villes de sa catégorie les mieux pourvues dans ce domaine en Charente-Maritime et, ce, malgré l'absence d'un centre hospitalier local ou d'une clinique.

#### Les services médicaux
La ville dispose de cinq cabinets médicaux regroupant une dizaine de médecins généralistes exerçant dans le centre-ville et d'un centre de médecine du travail relevant de l'APAS.
Surgères a le rare privilège pour une ville de sa dimension de posséder des médecins spécialistes alors qu'elle ne dispose pas d'un centre hospitalier. Les disciplines exercées à Surgères sont les suivantes : angiologie-médecine vasculaire et phlébologie, cardiologie, dermatologie, échographie, gynécologie-obstétrique et ophtalmologie, etc.
Surgères est équipée d'un centre de radiologie médicale et échographie. Elle fait partie des douze villes du département à posséder un cabinet IRM.
Trois cabinets en chirurgie dentaire sont également situés en ville et complètent la gamme relativement étoffée des services médicaux en activité à Surgères.
Si l’hôpital le plus proche est le Centre Hospitalier de Rochefort situé à moins d'une trentaine de kilomètres au sud de Surgères, la ville se trouve également dans le secteur de l'Hôpital de La Rochelle qui offre une palette extrêmement étendue de soins, étant le plus grand centre hospitalier de toute la partie septentrionale du département de la Charente-Maritime.

#### Les services paramédicaux
La ville possède un laboratoire d'analyses médicales, trois centres en soins infirmiers, deux cabinets de kinésithérapie, d'autres cabinets spécialisés en orthoptie, en diététique, en orthophonie, en pédicure-podologie ainsi qu'une sage-femme et trois ostéopathes.
À cela s'ajoutent trois pharmacies, toutes situées en centre-ville, dont une spécialisée dans l'orthopédie générale, un audio-prothésiste, ainsi que trois opticiens-lunettiers.
Deux services d’ambulanciers sont en fonction dans la ville et assurent des interventions dans l'ensemble du canton de Surgères.
Surgères est également équipée d'un centre de secours des sapeurs-pompiers, qui dépend du SDIS de Charente-Maritime, et plus précisément du Centre de secours principal de Rochefort.
Enfin, deux cliniques vétérinaires y sont en activité et exercent leurs prestations sur l'ensemble du canton de Surgères.

#### Les services médico-sociaux
Une résidence publique pour personnes retraitées, la Maison de retraite du Val de Gères, peut accueillir plus de quatre-vingt dix personnes, valides, semi-valides ou invalides. Implanté à l'est du centre-ville, cet établissement est également pourvu d'une structure de type EHPAD.
Par ailleurs, fonctionnent un centre médico-psychopédagogique (CMPP), structure dépendante du domaine de la pédopsychiatrie en milieu scolaire, et un centre médico-scolaire.
De plus, un centre médico-psychologique pour personnes adultes fonctionne en ville et dépend de la Direction de la Solidarité Départementale (DSD) dont le siège départemental est fixé à Saintes
Enfin, une structure d'accueil pour adultes handicapés est implantée en ville. Elle dépend de l'ADAPEI (Association départementale des parents et amis de personnes handicapées mentales) qui y a ouvert le Foyer d'Hébergement L'Horizon.

### Sports
La ville fut élue Ville la plus sportive de France (- de 10 000 habitants.) en 1987. Le sport phare est le rugby à XV mais l'offre est diverse et variée.

#### Les équipements sportifs
Surgères est une ville particulièrement bien équipée dans le domaine sportif où les infrastructures couvertes et de plein air sont surtout concentrées dans le quartier de la Cité scolaire qui regroupe le lycée et le collège. Ces différents équipements ont été réalisés progressivement à partir de la fin des années 1960 en même temps que l'édification de la Cité scolaire.
Ainsi, la ville dispose-t-elle de trois gymnases - dont le gymnase 3 qui est équipé d'un mur d'escalade -, d'un dojo et d'une salle de boxe.
Le complexe sportif, calé entre les stades de football et de rugby, renferme un plateau handball, basket et sautoir hauteur.
Parmi les équipements sportifs de plein air, la ville dispose d'une piste d'athlétisme de 301,75 mètres de longueur ainsi que de trois terrains de football et de deux terrains de rugby dont le stade Filippi qui accueille les compétitions de rugby de la Fédérale 3.
Depuis juillet 1967, la ville est équipée d'une piscine couverte et découverte située à côté du Lycée professionnel et du collège. Elle a connu des aménagements successifs en 1980 avec pause de panneaux solaires pour chauffer l'eau des bassins, puis en 1998 et en 2009 ainsi qu'en 2011 pour moderniser ses différentes installations. La piscine dispose essentiellement d'un bassin de 25 mètres par 6 couloirs, juxtaposé à une zone de plongeoirs dotée d'un tremplin de hauteur 1 mètre et d'une plate-forme de hauteur 5 mètres.
Quatre courts de tennis dont le revêtement vient d'être refait à neuf en mai 2012 sont situés à côté du dojo.
Pour les jeunes, un skate-park a été aménagé.
Enfin, mais à l'écart du complexe sportif de la ville, un boulodrome a été récemment aménagé dans le quartier de la Cité Yolande en septembre 2011.

#### Les activités sportives de la ville

##### Rugby à XV
Le Sporting Club Surgèrien est un club français de rugby à XV créé en 1912 et affilié au comité Poitou-Charentes. C'est une véritable « institution » dans la ville et qui a fortement marqué l'esprit de la cité laitière où d'ailleurs ses joueurs sont dénommés localement « les Laitiers ».
En juin 2012, ce club a célébré son centenaire dans le cadre d'une immense fête en centre-ville autant qu'au stade Filippi - stade d'honneur de la ville - opposant amicalement en un match épique l'équipe des joueurs actuels et des vétérans du club rugby de La Rochelle, club phare de la Charente-Maritime.
Le club fut Champion de France de Fédérale 3 en 1997. La finale eu lieu à Graulhet contre le club de Solliès-Pont.
Il a évolué pendant la saison 2010-2011 en championnat de Fédérale 2 parmi lesquels se trouvaient trois autres clubs de la Charente-Maritime (Saint-Jean-d'Angély, Puilboreau et Rochefort).
Depuis la saison 2018-2019, le club joue en Fédérale 2.

##### Athlétisme
Les 48 heures pédestres de Surgères sont une épreuve d'Ultrafond créée en 1985.
L'édition 2009 a vu la victoire de l'australien Martin Fryer devant le champion du monde 2008 des 24 heures et vainqueur 2008, Ryoichi Sekiya. La 25e édition s'est déroulée du vendredi 21 mai au dimanche 23 mai 2010.

##### Équitation
Le Jumping de Surgères est organisé tous les ans en août depuis 1993.
Pour sa quinzième édition en 2008, il a été une des étapes du Grand National de saut d'obstacles avec les plus grands cavaliers français.
Annulée en 2009, l'édition a été réalisée en 2010.

##### Automobile

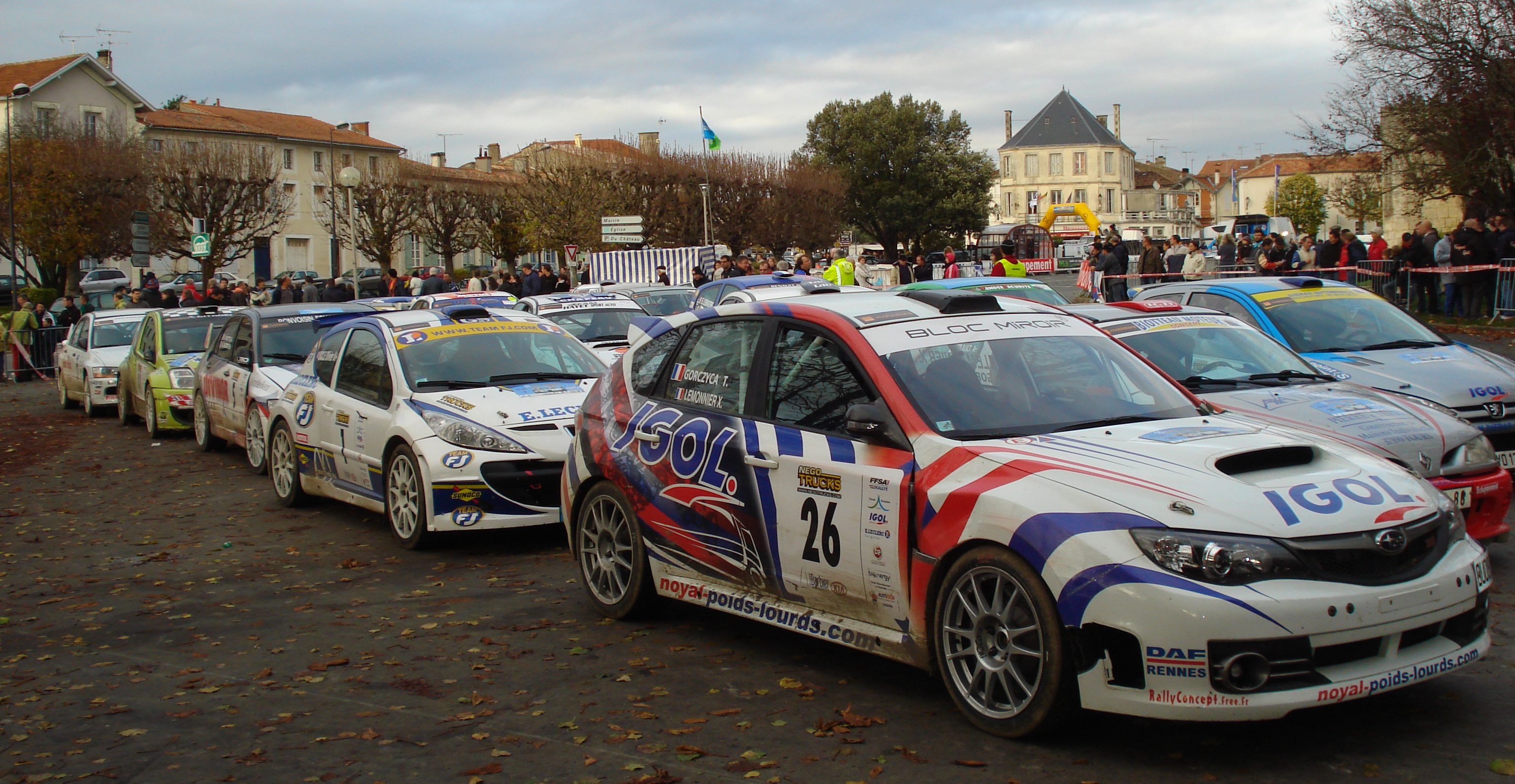
Rallye d'Automne 2010, regroupement des concurrents à Surgères

Le Rallye d'Automne installe régulièrement son parc fermé sur la place du Château.
Ce fut le cas en 2000 lorsqu’Yvan Muller le gagna. Il était venu s’entraîner en vue du Trophée Andros qu’il a gagné après une saison en BTCC sur les circuits britanniques.

### Médias
La ville possède deux des principaux vecteurs d'information du nord de la Charente-Maritime : la radio Hélène FM et le journal L'Hebdo de la Charente-Maritime.
La radio Hélène FM émet à Surgères à la fréquence 89 MHz et à Saint-Jean d'Angély à la fréquence 102.9 MHz. C'est une radio généraliste où les informations locales ont une grande importance. Elle est l'organisateur du concours de chant Les Voix Lactées.
Surgères est l'une des cinq petites villes de la Charente-Maritime à posséder son propre journal hebdomadaire, L'Hebdo de la Charente-Maritime. Édité à Surgères, il appartient au Groupe Sud Ouest qui possède de très nombreux correspondants régionaux. Il reprend les informations locales des cantons du nord de la Charente-Maritime. Il fait partie des cinq autres hebdomadaires locaux de la Charente-Maritime édités dans de petites villes du département. Les actualités couvrent la ville et son canton depuis l'agence de presse de Rochefort.
Dans le domaine de la télévision, les chaînes de la TNT sont diffusées par l'émetteur de La Rochelle- ZUP de Mireuil. La diffusion numérique de cet émetteur a été activée en octobre 2006, afin de pallier les déficiences de l'émetteur de Niort-Maisonneuve (altération ponctuelle du signal décelée dans certaines zones de la Charente-Maritime). Les programmes télévisés des chaînes nationales y sont diffusés, y compris la version régionale de France 3 - France 3 Poitou-Charentes - et son décrochage local France 3 Atlantique.

### Cultes
Surgères appartient au diocèse catholique de La Rochelle et Saintes et à l'archidiocèse métropolitain de Poitiers.
L'église catholique de Surgères assure le service religieux à l'église Notre-Dame de Surgères qui est l'unique bâtiment religieux de la ville.
La ville ne possède pas de temple protestant, cependant le culte réformé est célébré à La Rochelle ou à Rochefort pour les deux villes les plus proches de Surgères.

## Économie

### Données économiques générales
Surgères est un centre économique d'importance dans la plaine de l'Aunis, non seulement par le poids de son secteur industriel dominé par l'agroalimentaire et les industries mécaniques, mais aussi par son secteur tertiaire qui s'est beaucoup étoffé dans la dernière décennie, notamment dans le domaine des commerces et des services mais surtout dans celui du tertiaire supérieur (laboratoires d'analyses agroalimentaires (LABCO) et de contrôle sanitaire (LILCO), laboratoires de recherche dans l'industrie du lait de l'ÉNILIA, Écoles nationales de laiterie et de minoterie (ÉNILIA-ENSMIC), Institut technique des produits laitiers caprins (ITPLC), proximité du centre de recherches agronomiques de l'INRA.)
De fait, par le nombre d'emplois générés par les différents secteurs économiques, Surgères est le principal pôle d'emplois du Pays d'Aunis autant sur le plan industriel que tertiaire avant Marans et Aigrefeuille-d'Aunis et le troisième foyer économique de l'Aunis après La Rochelle et Rochefort.

### Les données socio-économiques

#### Revenus de la population et fiscalité
En 2009, le revenu fiscal médian par ménage était de 16 513 €, ce qui plaçait Surgères au 20 550e rang  parmi les 31 604 communes de plus de 50 ménages en métropole.

#### Les secteurs économiques à Surgères en 2007
|                   | Primaire | Industrie | BTP   | Tertiaire |
| ----------------- | -------- | --------- | ----- | --------- |
| Surgères          | 1,4 %    | 25,3 %    | 6,8 % | 66,5 %    |
| Charente-Maritime | 6,6 %    | 10,3 %    | 9,8 % | 73,3 %    |

À Surgères, le secteur industriel occupe plus du quart des emplois de la ville alors qu'il occupe tout juste le dixième des effectifs en Charente-Maritime, respectivement 25,3 % et 10,3 %. L'ensemble des actifs dans le secteur secondaire atteint presque le tiers de l'emploi total à Surgères (32,1 %) contre tout juste le cinquième en Charente-Maritime (20,1 %). En conséquence, le secteur tertiaire est moins élevé à Surgères que la moyenne départementale bien qu'il occupe largement les deux tiers des effectifs de la ville (66,5 %).

#### Secteurs d'activité
Secteurs d'activité à Surgères en 2007
| Secteur économique                   | Nombre d'emplois | Proportion |
| ------------------------------------ | ---------------- | ---------- |
| Secteur primaire                     | 46               | 1,4 %      |
| Industrie                            | 861              | 25,3 %     |
| BTP                                  | 231              | 6,8 %      |
| Commerces, transports, services      | 1 340            | 39,4 %     |
| Administrations, enseignement, santé | 921              | 27,1 %     |
| Emploi total                         | 3 399            | 100 %      |

Comme le montre le tableau ci-dessus, la part de l'emploi industriel est importante à Surgères qui peut être encore qualifiée de « centre industriel » en Charente-Maritime même si, aujourd'hui, le secteur tertiaire (commerces, services, administrations, santé et enseignement) occupe les 2/3 des emplois de la ville avec 66,5 % en 2007. En fait, cette proportion du secteur tertiaire est inférieure à d'autres villes du département beaucoup plus tertiarisées en raison cette fois de leur très faible industrialisation mais demeure semblable à d'autres villes de l'Aunis comme Aigrefeuille-d'Aunis et Marans qui ont un héritage industriel encore important.

#### Catégories socio-professionnelles
Les catégories socio-professionnelles à Surgères en 2007
| Catégorie socio-professionnelle         | Nombre | Proportion |
| --------------------------------------- | ------ | ---------- |
| Agriculteurs                            | 39     | 1,1 %      |
| Artisans/commerçants/chefs d'entreprise | 200    | 5,9 %      |
| Cadres supérieurs/professions libérales | 311    | 9,1 %      |
| Professions intermédiaires              | 693    | 20,4 %     |
| Employés                                | 1 018  | 29,9 %     |
| Ouvriers                                | 1 139  | 33,5 %     |
| Total des emplois                       | 3 399  |            |

En 2007, la population des actifs dans la commune de Surgères est de 3 399 personnes ayant un emploi, ce qui en fait le troisième foyer économique de l'Aunis, après La Rochelle et Rochefort.
En 2007, la catégorie des ouvriers est dominante où sa proportion est de 33,5 % en 2007, cette proportion est de 36,8 % à Aigrefeuille-d'Aunis. C'est ce qui permet de dire que Surgères est un centre industriel en Charente-Maritime. La catégorie des employés est importante à Surgères où elle vient en deuxième position et occupe près de 1 personne sur trois (29,9 % en 2007).
En 2007, le taux de chômage est encore important à Surgères avec 14,6 % mais il est inférieur à celui de 1999 qui s'élevait à 16,1 % et connaît donc une légère décrue grâce au renforcement de la tertiairisation de l'économie de la ville ces dernières années.
Ce taux de chômage demeure supérieur à la moyenne nationale ainsi qu'à la moyenne départementale (environ trois points de plus que la moyenne nationale selon les données publiées par l'insee en 2009, avec un taux de chômage particulièrement élevé chez les femmes.

### Les activités industrielles

#### Un pôle industriel encore actif
Si la ville de Surgères est davantage connue pour ses activités dans les industries agroalimentaires au niveau de la transformation du lait, elle doit en partie sa notoriété aux moteurs Poyaud qui avaient entraîné dans leur sillage le développement d'entreprises de chaudronnerie industrielle ou de constructions mécaniques.
En Charente-Maritime, Surgères figure comme un des centres industriels encore actifs et ses activités se sont diversifiées s'étendant également à de petites unités spécialisées dans la plasturgie, dans la confection textile ou dans l'ameublement.

#### Un important pôle régional de l'industrie laitière
Surgères est le siège du troisième groupe national de production et de transformation des produits dérivés du lait depuis la constitution d'un nouveau groupe laitier dénommé Terra Lacta qui remplace l'ancien groupe coopératif laitier du GLAC.
Rendu célèbre pour son beurre qui possède les appellations AOC « Beurre des Charentes » ou « Beurre Charentes-Poitou » en fonction des secteurs géographiques, Vendée, Charente et Charente-Maritime, le GLAC (Groupement des Laiteries Coopératives) distribue plusieurs marques connues de beurres, laits et fromages comme Bougon, Saint-Loup, Maison Lescure, Surgères, Le Petit Vendéen, Mottin charentais, le groupe GLAC rassemble 3250 exploitants régionaux et dispose d'une importante unité de production à Surgères, Charentes-Lait.
Avec la marque Saint-Loup, le GLAC a été le sponsor du maillot principal des Chamois niortais à domicile et reste un partenaire du club depuis plusieurs années.
La ville abrite aussi le Syndicat des Laiteries Charentes-Poitou, ce syndicat est à l'initiative d'évolutions permettant au beurre Charentes-Poitou d'être vendu à Paris sous 48 heures dès la fin du XIXe siècle.
Le syndicat est partenaire du Tour du Poitou-Charentes et apparaît sur le maillot du meilleur grimpeur.
Après la crise du phylloxéra qui ravagea le vignoble de l'Aunis à partir de 1876, l'industrie laitière fut initiée par Eugène Biraud avec une première coopérative créée en 1888 à Chaillé au nord-est de la commune de Surgères dans une ancienne distillerie.
En 1902, une Station d'Industrie Laitière fut créée à l'initiative du très influent Pierre Dornic ; ce dernier réussit à la transformer en 1905 en une école professionnelle de laiterie qui est devenue, deux années plus tard, l’École Nationale d'Industrie Laitière qui sera aussi connue sous le sigle de l'ÉNIL.
La formation agroalimentaire est assurée au sein du Pôle de Formation ENILIA ENSMIC (École Nationale d'Industrie Laitière et des Industries Agroalimentaires et l'École Nationale Supérieure de La Meunerie et des Industries Céréalières). Les formations dispensées vont du niveau CAP au niveau licence Pro et réalisées par les voies initiale (scolaire et apprentissage) et continue (à destination des salariés des entreprises des secteurs concernés et/ou des demandeurs d'emplois). L'école accueille des étudiants de toute la France et de l'étranger (service d'internat ouvert sur toute la période scolaire). Des activités de recherche sont menées pour le compte des entreprises. Actuellement l'école travaille avec 2500 entreprises et 80 pays.

#### Un centre spécialisé dans les industries mécaniques
Le secteur de la construction mécanique se répartit entre la construction électro-mécanique, dominée par l'usine Wärtsilä Diesel, et la métallurgie de transformation représentée par quelques ateliers situés dans la zone industrielle aménagée sur la route de La Rochelle.
L'usine Wärtsilä Diesel
Originellement orientée vers la construction de moteurs diesel pour l'équipement de la marine par la SSCM, l'usine Poyaud, sous l'impulsion de son fondateur, Abel Poyaud, originaire de Surgères, va connaître un développement très rapide de ses activités du lendemain de la Seconde Guerre mondiale jusque dans les années 1970.
Devenue SACM puis, dans les années 1990, Wärtsilä Diesel où sa production est tournée vers les groupes électrogènes, le site de Surgères a orienté sa production de moteurs pour le Char Leclerc mais aussi pour l'industrie ferroviaire (autorails, locotracteurs et locomotives diesel) ainsi que pour la Marine marchande. Cette technologie a également permis la production de gros groupes électrogènes pour les hôpitaux, l'industrie et le secteur tertiaire (immeubles de bureaux de grandes sociétés).
Les petites entreprises métallurgiques
Il faut ajouter à cette usine plusieurs entreprises comme Sassaro, spécialisée dans la fabrication d'équipements et de matériels en inox pour l'industrie laitière et l'industrie pharmaceutique, ou encore la Saro, spécialisée dans l'usinage de précision.

#### Les autres activités industrielles
Les abattoirs Sibcas emploient une cinquantaine de personnes et sont situés à proximité de la laiterie. Tous les ans en octobre, un Salon de l'élevage est organisé à Surgères.
Malgré la présence d'un lycée spécialisé dans l'apprentissage du travail du bois, notamment dans l'ébénisterie, l'industrie du meuble n'est pas présente dans la ville mais, dans la commune limitrophe de Saint-Germain-de-Marencennes, se trouve une des plus importantes usines d'ameublement du département représentée par la Sofec du cuisiniste Teissa et qui emploie environ une centaine de personnes.
Le secteur industriel est également représenté par quelques petites unités de plasturgie (fabrication d'emballages plastiques, façonnage et transformation de matières plastiques), de confection (textile) et par des entreprises de travaux publics spécialisées en particulier dans les travaux de terrassement et de drainage agricole.

### Tertiaire supérieur
La recherche scientifique agricole est présente aux portes de la ville dans la commune proche de Saint-Pierre-d'Amilly où un établissement de l'INRA, le site du Magneraud, est spécialisé dans l'élevage (aviculture, héliciculture, apiculture).
Ce site de recherche scientifique accueille aussi une implantation du GEVES qui travaille sur l'homologation des nouvelles variétés végétales et collabore avec ARVALIS - Institut du végétal.

## Culture locale et patrimoine

### Lieux et monuments

#### Édifices religieux

##### L'église Notre-Dame

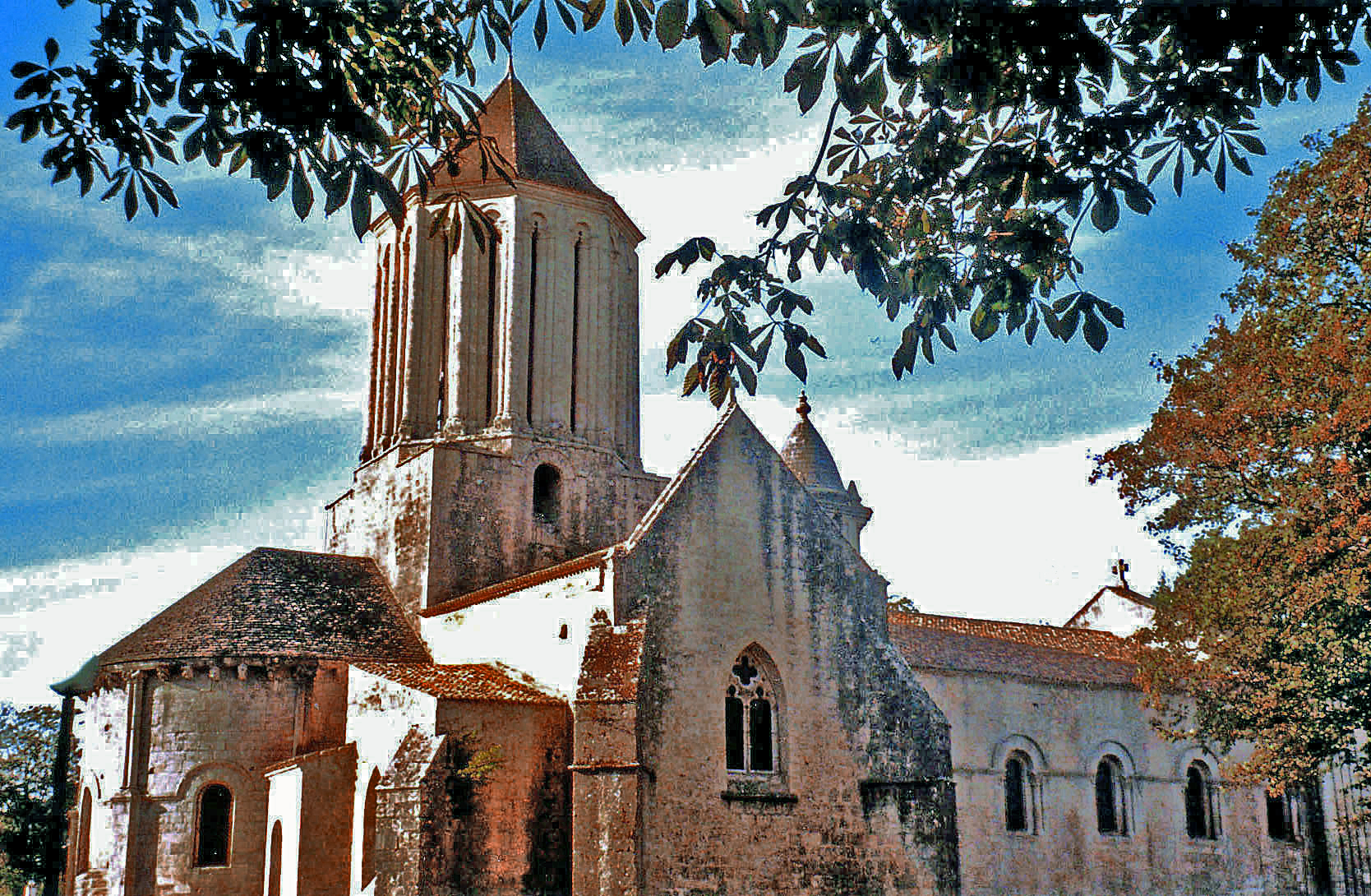
L'église Notre-Dame de Surgères dans l'enceinte du château.

Située à l'intérieur de l'enceinte du château de Surgères, cette église romane, édifiée au XIe siècle puis achevée dans le courant du siècle suivant, est un pur joyau de l'art roman en Aunis et probablement la plus belle église de cette petite province et qui enthousiasma fortement Prosper Mérimée qui écrivit à son sujet : « Bien que blasé, j'ai trouvé à m'extasier devant son église ; je ne trouve rien de plus beau que sa façade ».
Classée monument historique depuis 1862, elle fait partie des plus vieux édifices classés de la Charente-Maritime et contribue à la notoriété historique et touristique de la ville.

##### L'aumônerie Saint-Gilles
Cet ancien édifice religieux du XIIe siècle, aujourd'hui désaffecté, est inscrit monument historique depuis 2004.
Située à l'est du château et de ses dépendances seigneuriales enserrés dans une enceinte fortifiée, sur la route en direction de Saint-Jean-d'Angély et à l'origine d'un faubourg urbain de Surgères, l'aumônerie Saint-Gilles doit sa fondation à sa vocation de centre d'hébergement des pauvres et des malades ainsi qu'à l’accueil des jacquets en route pour les pèlerinages à Saint-Jacques-de-Compostelle pendant le Moyen Âge.

##### LeprieuréSaint-Gilles
Un mur d'enceinte du XIe siècle et les ruines d'une chapelle du XVIe siècle sont les seuls restes d'un hospice fondé au XIe siècle et qui est resté actif pendant 750 ans. L'hospice avait été construit par les moines de l'abbaye de Maillezais, sur le chemin de Saint-Jacques-de-Compostelle.

#### Édifices publics

##### Le site du château
Le site du château de Surgères est l'attraction majeure de la cité étant à la fois le cœur historique de la ville et demeurant encore aujourd’hui le centre administratif, culturel et touristique de cette petite ville d'origine médiévale.

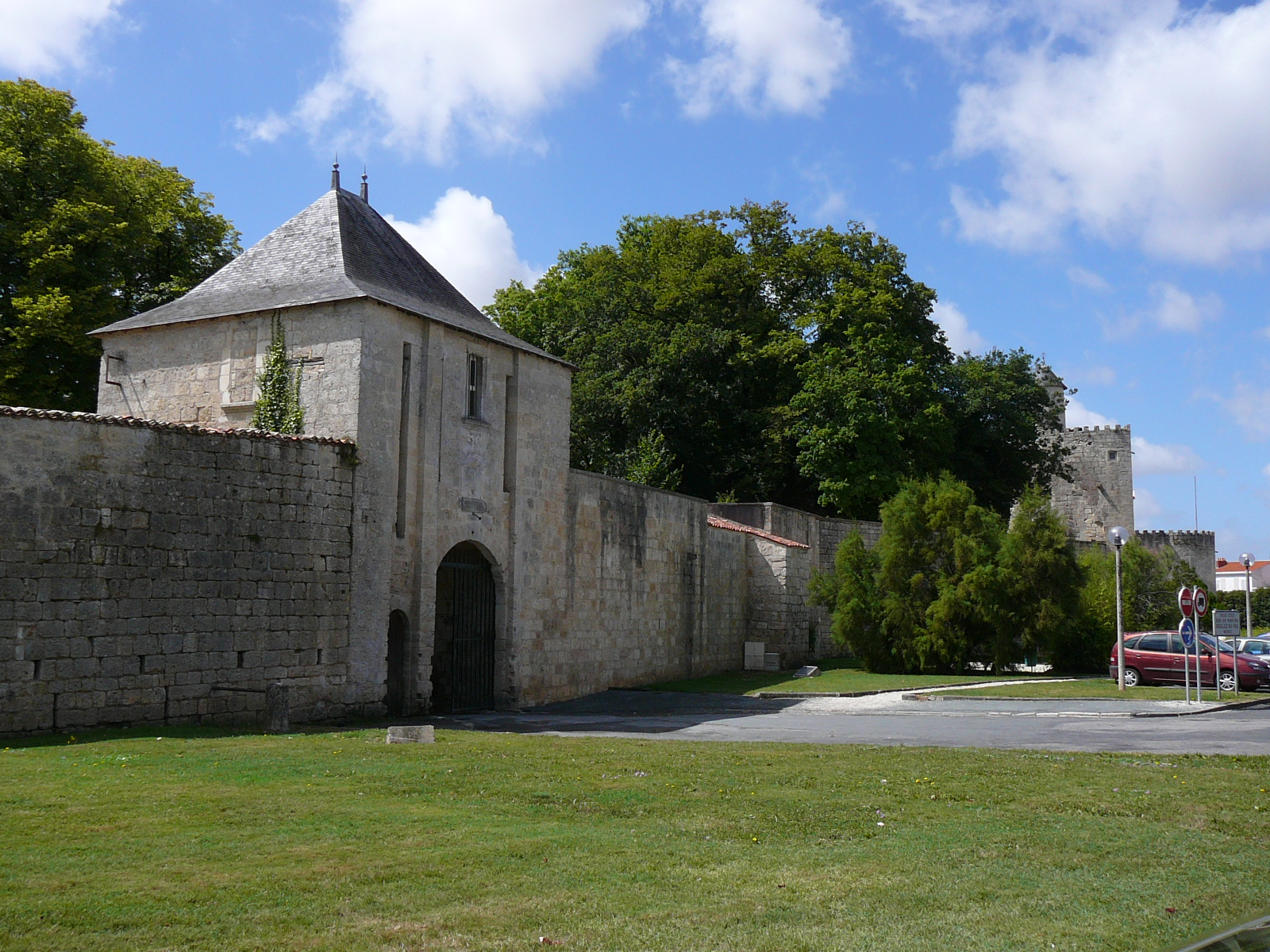
Les remparts et le porche d'entrée dans le domaine du château.
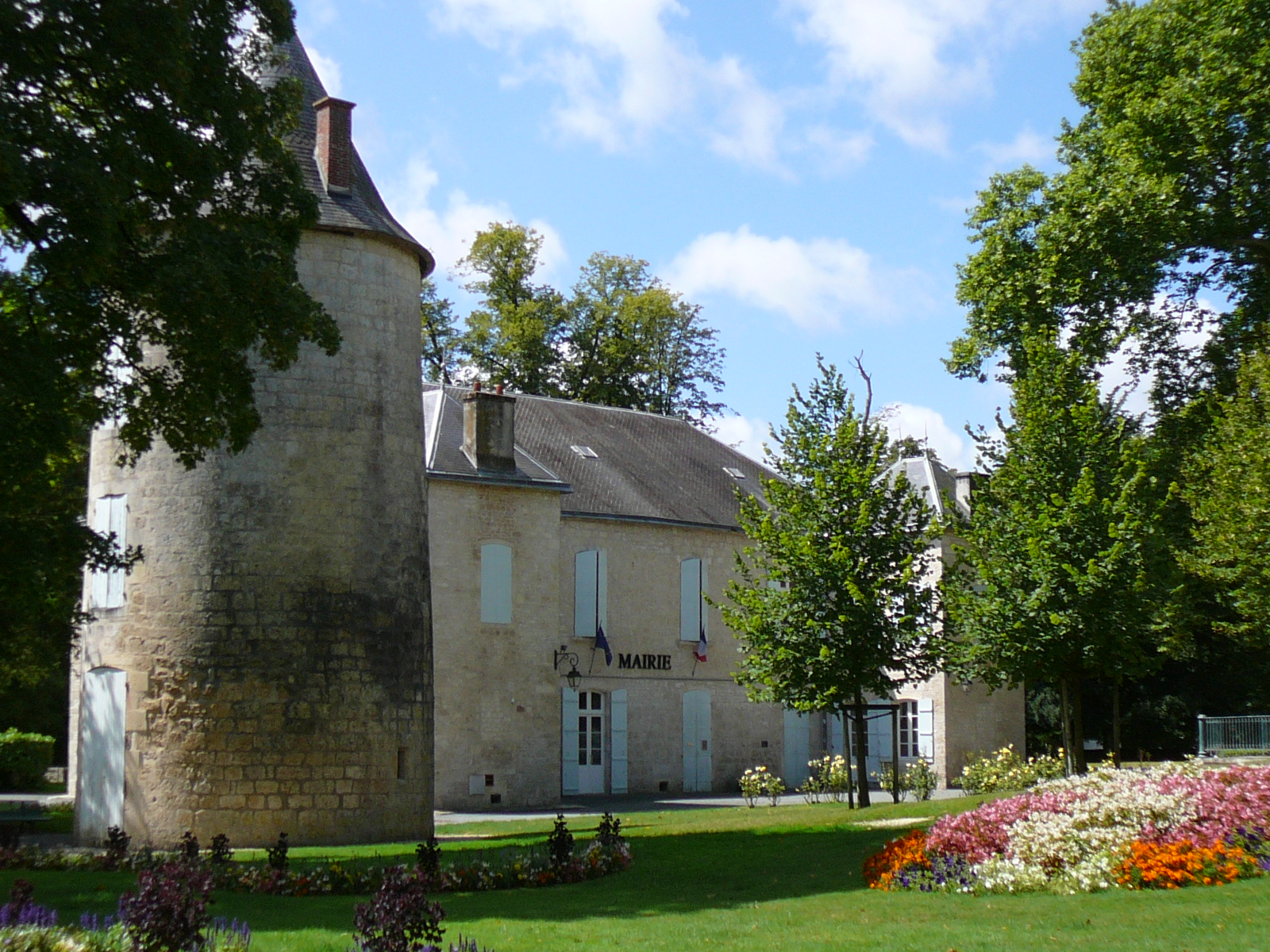
La mairie et la tour Hélène
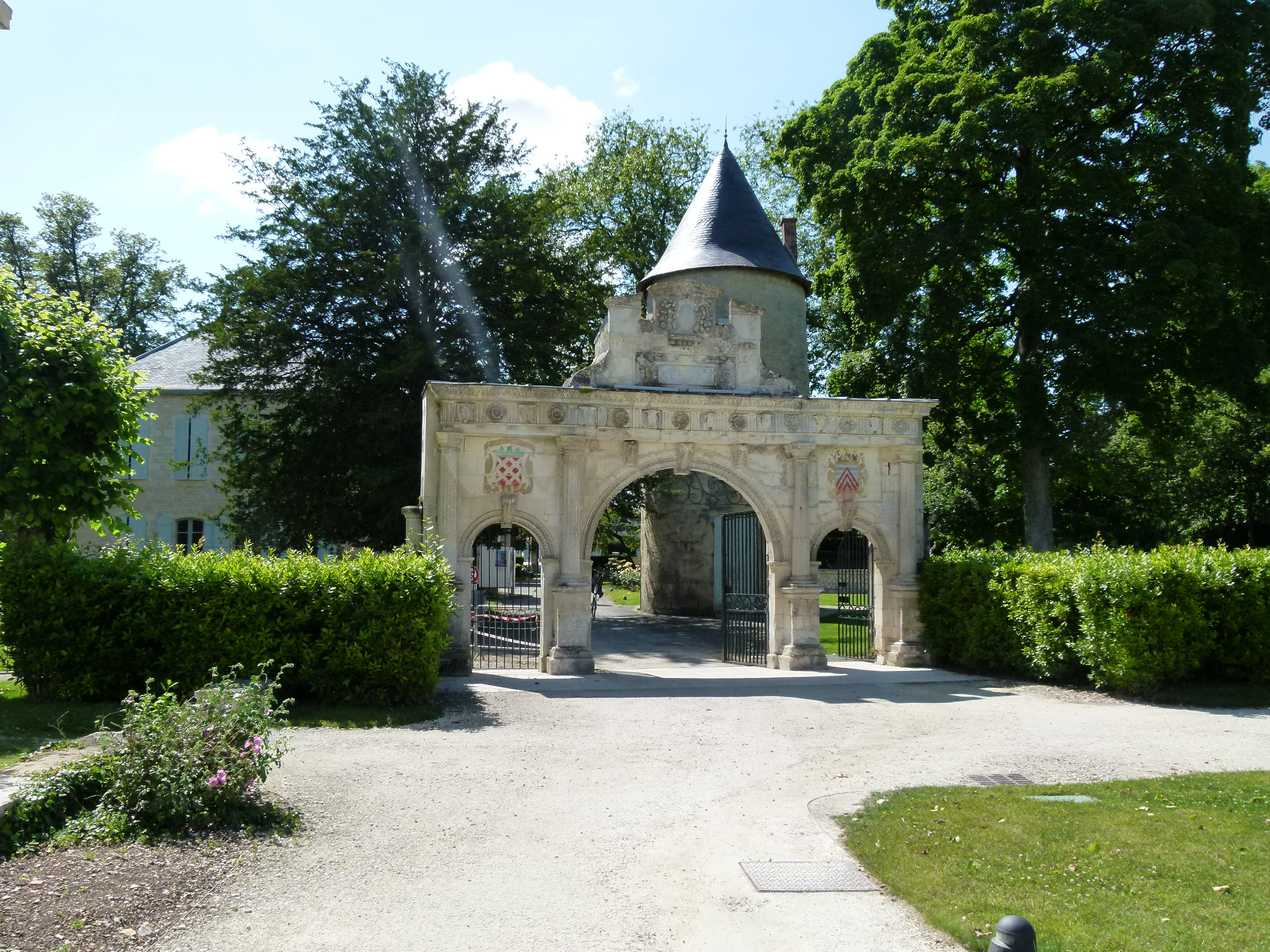
La Porte Renaissance et au fond la tour Hélène.

##### Le patrimoine urbain
En dehors de l'enceinte médiévale qui représente l'attraction majeure de la ville avec sa belle église romane et les différentes constructions militaires, Surgères est dotée d'un patrimoine dont le centre-ville est fortement modelé par l'héritage urbain du XIXe siècle.
- La Poste

Ce modeste bâtiment en pierre de taille à bossage qui abrite aujourd'hui les services de La Poste est une construction caractéristique du XIXe siècle, datant plus précisément de la Restauration.

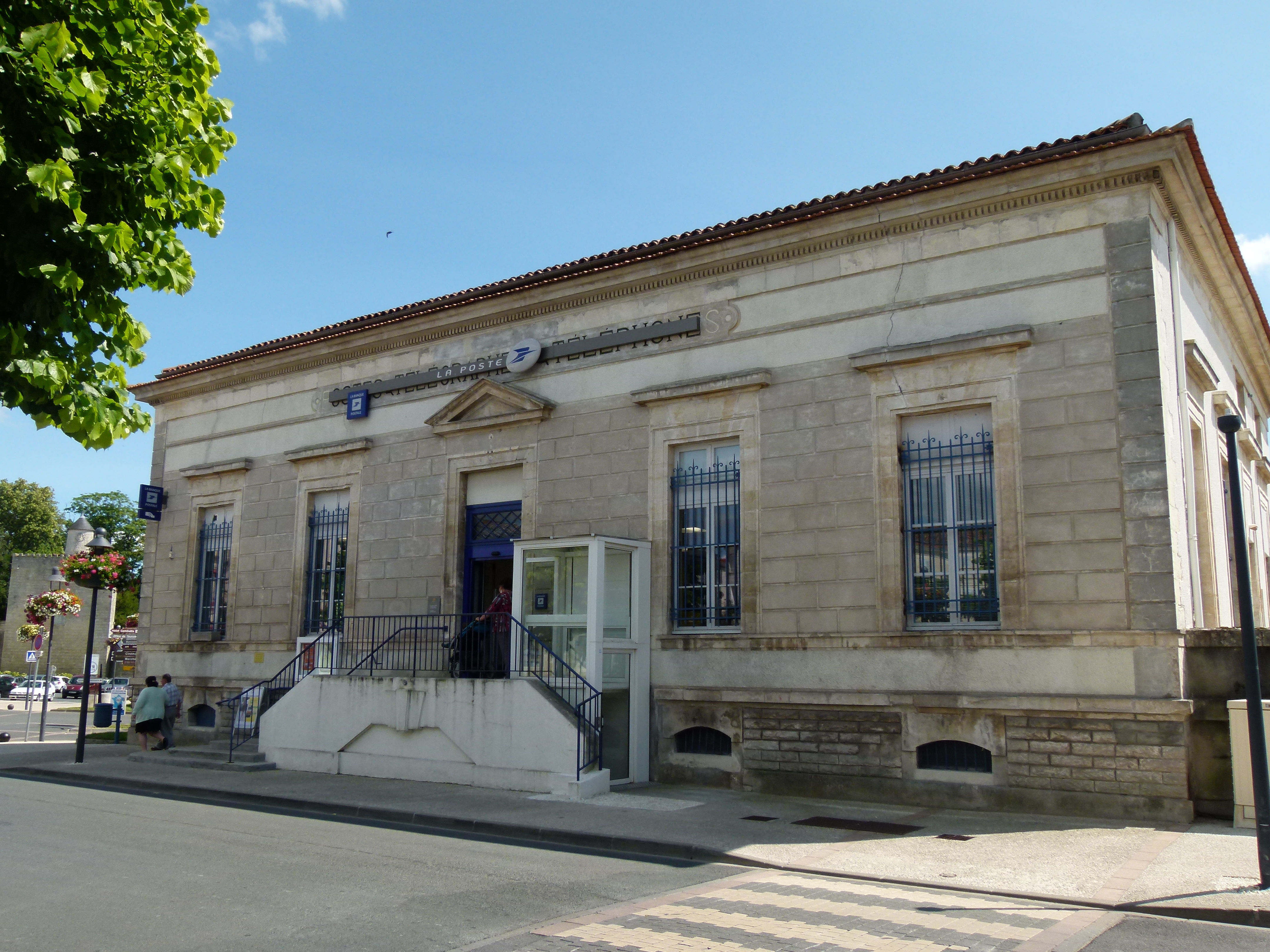
Le bâtiment de La Poste date de 1822.

Édifié en 1822, puis inauguré en juillet 1823, il a d'abord servi à abriter les services de la mairie et de la justice de paix. Bien que doté de deux vastes salles, il s'est révélé vite trop étroit pour assurer la fonction municipale. En août 1857, l'hôtel de ville a été transféré dans le château.
Mais ce n'est qu'au lendemain de la Seconde Guerre mondiale que l'administration postale a intégré ce bâtiment, mis en vente par la municipalité, situé face à l'actuelle place de l'Europe - anciennement place Victor Hugo - et face à la place du Château, occupant ainsi une position centrale dans la ville. Avant ce transfert, les services de la Poste et du télégraphe, anciennement dénommés les PTT, étaient situés sur la rue du Collège (actuelle rue Gambetta).
- Les Halles

En 1818, la municipalité décide d'acheter les vieilles halles édifiées le long de la rue principale qui est devenue la rue Audry de Puyravault. 

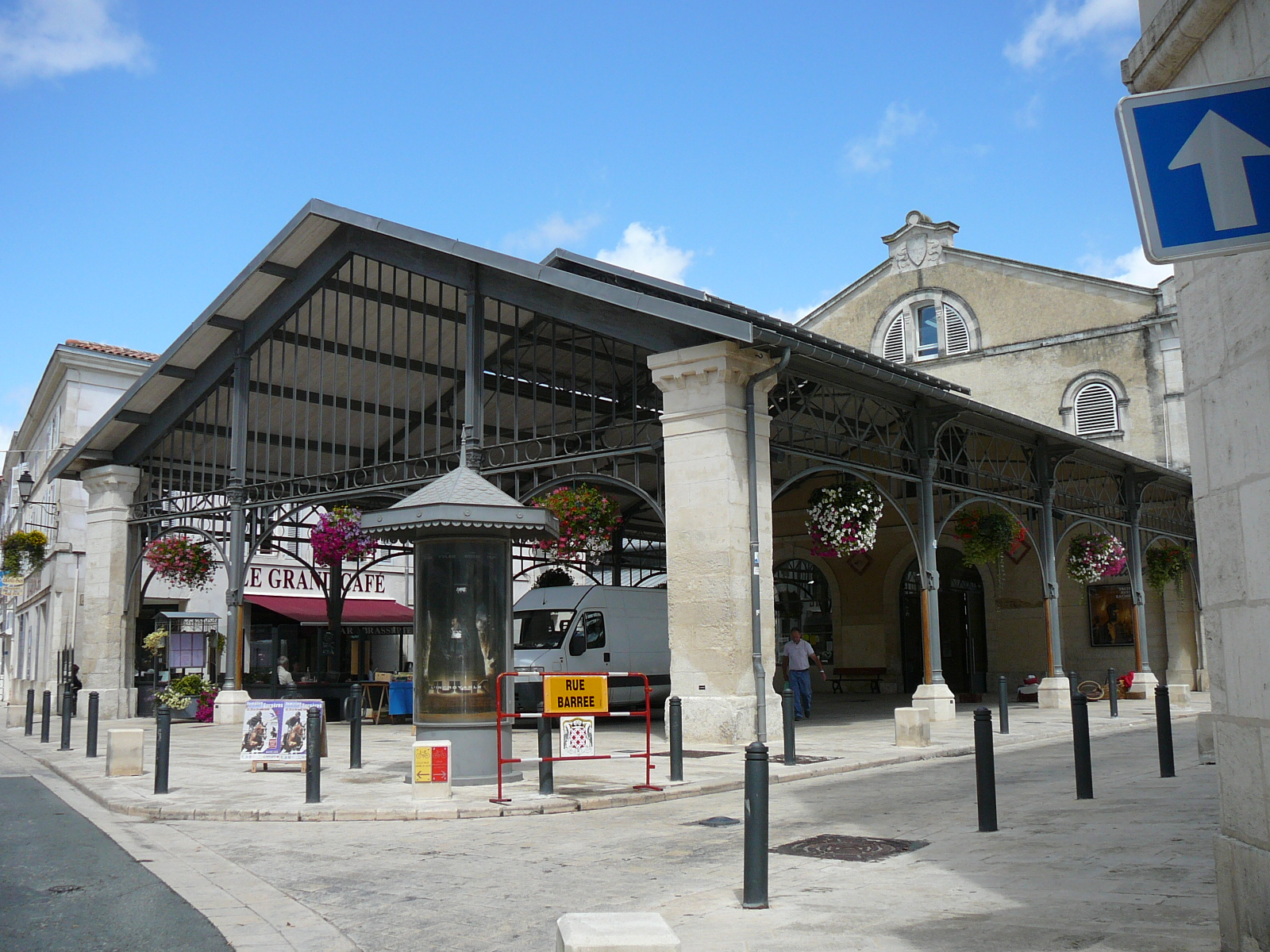
Les halles de Surgères sont un des édifices hérité du XIXe siècle.

Mais en raison de la vétusté de cet édifice, il dû être restauré et agrandi en 1842. Ces nouvelles halles furent ouvertes au public le 26 novembre 1842.
En 1885, le bâtiment a été accidentellement incendié et la partie antérieure de l'édifice a été reconstruite. À l'étage, « deux salles ont été aménagées, l'une appelée le théâtre et l'autre la salle de la Bourse où, chaque samedi, était fixé le prix des denrées ».

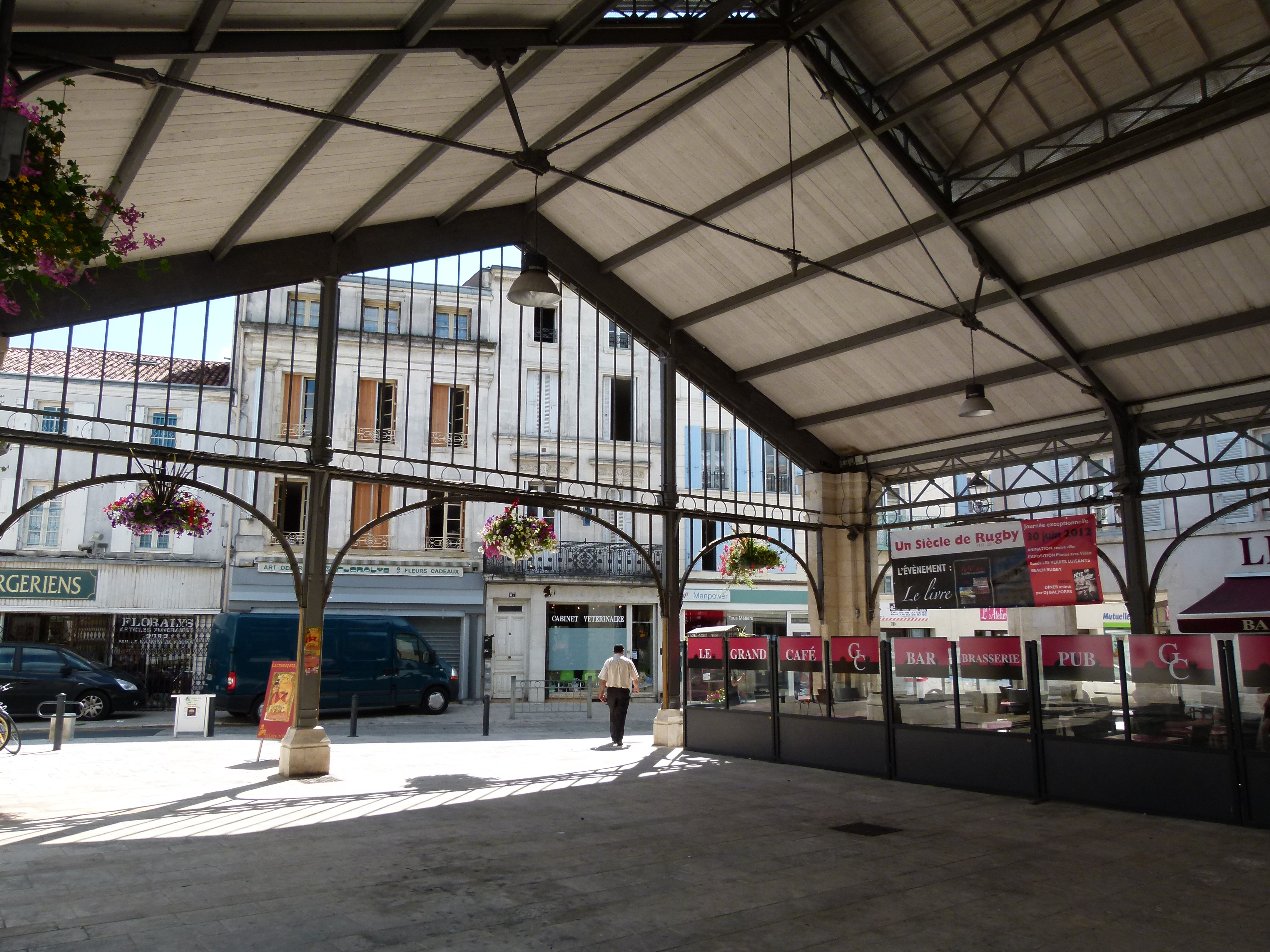
La nouvelle structure métallique des halles de Surgères.

Après l'incendie de 1885, le marché a été agrandi par une structure métallique dans le style du pavillon Baltard qui s’intégrait mal dans le site et masquait la façade de la partie ancienne. Un projet de réhabilitation de l’îlot des halles fut donc décidé en 2001, afin de redynamiser le centre-ville. Aujourd’hui, le bâtiment de pierre restauré est visible en étant agrémenté d’une halle en charpente métallique plus légère et plus ouverte.
Depuis 2001, le quartier des Halles a été l'objet d'une rénovation urbaine importante qui s'est achevée en 2004. À la suite de cette rénovation, les halles sont devenues le pôle culturel de la ville abritant la scène culturelle et le cinéma.
- Le centre-ville et la rue principale

L'artère centrale de la ville qui correspond à la rue Audry de Puyravault doit son nom à un illustre député de la ville qui s'illustra notamment pendant la Deuxième République.

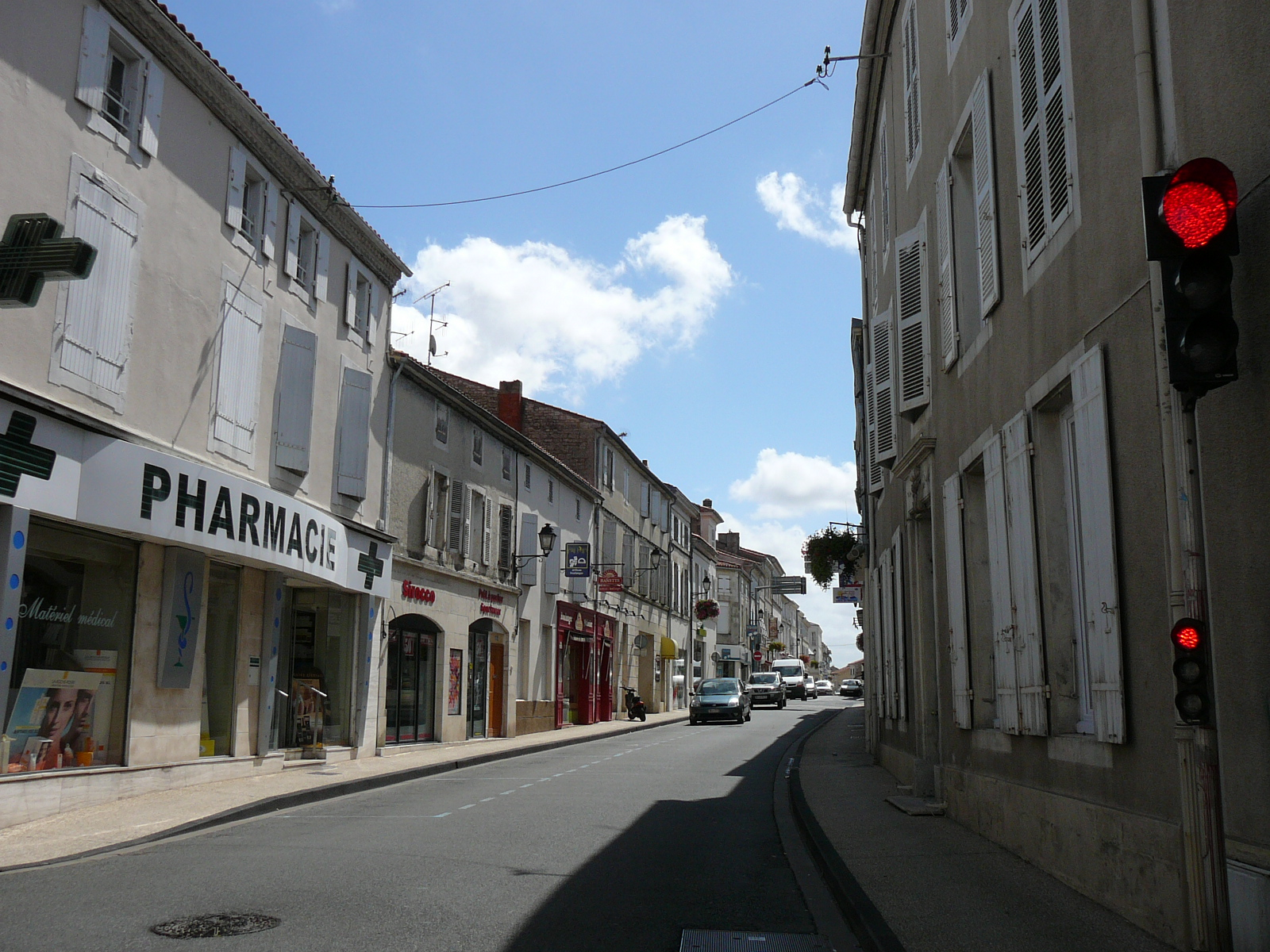
La rue Audry de Puyravault est l'artère principale de la ville.

Cette longue rue qui traverse la ville d'est en ouest est bordée d'édifices typiques du XIXe siècle en raison de l'alignement urbain qui a contraint les riverains à modifier la façade de leur bâtiment, les uns par allongement, les autres par reculement, afin d'offrir une harmonie d'ensemble.
Cette rue croise la rue Gambetta et la rue du Faubourg Saint-Pierre, rues qui correspondent à l'axe Niort-Rochefort, d'orientation nord-sud.

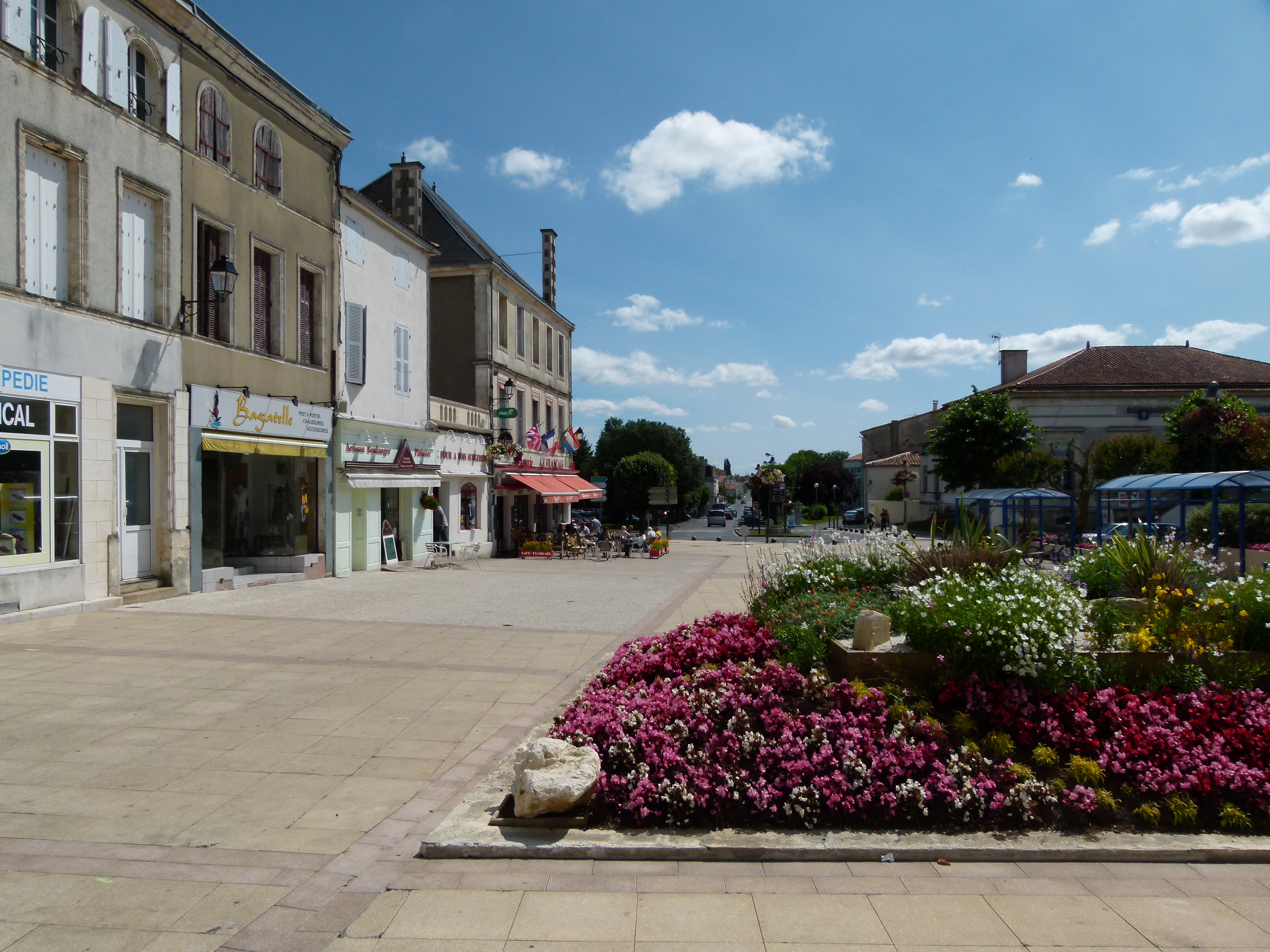
La rue Bersot ouvre sur un plateau piéton donnant sur la place du Château.

La rue principale donne sur un petit secteur piéton, mis en place au début des années 1980, et qui est situé en plein cœur de la cité. La rue Bersot a été transformée en voie piétonne favorisant la rénovation de la place attenante avec un aménagement paysager de qualité - implantation de jardinières et d'arbres, réfection d'un parking - qui permet d'en faire un lieu animé, bordé de nombreuses boutiques et de services et abritant l'Office de tourisme.
Le long de la rue Puyravault, le quartier des Halles est devenu depuis 2004 le nouveau cœur névralgique de la ville avec ses halles rénovées, son cinéma, ses restaurants et ses cafés et ses nombreuses boutiques.
- La gare ferroviaire de Surgères, la plus ancienne du département

Bien qu'étant une construction plutôt banale et de plus édifiée à l'extérieur de la ville-centre, il n'en reste pas moins que c'est la plus ancienne gare ferroviaire de la Charente-Maritime qui ait été conservée telle quelle.

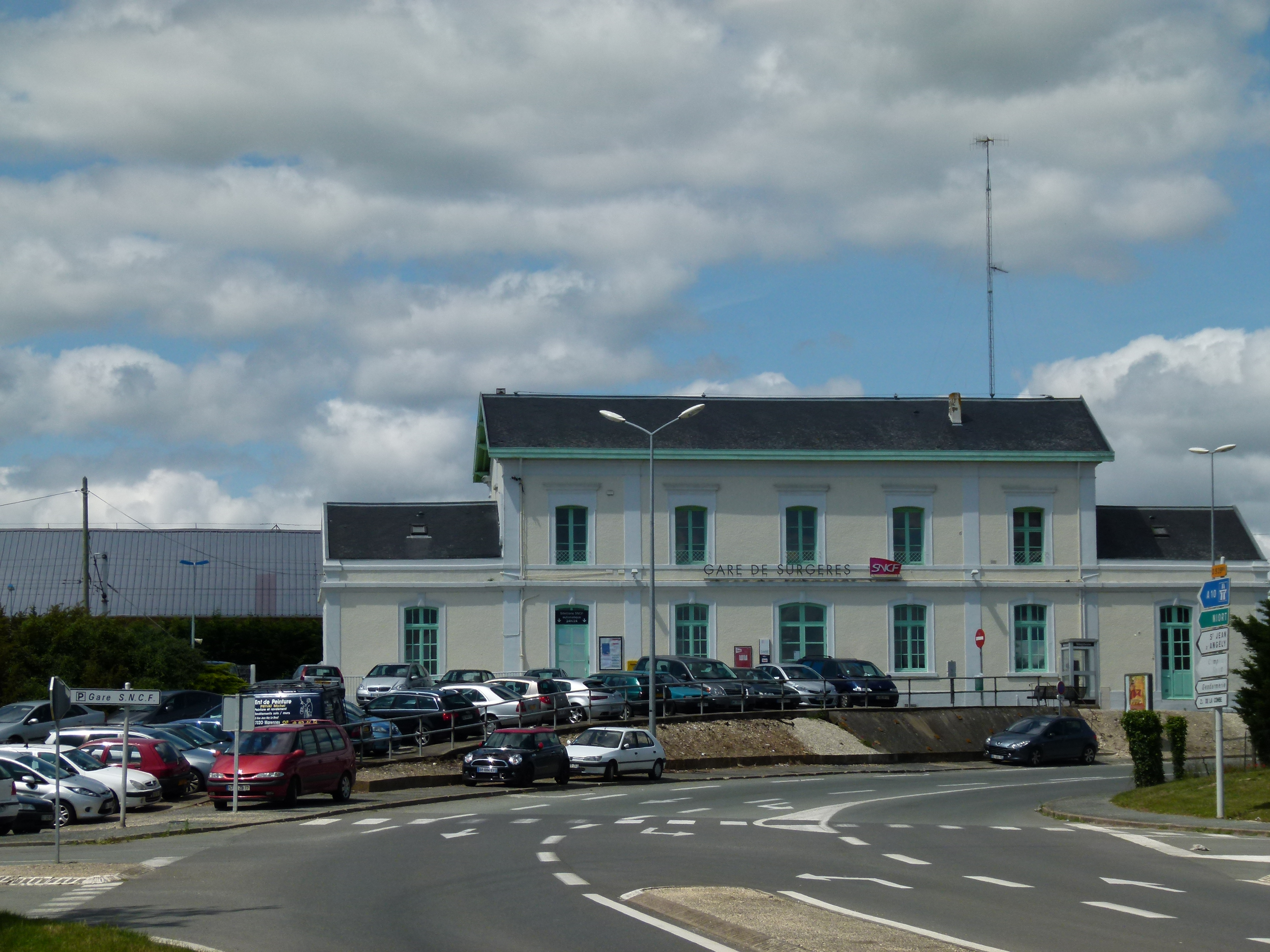
La gare de Surgères est la plus ancienne gare ferroviaire de la Charente-Maritime dont l'architecture ait été conservée.

Cette gare a été édifiée en 1857 en même temps que celles de La Rochelle, de Rochefort ou encore d'Aigrefeuille-d'Aunis, mais ces dernières ont toutes été reconstruites ultérieurement, à l'exception de celle d'Aigrefeuille qui a totalement disparue.
La gare de Surgères, bâtie pendant le Second Empire, dans le style dépouillé et simple des gares  de la Compagnie des Charentes, est ainsi devenue l'une des rares survivances de cette période fébrile de construction des gares ferroviaires. Conservée en l'état architectural, avec peu de remaniements, elle précède les anciennes gares de Saintes construite en 1867, de Pons (1869), de Jonzac (1870), ou encore de Saujon (1875) ou de Marans, toutes issues de cette période et heureusement préservées.
- La salle du Lavoir

Comme son nom ne l'indique pas, il s'agit en fait d'un ancien abattoir municipal datant de 1877-1878 dont l'activité a perduré jusqu'en 1950. Depuis la cessation de ses activités, il a été rénové et est devenu une salle de réunions. Il doit son nom à un terrain en bordure de la Gères qui se nommait la Fontaine-Barabin.
- La vallée de la Gères

Le long de l'enceinte médiévale qui abrite le château de Surgères, s'écoulent paresseusement les eaux de la Gères. Son parcours, agrémenté de beaux arbres, des marronniers plus que centenaires, offre une belle promenade tout en étant un lieu de détente autant pour les citadins que pour les touristes. La promenade est aménagée en piste cyclable le long de la rivière jusqu'à Saint-Germain-de-Marencennes, commune limitrophe située à 4 kilomètres au sud de Surgères.

#### Patrimoine Industriel
- L'usine de moteurs de la Société surgérienne de constructions mécaniques - connue sous l'ancien sigle de la SSCM - fut construite en 1918 ; cette usine a vu le développement de l'entreprise Poyaud jusqu'au déménagement sur le site de la Combe situé au nord de la ville et inauguré en 1972. L'ancienne usine qui a dorénavant fermé ses portes se situe à proximité de la gare et possédait un embranchement ferroviaire[151].

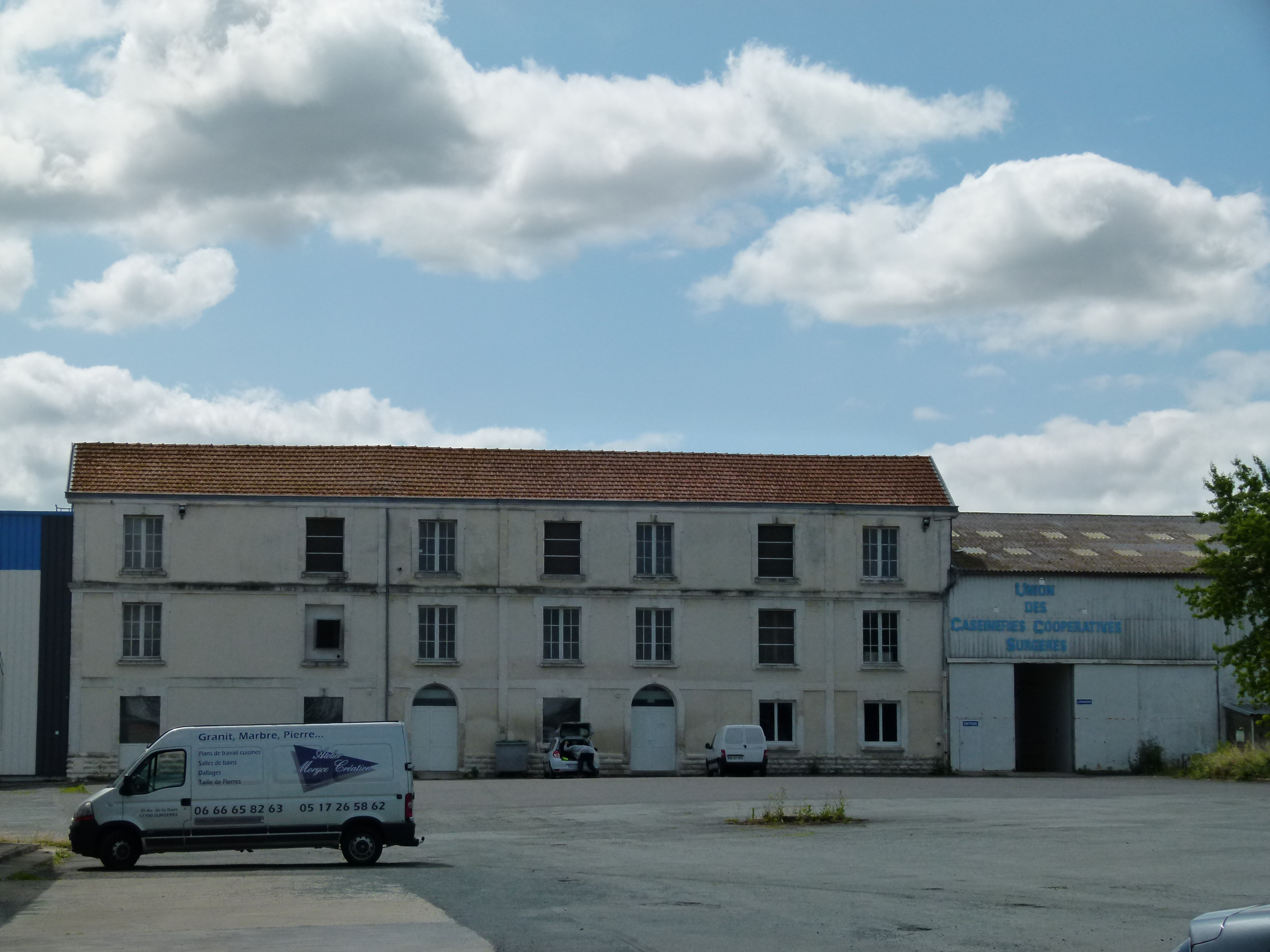
Le bâtiment industriel de la caséinerie date de 1914.

- Le bâtiment industriel de la caséinerie de l'Union coopérative des caséineries a été construit en 1914 ; cette usine assurait la transformation de la caséine. Il s'agit d'un long bâtiment édifié sur deux étages en pierre calcaire précédé d'une large cour d'entrée. Ses locaux servent aujourd’hui au stockage. La caséinerie se situe à proximité immédiate de la gare ferroviaire et possédait un embranchement ferroviaire[152].
- La laiterie coopérative fut construite en 1894 mais ce qui reste de son ancien bâti a disparu. Elle a en effet connu vers la fin du XXe siècle plusieurs transformations et agrandissements lui permettant d'assurer son développement. Aujourd’hui, ses bâtiments modernisés avec ses hautes cuves en inox et ses  cheminées s'étirent le long de la route de La Rochelle, à l’entrée ouest de la ville[153].

#### Monuments commémoratifs
- Monument aux morts

Ce monument en pierre calcaire, édifié en 1920, a été réalisé à l'initiative du Souvenir français. Il porte, gravés sur les différents pans de sa base, 119 noms de soldats morts au front lors de la Première Guerre mondiale, 17 lors de la Seconde Guerre mondiale, 3 lors de la guerre d'Indochine et 2 lors de la guerre d'Algérie. Il est érigé à l'angle de l'avenue de la Libération et de la rue du faubourg Saint-Gilles. La plaque « Aux victimes de la Résistance 1939/1945 », qui se trouvait rue du Sentier, a été transférée au Monument aux morts dans le courant de l'année 2007.
- Statue d'Eugène Biraud

Ce monument commémoratif élevé à la mémoire d'Eugène Biraud en 1932, situé sur le rond-point de la Gendarmerie, est coiffé d'un buste en bronze. Il a été réalisé à la demande de l'Association centrale des laiteries et de l'entente paysanne de France. Inauguré en septembre 1932 sur la place Victor Hugo, aujourd'hui, place de l'Europe, son buste a été déplacé en 1976.
- Statue de Pierre Dornic

Le monument commémoratif à l'honneur de Pierre Dornic est situé rue Eugène Biraud et a été inauguré en présence du ministre de l'Agriculture en octobre 1935.

### Patrimoine culturel
La ville dispose d'un certain nombre d'équipements culturels qui ont fait l'objet d'importants aménagements dans le dernier quart du XXe siècle et qui sont essentiellement concentrés dans le site du château et dans le cœur de la ville.
La bibliothèque a bénéficié d'importantes restructurations et est située dans un bâtiment annexe de la belle et somptueuse demeure du régisseur dans laquelle se sont implantés les services sociaux de la ville.

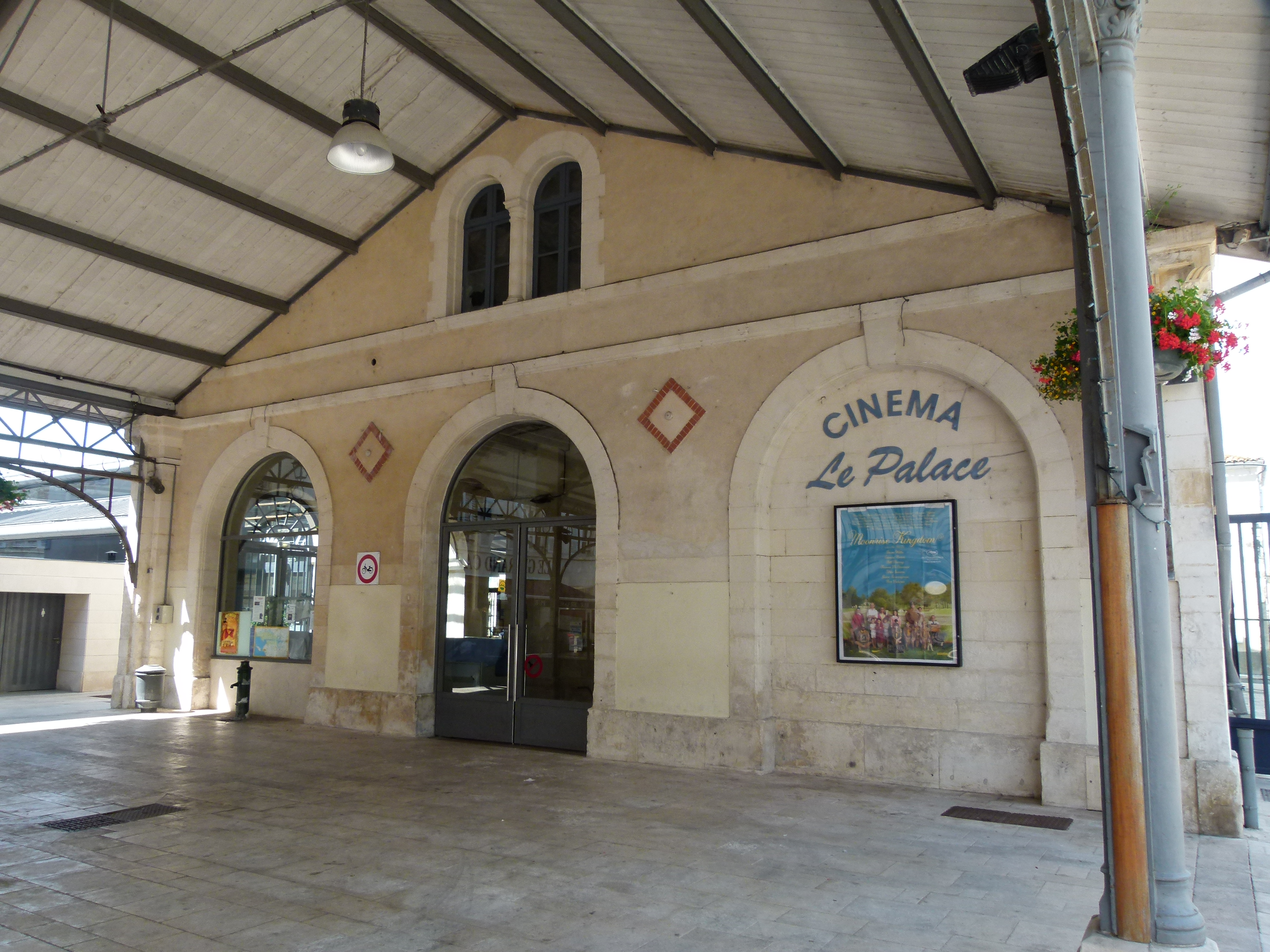
Le cinéma « Le Palace » est situé dans le cœur névralgique de la ville.

Dans le centre-ville, le cinéma Le Palace a investi les lieux de l’ancienne halle réaménagée depuis 2001. À l’arrière des halles rénovées et avec le cinéma, la ville dispose d'une scène culturelle dénommée également Le Palace. Ce centre culturel figure parmi les huit scènes du département où sont programmés à l'année de nombreux spectacles de qualité (concerts, variétés, théâtre, conférences). Depuis le nouveau siècle, le site de la place du marché est ainsi devenu le pôle culturel de la ville par excellence, il est un des lieux les plus animés de la cité avec ses restaurants et ses cafés.
D'autres salles culturelles ont été construites aux abords du centre-ville, notamment la salle du Lavoir, qui a été aménagée dans l'ancien abattoir de la ville, le Castel Park qui accueille aussi bien les concerts que les conférences, et la salle Jean Poupel
qui est dédiée quasi exclusivement aux concerts, notamment ceux produits par l'école de musique de la ville.

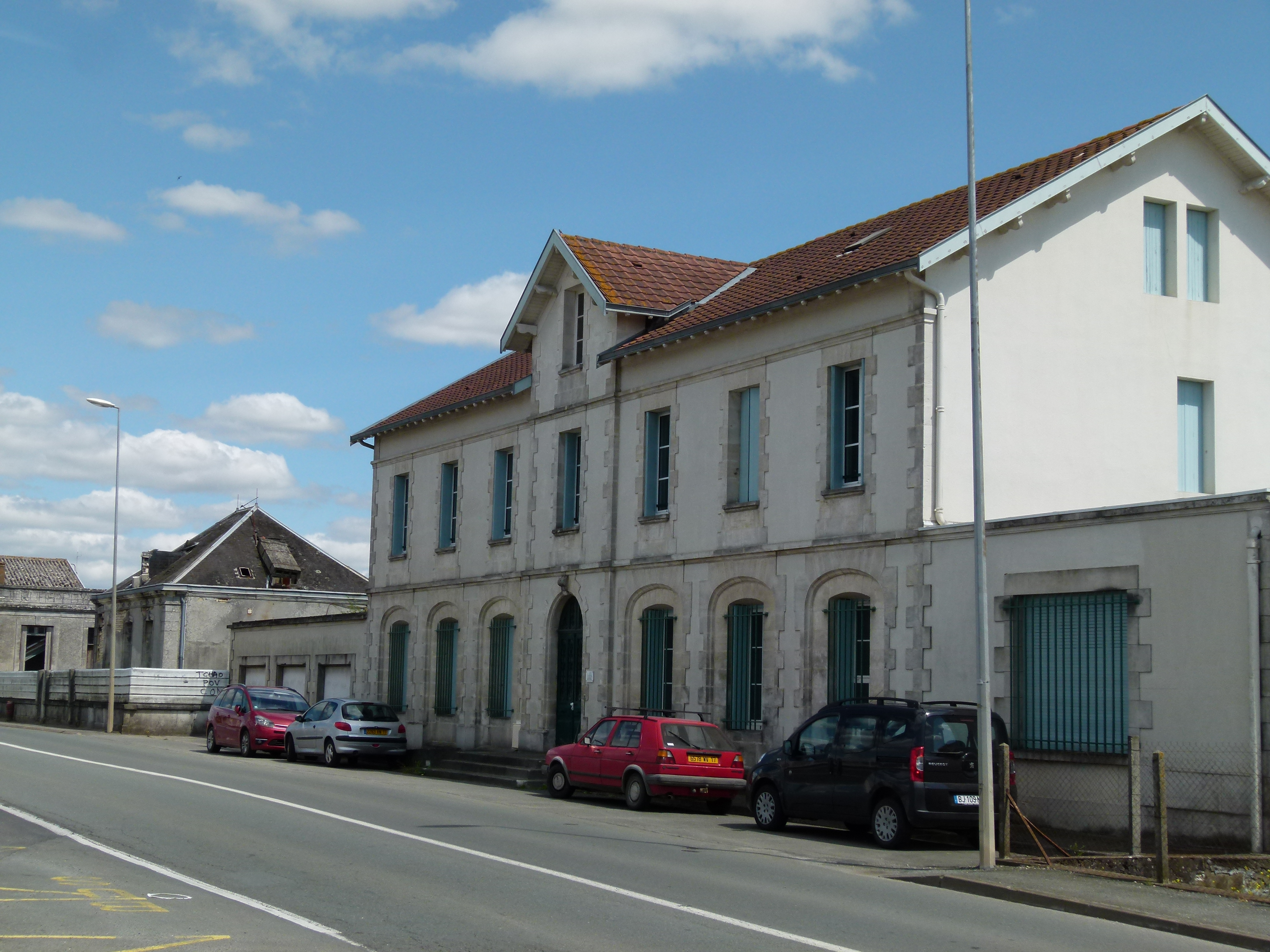
L’École de musique de Surgères occupe un ancien bâtiment industriel du début du XXe siècle dans le quartier de la Gare.

L’École de musique est implantée dans le secteur de la Gare et est gérée par la communauté de communes du canton de Surgères. Elle reçoit annuellement 200 élèves qui sont encadrés par une équipe pédagogique de 13 professeurs de musique. Les élèves sont accueillis depuis les ateliers de jardin musical jusqu’à la formation pour adultes. Cette école est associée à l’organisation du Festival de l’Académie de Cuivres et Percussions de Surgères.
À Surgères, l'animation culturelle est également enrichie par la présence d'un Institut d'Art Chorégraphique qui correspond à l'école municipale de danse.
Sur la rue du Faubourg Saint-Gilles, la ville dispose d'une galerie d'art dénommée Matières Premières qui est de lieu d'expositions et de rencontres entre des artistes et les différents publics qui fréquentent ce site aménagé de façon avant-gardiste. Ce vaste bâtiment, aux plafonds soutenus par des poutres apparentes, est doté d'un mobilier d'intérieur, d'objets de décoration et de luminaires design aux lignes très épurées. Les expositions temporaires portent aussi bien sur les peintures, les photographies ou les sculptures que sur les tissus et les bijoux.
Enfin, l'Office de Tourisme de la rue Bersot, situé en plein centre-ville, outre son rôle d'informations locales, est aussi un espace de nombreuses expositions culturelles (arts plastiques, sculpture, peintures, photographies, etc.).

### La vie associative
Surgères est une ville particulièrement riche sur le plan de la vie associative avec pas moins de 131 associations implantées dans la cité.
Cette richesse de la vie associative se décline en plusieurs volets :
- L'animation culturelle (16 associations). Dans ce domaine, il convient de citer notamment la Société des Sciences Naturelles et Humaines de Surgères, connue localement sous le sigle de SSNHS, et qui est une véritable institution dans la ville, l'Académie de Cuivres de Surgères, issue de l’École municipale de Musique, qui organise un festival de percussions très prisé chaque année en ville, et le Comité d'Animation locale - C.A.L. - qui gère entre autres le cinéma Le Palace de la ville.
- L'animation et la solidarité (53 associations). Ces associations jouent un rôle important dans la vie de la cité ; parmi celles-ci, il convient de citer le Centre d'Animation Cantonal (CAC) qui anime la scène culturelle Le Palace et Héléne FM, la station de radio dont le rayonnement dépasse largement les limites de la ville et de son canton, ainsi que de nombreuses associations de solidarité dont les Restos du Cœur.
- Les sports et loisirs (46 associations). Dans ce volet, Surgères peut se targuer d'être une ville sportive grâce notamment à ses équipements sportifs complets (complexe sportif avec stades, gymnases, piscine, courts de tennis). Parmi ces associations, si le rugby occupe le haut de l'actualité sportive de la ville, d'autres associations non moins honorables sont les ambassadrices de la cité comme Les Archers d'Hélène, les 48 heures pédestres ou encore l'association Sport équestre surgérien, animatrice du très renommé Jumping de Surgères.
- Le Troisième Âge (8 associations). Parmi celles-ci, l'Office des Aînés de Surgères joue un rôle d'accompagnement et d'animation pour les personnes âgées et est appuyé par les services de la ville.
- Les associations patriotiques (8 associations dont 5 ont leur siège en ville). Parmi celles-ci, il convient de nommer l'Association des Déportés.

### Personnalités liées à la commune

#### Personnalités duXVIesiècle
- Edmond de Fonsèques, baron de Surgères, marié à Hardouine, fille de Pierre de Laval-Montmorency.

#### Personnalités duXVIIIesiècle
- Jacques-Charles-François de La Perrière de Roiffé (1694-1776), natif de la commune de Surgères[Note 15], physicien, auteur d'un ouvrage intitulé « Mécanisme de l'électricité »[15].
- Alexandre-Nicolas, vicomte de La Rochefoucauld, marquis de Surgères (1709-1760), lieutenant général des Armées du Roi.

#### Personnalités duXIXesiècle
- Louis Marguerite Aimé Allard (1750-1827), né à Surgères, député puis doyen de la Faculté de Poitiers.
- Ambroise-Polycarpe de La Rochefoucauld (1765-1841), marquis de Surgères, ministre.
- Jean-Baptiste Cacault (1769-1813), né à Surgères, général de brigade, baron de l'Empire, commandant de l'Île-d'Aix.
- Sosthènes de La Rochefoucauld (1785-1864), marquis de Surgères, général et homme politique.
- Ernest Bersot (1816-1880), né à Surgères, philosophe moraliste et journaliste ; la ville lui a dédié une rue.
- François-Hubert Débrousse (1817-1878), entrepreneur.
- Eugène Biraud (1825-1908), fondateur de la première laiterie coopérative de France en 1888, conseiller municipal à Surgères, une rue et un buste lui ont été dédiés en 1932.
- Léonce Depont (1862-1913), né à Surgères, « poète parnassien du terroir charentais »[159], collaborateur des diverses revues régionalistes de la Belle Époque dont la revue Pays d'Ouest. La ville lui a dédié un nom de rue[160].

#### Personnalités duXXesiècle
- Pierre Dornic (1864-1933), fondateur de l’École nationale de laiterie à Surgères en 1906. Une rue et un buste lui ont été dédiés en 1935.
- Abel Poyaud (1884-1950), industriel né à Surgères, crée, construit et développe une usine de moteurs Diesel en 1918 à Surgères. Une rue lui a été dédiée en 1957.
- Gaston Dervieux (1872-1958), curé de Surgères, auteur d'une monographie de sa paroisse (1927) et d'une étude archéologique sur l'église et le château de la ville (1934)[161].
- Henri Vinsonneau (1909-1942), ouvrier électricien à EDF, originaire de Vitry-sur-Seine, il réside à Surgères après 1918. Résistant de la première heure à Surgères pendant les sombres années de l'Occupation, il devient chef d'un réseau très actif ; dénoncé, puis emprisonné près de Bordeaux, il est arrêté et fusillé au Camp de Souge le 21 septembre 1942. La ville lui a dédié un nom de rue[162].
- Raymond Couraud, alias capitaine Jack William Raymond Lee (1920-1977), militaire et gangster français né à Surgères, devenu par ses exploits militaires durant la Seconde Guerre mondiale un membre parmi les plus décorés de la section française du Special Air service de l'armée britannique.
- Jean Prasteau (1921), natif de Surgères, journaliste littéraire au Figaro, dernier rédacteur en chef des Cahiers de l'Ouest, auteur de quelques livres touristiques sur les Charentes dont le livre Charentes et merveilles édité en 1977. Il est membre de l'académie de Saintonge[163].

#### Personnalités contemporaines duXXesiècleet duXXIesiècle
- Clément Saunier (1979), trompettiste.

### Héraldique, logotype et devise

#### Blason de la ville
| Blason | Blasonnement : De gueules fretté de vair de six pièces. |

#### Devise de la ville
La devise de la ville est gravée sur le fronton de la Porte Renaissance dans le site du Château de Surgères et porte l'inscription latine suivante : « Post tenebras spero lucem », ce qui signifie « Après les ténèbres, j'espère la lumière ».
C'est Henri de Fonsèque, seigneur de la cité, qui en est l'auteur ; celui-là même qui a restauré les remparts de la ville et le château que Louis XI avait fait raser en 1472.

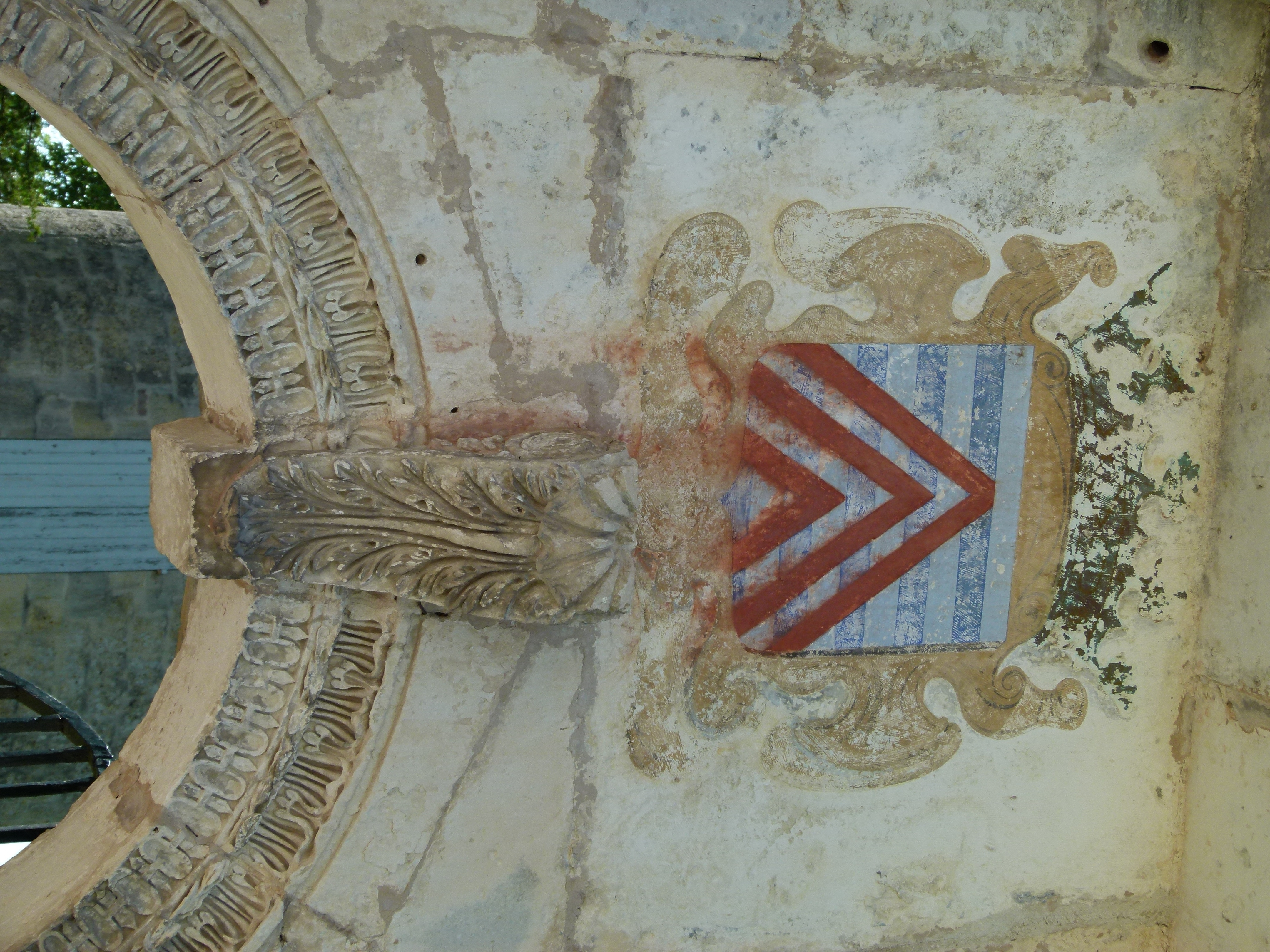
Armoiries de la maison de La Rochefoucauld représentées sur la Porte Renaissance.
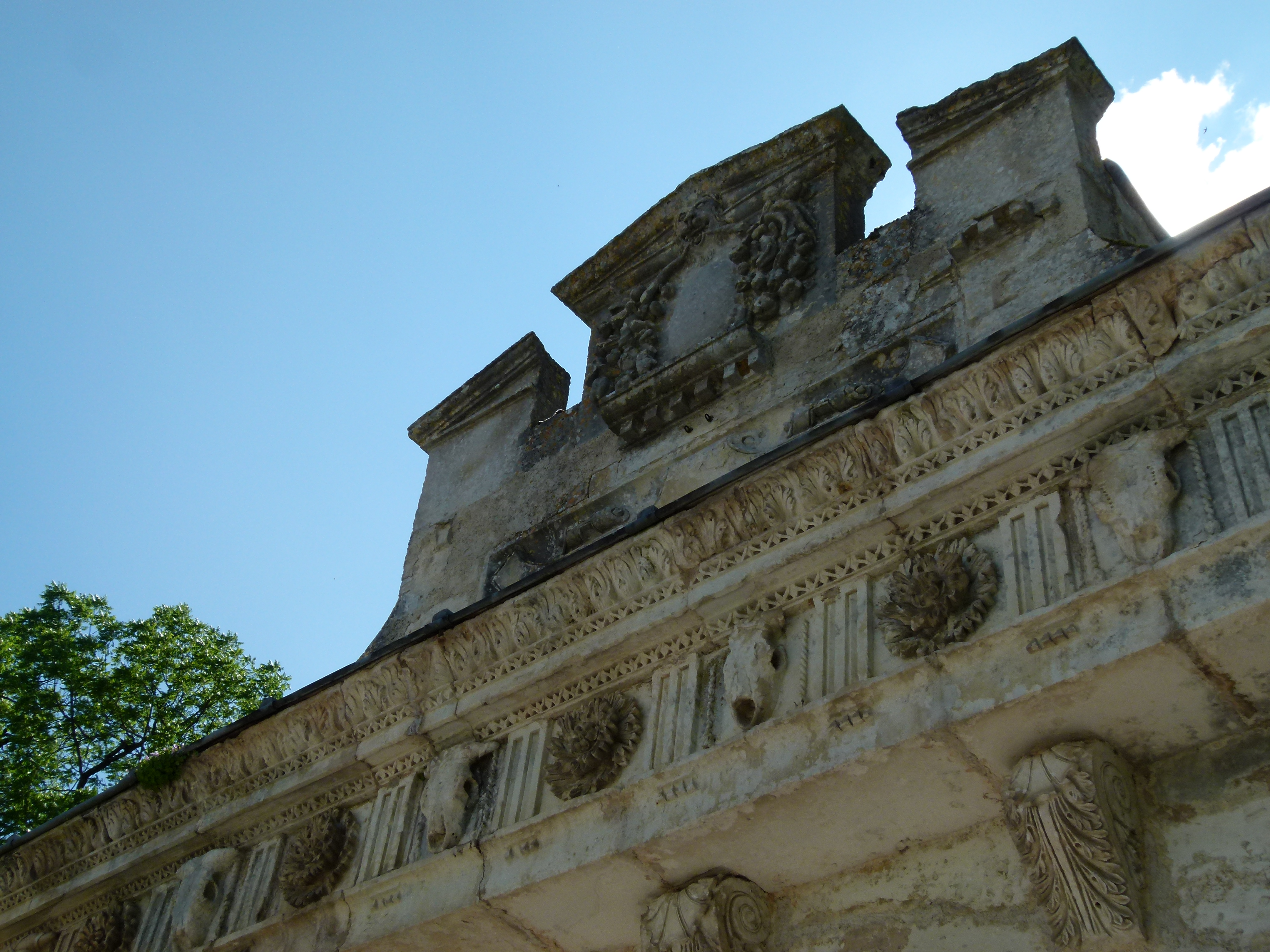
Devise de la ville gravée sur le fronton de la Porte Renaissance.
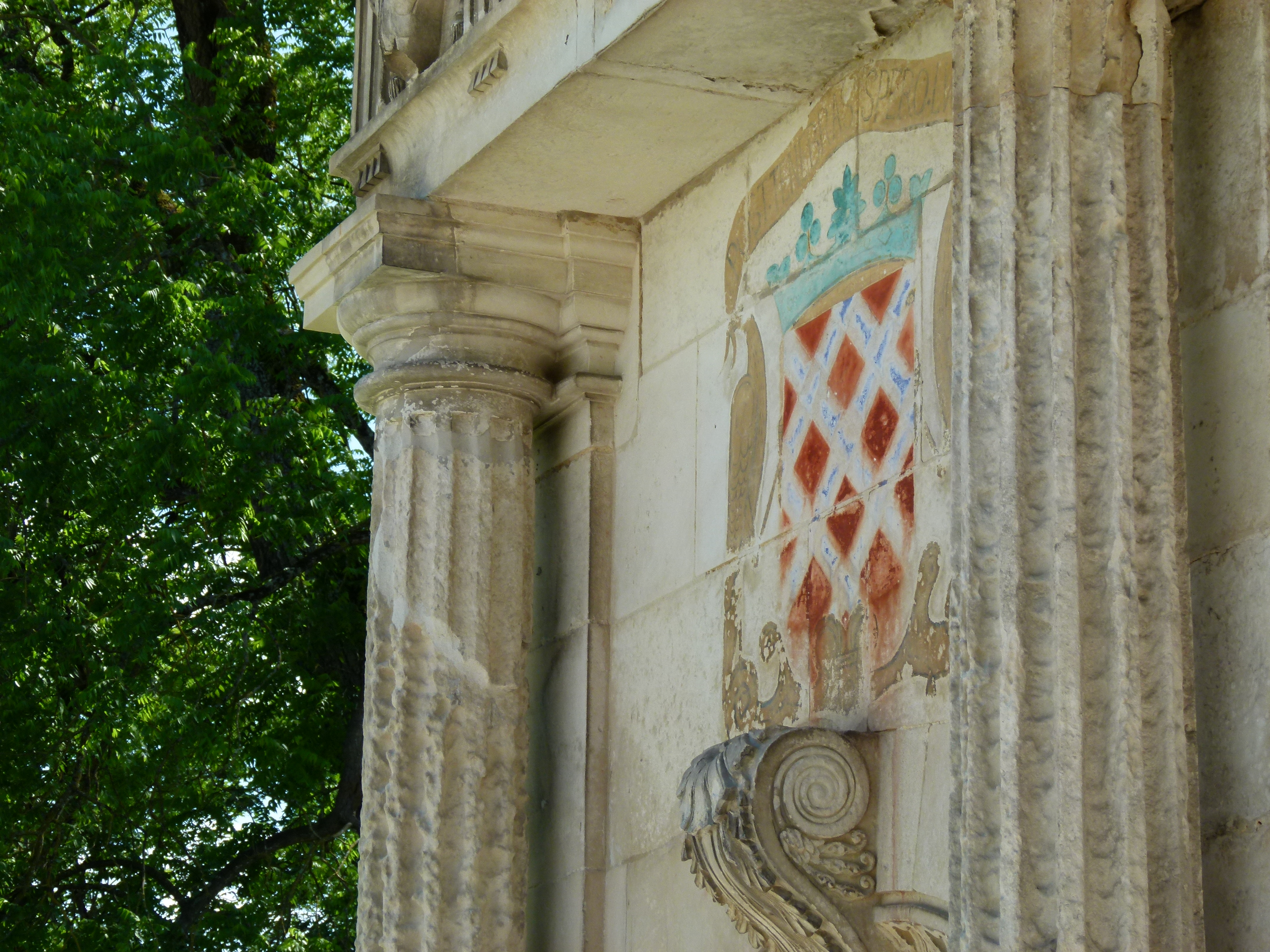
Blason de la ville représenté sur la Porte Renaissance.

## Pour approfondir